# Văn hóa Nga

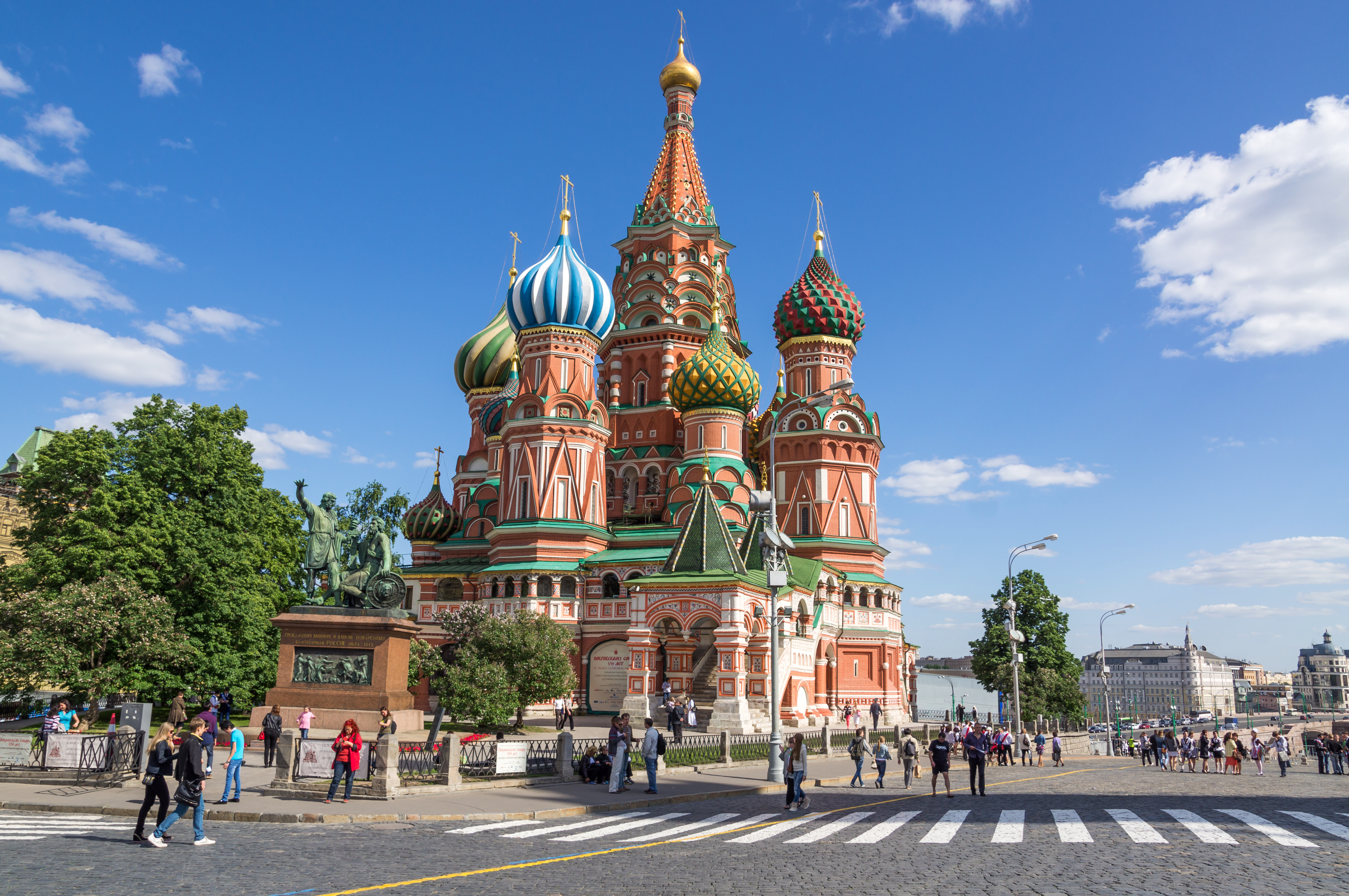
Nhà thờ chính tòa Thánh Vasily trên Quảng trường Đỏ, ở Moskva

Văn hóa Nga có truyền thống lâu đời về nhiều mặt của nghệ thuật, đặc biệt khi nói đến văn học, múa dân gian, triết học, âm nhạc cổ điển, nhạc dân gian múa dân gian truyền thống, múa ba lê, kiến trúc, hội họa, điện ảnh, hoạt hình và chính trị, tất cả đều có ảnh hưởng đáng kể đến toàn cầu. Đất nước này cũng có một nền văn hóa vật chất đầy hương vị và một truyền thống về công nghệ.
Văn hóa Nga phát triển từ Đông Slav, với niềm tin ngoại giáo và lối sống cụ thể của họ trong các khu vực rừng cây, thảo nguyên và thảo nguyên rừng ở Đông Âu hoặc Âu Á. Văn hoá Nga  và con người bị ảnh hưởng nhiều bởi bộ lạc Scandinavia, bởi bộ lạc Phần Lan-Ugria, bởi dân tộc Tatar, do du mục bộ lạc của đồng cỏ Á-Âu chủ yếu của người Kipchak và Turk, nguồn gốc Iran và vào cuối thiên niên kỷ 1 TCN bởi Người Viking (được cho là Người Viking Scandinavia). Các bộ lạc Slav đầu tiên ở Nga thuộc châu Âu đã được định hình nhiều bởi sự hợp nhất của các nền văn hóa Bắc Á-Âu và Đông Á đã hình thành bản sắc Nga ở khu vực Volga và nhà nước Rus' kiev. Các nhà truyền giáo Chính thống Kitô giáo bắt đầu đến từ Đế quốc Đông La Mã vào thế kỷ thứ 9, và Rus' Rus chuyển đổi sang Chính thống Kitô giáo vào năm 988. Điều này phần lớn định nghĩa văn hóa Nga của thiên niên kỷ tiếp theo là sự tổng hợp của các nền văn hóa Slav và Đế quốc Đông La Mã. Rus' Kiev được thể hiện trong sự tự khẳng định văn hóa Á-Âu của riêng mình. Sau sự sụp đổ của Constantinopolis vào năm 1453, Nga vẫn là quốc gia Chính thống giáo lớn nhất thế giới và tuyên bố kế thừa di sản Đế quốc Đông La Mã dưới hình thức ý tưởng Roma thứ ba. Tại những thời điểm khác nhau trong lịch sử, đất nước này cũng chịu ảnh hưởng mạnh mẽ của văn hóa Tây Âu. Kể từ những cải cách của Pyotr Đại đế, trong hai thế kỷ văn hóa Nga chủ yếu phát triển trong bối cảnh chung của văn hóa châu Âu thay vì theo đuổi những cách độc đáo của riêng mình. Tình hình đã thay đổi vào thế kỷ 20, khi hệ tư tưởng Cộng sản trở thành nhân tố chính trong văn hóa của Liên Xô, nơi Nga, dưới hình thức Nga Xô viết, là phần lớn nhất và hàng đầu.
Ngày nay, di sản văn hóa Nga được xếp hạng thứ bảy trong Chỉ số thương hiệu quốc gia, dựa trên các cuộc phỏng vấn của khoảng 20.000 người chủ yếu đến từ các nước phương Tây và Viễn Đông. Do sự tham gia tương đối muộn của Nga vào toàn cầu hóa hiện đại và du lịch quốc tế, nhiều khía cạnh của văn hóa Nga, như truyện cười Nga và nghệ thuật Nga, phần lớn vẫn chưa được người nước ngoài biết đến.

## Ngôn ngữ và văn học
160 nhóm dân tộc sống trên lãnh thổ Nga nói khoảng 100 thứ tiếng. Theo điều tra năm 2002, 142.6 triệu người nói tiếng Nga, kế tiếp là tiếng Tatar với 5.3 triệu người dùng và tiếng Ukraina với 1.8 triệu người dùng. Tiếng Nga là ngôn ngữ chính thức cấp liên bang duy nhất, nhưng Hiến pháp vẫn công nhận quyền sử dụng ngôn ngữ địa phương song song với tiếng Nga tại tất cả nước cộng hòa. Tiếng Nga là ngôn ngữ được sử dụng trên vùng địa lý rộng nhất của lục địa Á Âu và cũng là ngôn ngữ nói Xlavơ được dùng rộng rãi nhất. Tiếng Nga thuộc hệ ngôn ngữ Ấn-Âu, cũng là một thành viên của các ngôn ngữ Đông Xlavơ, cùng với hai thành viên khác là tiếng Bêlarút và tiếng Ukraina (cũng có thể cả tiếng Rusyn). Từ thế kỷ 10 trở về sau, các mẫu văn tự Đông Xlavơ cổ (Nga ngữ cổ) đã được công nhận.
Hơn một phần tư tác phẩm văn học-khoa học trên thế giới được xuất bản bằng tiếng Nga. Tiếng Nga cũng là phương tiện mã hóa và lưu trữ thông tin toàn cầu, với khoảng 60 đến 70% thông tin toàn cầu được xuất bản bằng tiếng Anh và tiếng Nga. Tiếng Nga cũng là một trong sáu ngôn ngữ chính thức của Liên hợp quốc.

### Văn học dân gian
Văn học dân gian Nga có nguồn gốc từ đức tin đa thần của người dân Xlavơ xưa, mà ngày nay vẫn còn hiện diện trong văn học dân gian Nga. Anh hùng ca Bylina Nga là một phần quan trọng trong thần thoại Xlavơ. Những bài bylina cổ xưa nhất của Kiev thực ra đa số ra đời ở Bắc Nga, nhất là vùng Karelia, nơi phần lớn thiên anh hùng ca Phần Lan Kalevala cũng được ghi lại.
Nhiều truyện cổ tích và bylina Nga đã được chuyển thể thành phim hoạt hình hoặc phim truyện Nga nhờ công của các đạo diễn nổi tiếng như Aleksandr Ptushko (Ilya Muromets, Sadko) và Aleksandr Rou (Morozko, Vasilisa xinh đẹp). Một số nhà thơ Nga, như Pyotr Yershov và Leonid Filatov, sáng tác rất nhiều bài thơ lừng danh dựa trên truyện cổ tích cổ của Nga, và thi thoảng còn sáng tạo ra những truyện cổ tích bằng thơ hoàn toàn mới về sau được phổ biến rộng rãi (chẳng hạn như truyện thơ của Alexander Pushkin).
Hiện nay, các nhà nghiên cứu văn học dân gian coi thập niên 1920 là thời kỳ vàng của văn học dân gian Liên bang Xô viết. Chính quyền mới đang vật lộn với công cuộc xây dựng hệ thống chính quyền mới và khắc phục nền kinh tế quốc gia yếu kém nên không thể kiểm soát nổi văn học, chính vì vậy việc nghiên cứu văn học dân gian nở rộ. Có hai xu hướng nghiên cứu văn học dân gian chính trong thời kỳ này: trường phái hình thức chủ nghĩa và trường phái Phần Lan. Phái hình thức chủ nghĩa tập trung vào thể thức nghệ thuật của bylina và truyện cổ tích, đặc biệt tìm hiểu cách sử dụng cấu trúc đặc trưng và thủ pháp nghệ thuật thơ ca. Phái Phần Lan quan tâm đến sự liên hệ giữa các huyền thoại của các vùng Đông Âu khác nhau. Học giả phái Phần Lan thu thập khá nhiều truyện từ nhiều nơi khác nhau, và phân tích sự tương đồng cũng như dị biệt với hy vọng lần ra được con đường du nhập của các truyện thiên anh hùng ca này. 

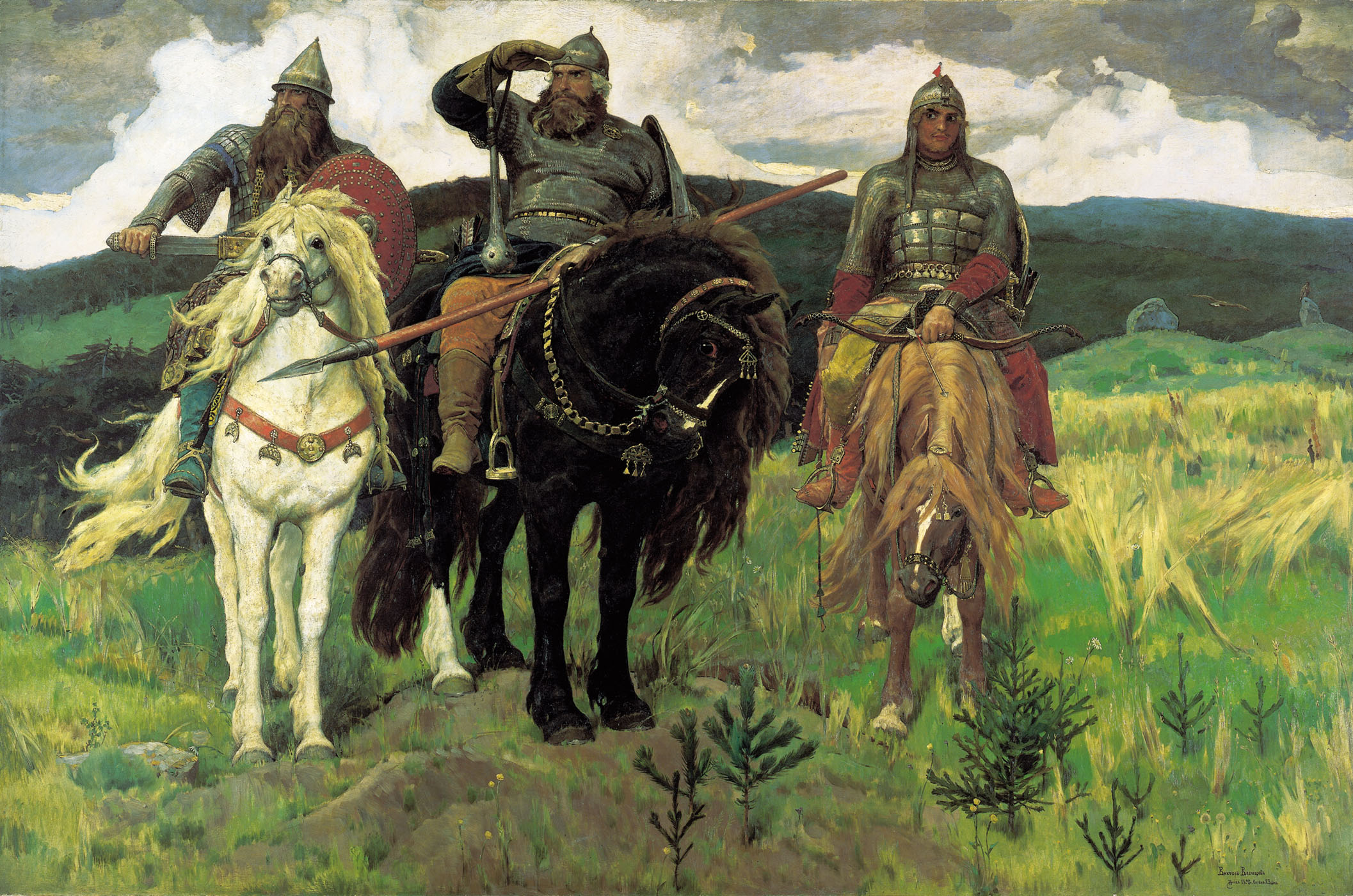
Bức tranh Bogatyrs vẽ bởi Viktor Vasnetsov. Ba anh hùng trong thần thoại Nga: (từ trái qua phải) Dobrynya Nikitich, Ilya Muromets và Alyosha Popovich

Khi Joseph Stalin lên nắm quyền và bắt đầu thực hiện kế hoạch 5 năm lần thứ nhất vào năm 1928, chính quyền Liên Xô bắt đầu chỉ trích và kiểm duyệt các nghiên cứu văn học dân gian. Stalin và chính quyền Xô viết trấn áp văn học dân gian vì tin rằng thể loại văn học này hỗ trợ hệ thống Sa Hoàng cũ và nền kinh tế tư bản chủ nghĩa. Họ thấy văn học dân gian là dấu hiệu của xã hội Nga lạc hậu - điều mà chính quyền Bolshevik đang cố gắng xóa bỏ. Để giữ các nghiên cứu văn học dân gian dưới tầm kiểm soát và ngăn cản các ý tưởng "không phù hợp' lan tràn trong quần chúng, chính quyền lập ra RAPP - Hội nhà văn vô sản Nga. RAPP tập trung chủ yếu vào kiểm duyệt truyện cổ tích và văn học thiếu nhi, họ tin rằng truyện kỳ ảo và "truyện tư sản bậy bạ" sẽ gây tổn hại đến sự phát triển của công dân Xô viết chân chính. Truyện cổ tích bị loại ra khỏi các tủ sách, trẻ em được khuyến khích đọc sách về tự nhiên và khoa học. Về sau, RAPP đẩy mạnh mức độ kiểm duyệt và trở thành Hội nhà văn Xô viết năm 1932.
Để tiếp tục nghiên cứu và phân tích văn học dân gian, giới nghiên cứu cần chứng minh giá trị của thể loại này với chính quyền cộng sản. Nếu không thì toàn bộ văn học dân gian, cùng với các thể loại văn học khác mà dường như chẳng có ích lợi gì với Kế hoạch 5 năm của Stalin, sẽ không thể trở thành một lĩnh vực nghiên cứu được cấp phép. Năm 1934, Maksim Gorky phát biểu tại Hội nhà văn Xô viết, ông cho rằng văn học dân gian thực tế có thể sử dùng để nâng cao giá trị Cộng sản. Không chỉ giải thích giá trị nghệ thuật của văn học dân gian, ông còn nhấn mạnh rằng các huyền thoại truyền thống và truyện cổ tích thể hiện khuynh hướng cộng sản lý tưởng, đây chính là ví dụ của công dân Xô viết mẫu mực. Văn học dân gian, với những cuộc xung đột bắt nguồn từ cuộc đấu tranh của lối sống yêu lao động, liên hệ mật thiết đến chủ nghĩa cộng sản bởi lẽ chủ nghĩa cộng sản đáng lẽ đã biến mất nếu không có công sức đóng góp trực tiếp của giai cấp lao động. Đồng thời, Gorky giải thích rằng đặc tính của văn học dân gian biểu lộ tinh thần lạc quan cao độ, và vì vậy, có thể khuyến khích người đọc giữ vững tư duy tích cực, đặc biệt khi cuộc sống của họ thay đổi theo sự phát triển của chủ nghĩa cộng sản.

### Văn học

###### Bài chi tiết:Văn học Nga
Văn học Nga nằm trong số những nền văn học phát triển và có tầm ảnh hưởng nhất thế giới, với những tác phẩm văn học thuộc hàng nổi tiếng nhất. Lịch sử văn học Nga bắt đầu từ thế kỷ 10. Trong thế kỷ 18, các tác phẩm của Mikhail Lomonosov và Denis Fonvizin thúc đẩy mạnh mẽ sự phát triển của văn học Nga. Đến đầu thế kỷ 19, một truyền thống bản địa mang màu sắc hiện đại đã nổi lên, sản sinh ra những nhà văn vĩ đại nhất mọi thời đại. Thời kỳ này và Thời kỳ Vàng của Thơ ca Nga khởi đầu với tên tuổi của Alexander Pushkin, người được xem là cha đẻ của nền văn học Nga hiện đại, và thường được gọi là "Shakespeare của nước Nga" hoặc "Goethe của nước Nga". Văn học thế kỷ 19 tiếp tục phát triển nhờ các tác phẩm thơ của Mikhail Lermontov and Nikolay Nekrasov, kịch của Aleksandr Ostrovsky và Anton Chekhov cũng như tác phẩm văn xuôi của Nikolai Gogol, Ivan Turgenev, Leo Tolstoy, Fyodor Dostoyevsky, Mikhail Saltykov-Shchedrin, Ivan Goncharov, Aleksey Pisemsky và Nikolai Leskov. Tolstoy và Dostoevsky là những tên tuổi vĩ đại. Nhiều nhà phê bình văn học đã nhận xét, hoặc Tolstoy, hoặc Dostoevsky, là tiểu thuyết gia vĩ đại nhất mọi thời đại.
Đến những năm 1880, văn học Nga bắt đầu thay đổi. Thời đại của những tiểu thuyết gia vĩ đại đã trôi qua, truyện ngắn và thơ ca trở thành thể loại thống trị nền văn học Nga trong suốt vài thập kỷ sau đó. Giai đoạn này được gọi là Thời kỳ Bạc của thơ ca Nga. Trước đây chủ nghĩa hiện thực chiếm ưu thế, lúc này văn học Nga chịu ảnh hưởng mạnh mẽ của chủ nghĩa biểu tượng trong giai đoạn 1893-1914. Những tác giả hàng đầu của thời kỳ này là Valery Bryusov, Andrei Bely, Vyacheslav Ivanov, Aleksandr Blok, Nikolay Gumilev, Dmitry Merezhkovsky, Fyodor Sologub, Anna Akhmatova, Osip Mandelstam, Marina Tsvetaeva, Leonid Andreyev, Ivan Bunin, và Maxim Gorky.
Sau Cách mạng Nga năm 1917 và thời kỳ Nội chiến Nga, đời sống văn hóa Nga rơi vào hỗn loạn. Một số nhà văn lỗi lạc như Ivan Bunin và Vladimir Nabokov rời đất nước, trong khi đó, một thế hệ mới các nhà văn tài năng cùng nhau gia nhập các tổ chức khác nhau với mục tiêu sáng tạo một nền văn hóa giai cấp công nhân mới và khác biệt, phù hợp với chính quyền Xô viết mới ra đời. Trong thập niên 1920, các nhà văn được hưởng sự đối xử khoan dung. Đến thập niên 1930, cùng với chính sách hiện thực xã hội chủ nghĩa của Stalin, kiểm duyệt văn học bị thắt chặt. Sau khi Stalin qua đời, chính sách kiểm soát văn học đã được nới lỏng. Vào thập niên 1970 và 1980, các nhà văn ngày càng phớt lờ đường lối chính thống. Các tác giả hàng đầu của thời Xô viết là Yevgeny Zamiatin, Isaac Babel, Vladimir Mayakovsky, Ilf và Petrov, Yury Olesha, Mikhail Bulgakov, Boris Pasternak, Mikhail Sholokhov, Aleksandr Solzhenitsyn, Yevgeny Yevtushenko, và Andrey Voznesensky.
Thời Xô viết cũng là thời kỳ vàng của thể loại khoa học viễn tưởng Nga. Ban đầu thể loại này chịu ảnh hưởng từ các tác giả phương Tây, rồi dần dần phát triển cùng với sự thành công của chương trình vũ trụ Liên Xô. Các tác giả như anh em Arkady - Boris Strugatsky, Kir Bulychev, Ivan Yefremov, Alexander Belyaev rất được ưa chuộng lúc bấy giờ. Một chủ đề quan trọng trong văn học nga luôn là linh hồn Nga. 
| Pushkin (1799–1837) | Gogol (1809–1852) | Turgenev (1818–1883) | Dostoevsky (1821–1881) | Tolstoy (1828–1910) | Chekhov (1860–1904) | Bulgakov (1891–1940) |
| ------------------- | ----------------- | -------------------- | ---------------------- | ------------------- | ------------------- | -------------------- |
|                     |                   |                      |                        |                     |                     |                      |

### Triết học
Một số nhà văn Nga, như Tolstoy và Dostoyevsky, cũng là những nhà triết học lừng danh, trong khi nhiều tác giả khác chỉ đơn thuần nổi tiếng về các tác phẩm triết học. Triết học Nga nở rộ từ thế kỷ 19. Chính những người chống đối tư tưởng Tây hóa, chống lại việc nước Nga đi theo mô hình chính trị và kinh tế phương Tây, đã định hình nên nền triết học thời kỳ đầu. Họ nhất quyết muốn phát triển nước Nga thành một nền văn hóa độc đáo riêng. Nhóm này bao gồm Nikolai Danilevsky và Konstantin Leontiev - những người thành lập nên chủ nghĩa Âu Á (eurasianism).
Trong quá trình phát triển sau này, triết học Nga luôn gắn bó mật thiết với văn học và quan tâm đến sự sáng tạo, xã hội, chính trị và chủ nghĩa dân tộc; vũ trụ và tôn giáo cũng là những chủ đề cơ bản. Những nhà triết học tiêu biểu hồi cuối thế kỷ 19, đầu thế kỷ 20 có thể kể đến Vladimir Solovyov, Sergei Bulgakov, Pavel Florensky, Nikolai Berdyaev, Vladimir Lossky và Vladimir Vernadsky. Trong thế kỷ 20, chủ nghĩa Marx thống trị nền triết học Nga.

### Trào tiếu Nga
Tính trào tiếu của người Nga một phần quan trọng bắt nguồn từ chính sự dồi dào và linh hoạt của ngôn ngữ Nga, qua đó cho phép họ sáng tạo những cách chơi chữ và kết hợp từ ngữ đầy bất ngờ. Như ở bất kỳ quốc gia nào khác, tính trào tiếu của người Nga gồm nhiều thể thức, từ những lời đùa cợt nhả, những cách chơi chữ có phần ngớ ngẩn cho tới châm biếm chính trị sâu sắc.
Truyện tiếu lâm Nga, đặc trưng phổ biến nhất của tính trào tiếu Nga, gồm những câu chuyện hư cấu ngắn gọn hoặc những mẩu đối thoại châm biếm. Văn hóa tiếu lâm Nga sở hữu hàng loạt thể loại với những nhân vật, bối cảnh cố định và cực kỳ quen thuộc. Hiệu quả đáng kinh ngạc được tạo nên từ nguồn cốt truyện phong phú bất tận. Người Nga thích nói đùa về những chủ đề quen thuộc như ở mọi nơi trên thế giới, có thể là chính trị, quan hệ vợ chồng, hay bà mẹ vợ.
Chastushka, một thể loại thơ ca truyền thống Nga, gồm bốn câu đơn, viết theo luật thơ co-rê (trochaic) với cách gieo vần theo kiểu "abab" hoặc "abcb". Hài hước, châm biếm hoặc có khi đầy mỉa mai, chastushka cũng được chuyển thành nhạc, thường chơi với đàn balalaika hoặc accordion. Cấu trúc ngắn gọn, cứng cáp như này tương đương với thể loại thơ hài hước năm câu limerick. Cái tên chastushka bắt nguồn từ một từ Nga части́ть, có nghĩa là "nói nhanh".

## Nghệ thuật trực quan

### Kiến trúc

###### Bài chi tiết:Kiến trúc Nga

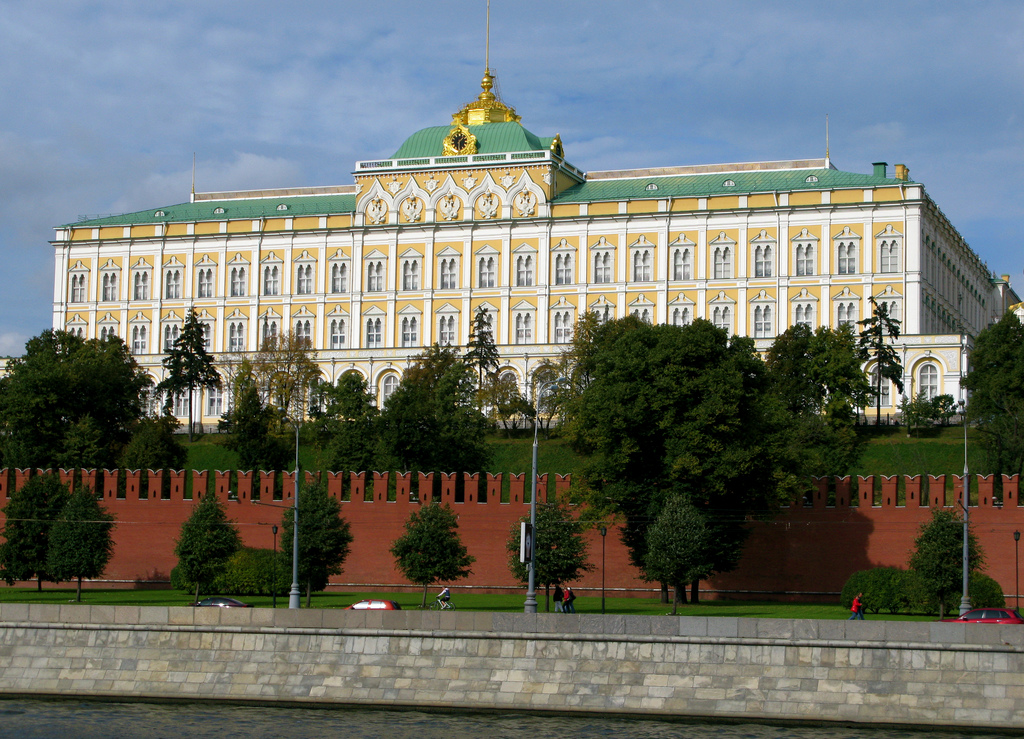
Đại Cung điện Kremlin

Kiến trúc Nga khởi đầu từ những công trình gỗ thủ công của người Xlavơ cổ. Một số đặc điểm bắt nguồn từ đền thờ đa thần của người Xlavơ là trang trí bên ngoài và số lượng lớn các tòa tháp. Trong vài thế kỷ kể từ sự kiện Ki-tô hóa Kievan Rus', kiến trúc Nga chịu ảnh hưởng chủ đạo từ kiến trúc Byzantine, điều này kết thúc khi thành Constantinople thất thủ. Cùng với các tòa thành bao (kremlin), công trình bằng đá chủ yếu của người Rus' cổ là các nhà thờ Chính thống giáo, nổi bật với nhiều mái vòm và thường được mạ vàng hoặc sơn sáng màu. Aristotle Fioravanti và các kiến trúc sư Italia đã mang phong cách Phục Hưng tới nước Nga. Thế kỷ 16 chứng kiến sự phát triển của nhà thờ mái lều độc đáo mà đỉnh cao là Đại giáo đường Thánh Basil. Thời điểm này, thiết kế mái vòm hình củ hành cũng đạt tới sự phát triển toàn diện. Thế kỷ 17, phong cách trang trí kiểu "ngọn lửa" nở rộ ở Moskva và Yaroslavl, dần mở đường cho kiến trúc baroque Naryshkin phát triển trong những năm 1690. Sau cuộc cái cách của Pyotr Đại đế, nước Nga gần gũi hơn với văn hóa phương tây, phong cách kiến trúc tại Nga nhìn chung cũng thay đổi theo hướng Tây Âu.
Kiến trúc theo phong cách rococo thế kỷ 18 mang tới những tác phẩm lộng lẫy của Bartolomeo Australia và học trò. Dưới triều tại của nữ hoàng Ekaterina Đại đế và cháu trai Alexander I, thành phố Saint Petersburg chuyển mình thành một bảo tàng kiến trúc tân cổ điển ngoài trời. Nửa sau thế kỷ 19 là thời kỳ thống trị của phong cách Byzantine và Phục hưng Nga (tương ứng với phong cách Phục hưng Gothic ở Tây Âu). Phong cách thịnh hành ở thế kỷ 20 là Art Nouveau - Tân nghệ thuật (Fyodor Shekhtel), Constructivism - xu hướng tạo dựng (Moisei Ginzburg và Victor Vesnin), và phong cách Đế chế Stalin (Boris Iofan). Sau khi Stalin qua đời, lãnh đạo mới của Liên Xô - Nikita Khrushchev - chỉ trích sự "thừa thãi" của phong cách kiến trúc cũ, và ở cuối thời Xô viết, kiến trúc Liên Xô chịu sự chi phối của Chủ nghĩa Công năng (functionalism). Hiện trạng này giúp phần nào giải quyết vấn đề nhà ở, nhưng cũng hình thành nên hàng loạt công trình có chất lượng kiến trúc thấp, tương phản rõ rệt với kiến trúc hào nhoáng trước đây. Khi Liên bang Xô viết sụp đổ, tình hình đã khá hơn. Nhiều nhà thờ bị phá bỏ thời Liên Xô đã được dựng lại, cùng với hàng loạt công trình lịch sử bị hư hại thời Thế chiến II đã được tu bổ. Xét về khía cạnh kiến trúc nguyên bản, nước Nga ngày nay không có phong cách chung nào, mặc dầu phong cách quốc tế có ảnh hưởng rất lớn.
Một số công trình kiến trúc tiêu biểu của Nga:

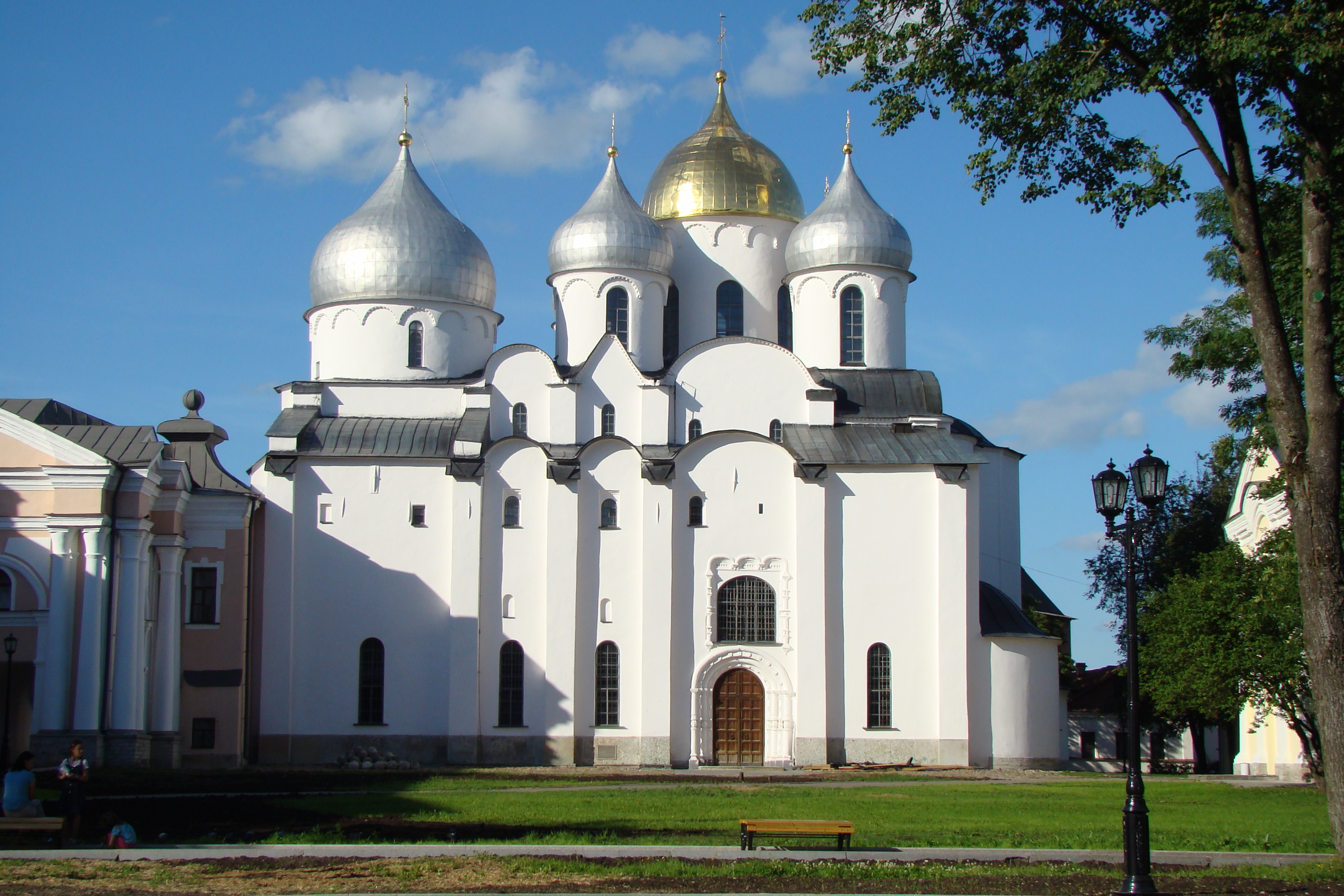
Nhà thờ Thánh Sophia ở Novgorod
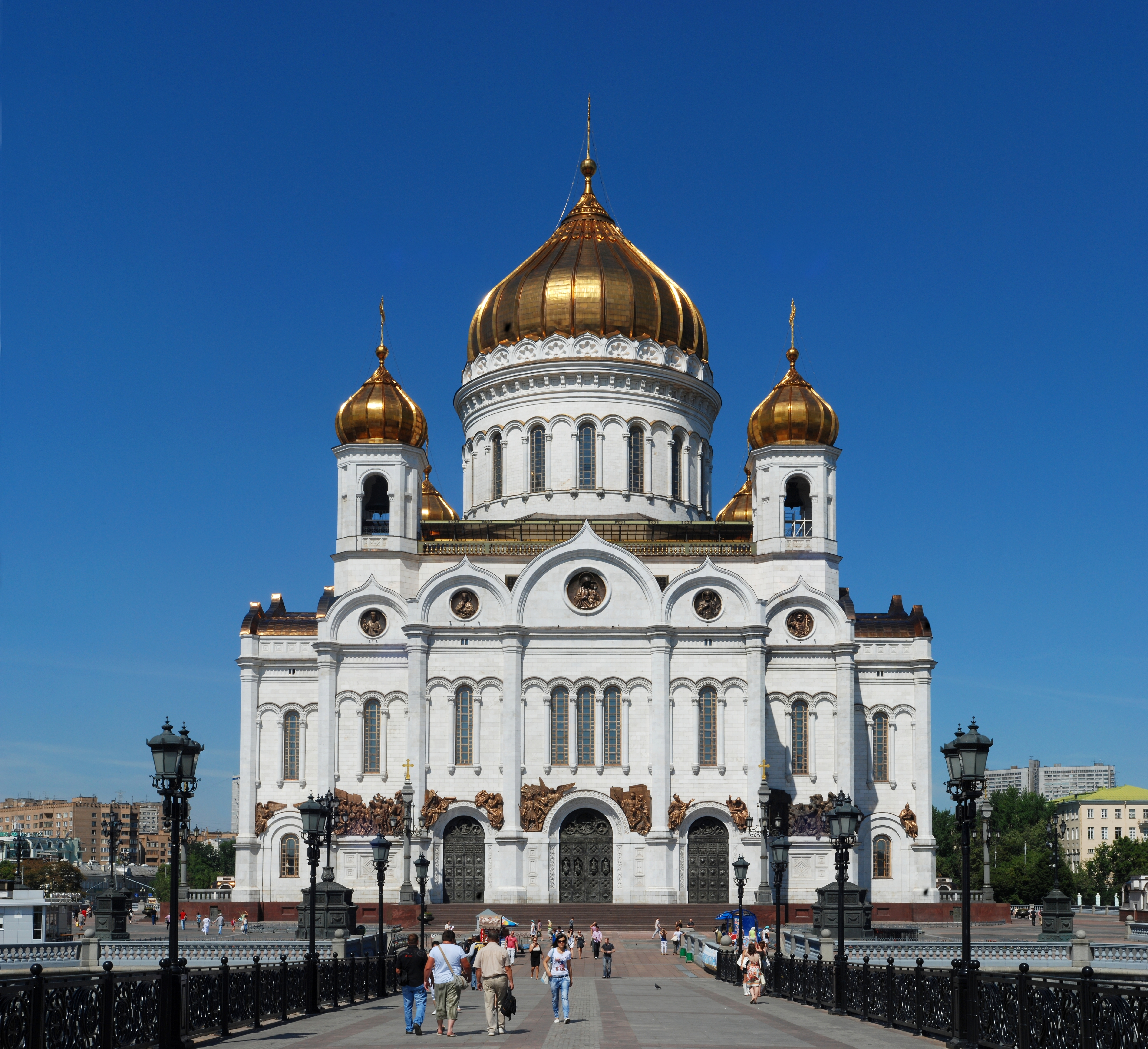
Nhà thờ Chúa cứu thế ở Moscow
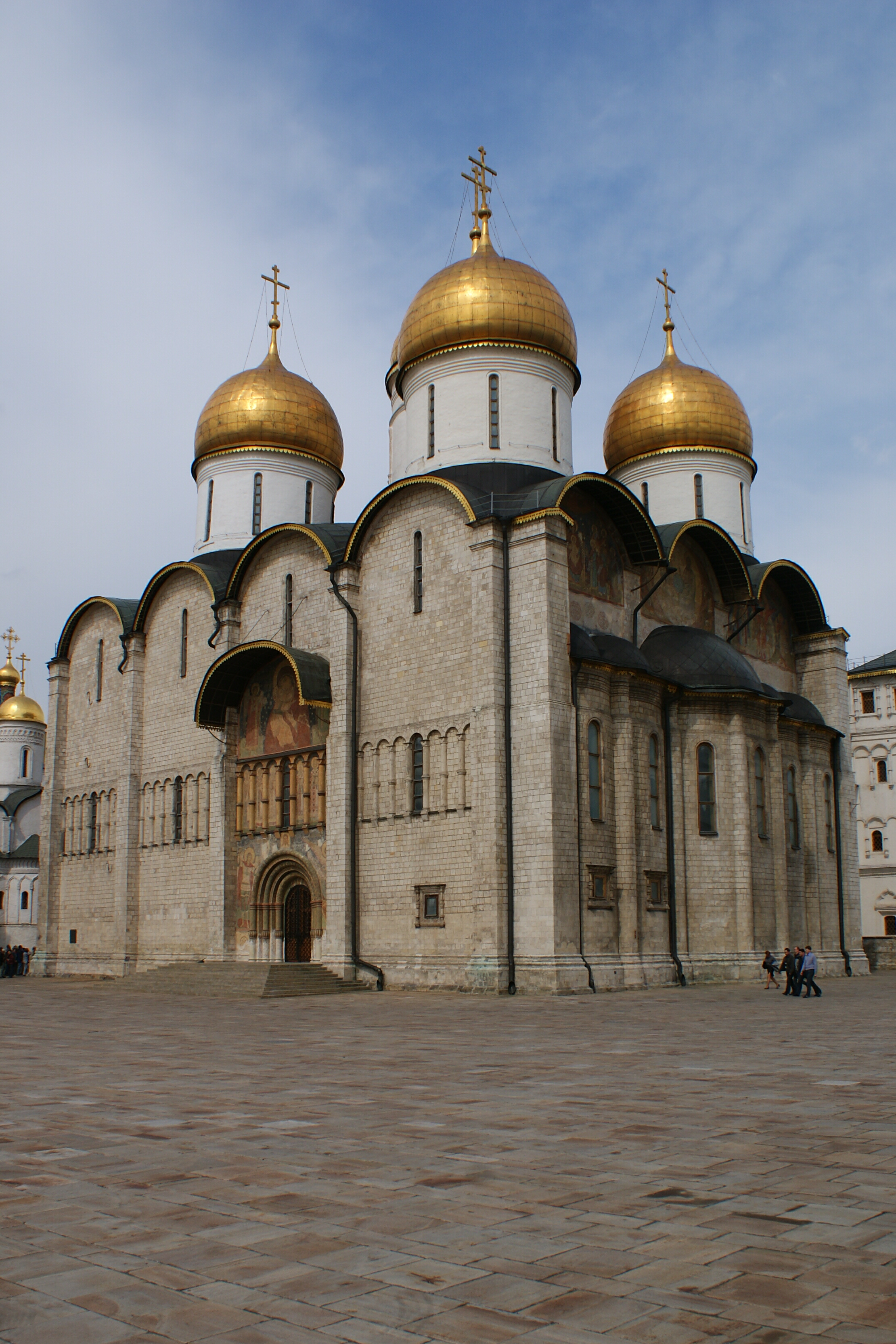
Nhà thờ Đức mẹ an giấc ở Moskva
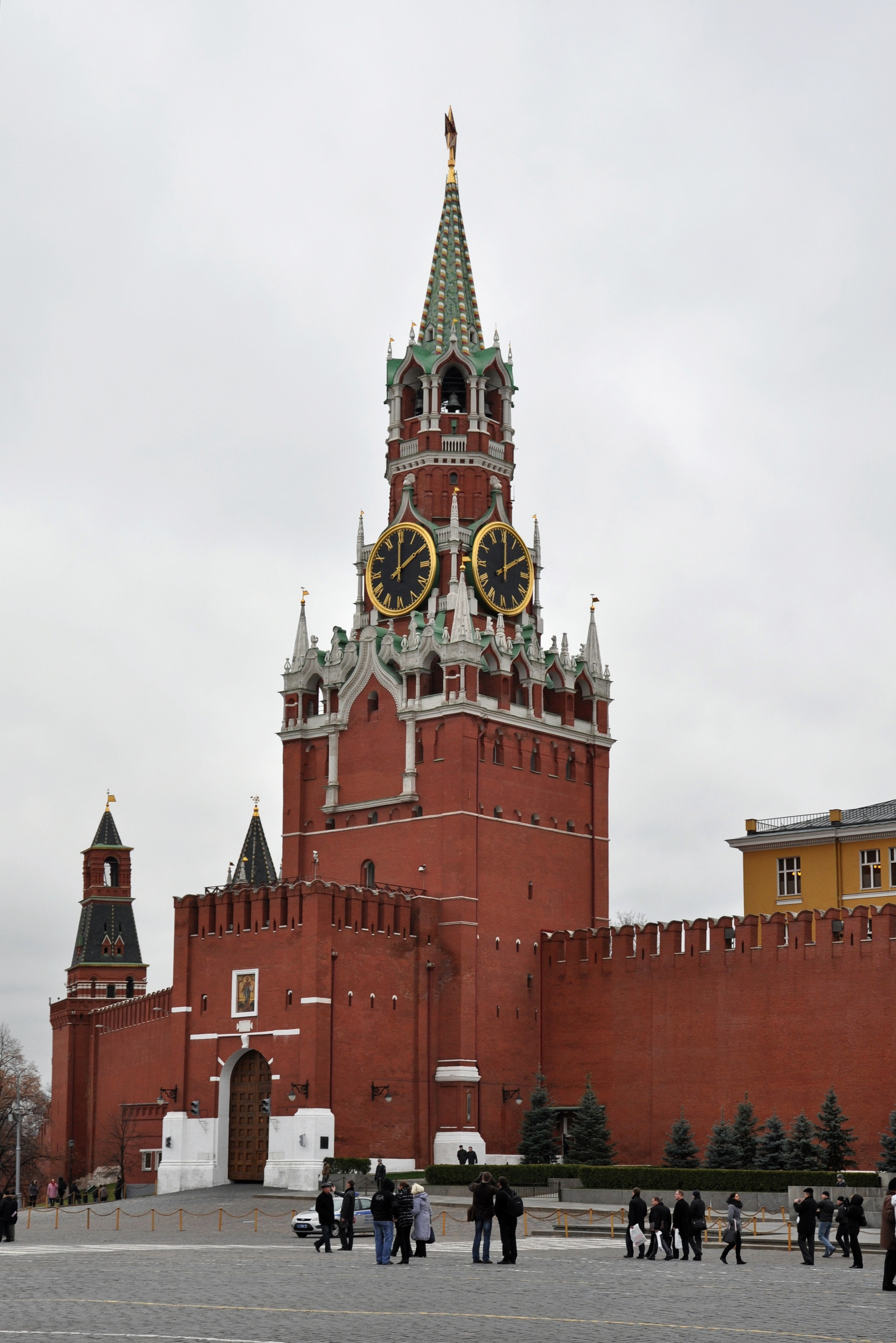
Tháp Spasskaya của Điện Kremlin Moskva
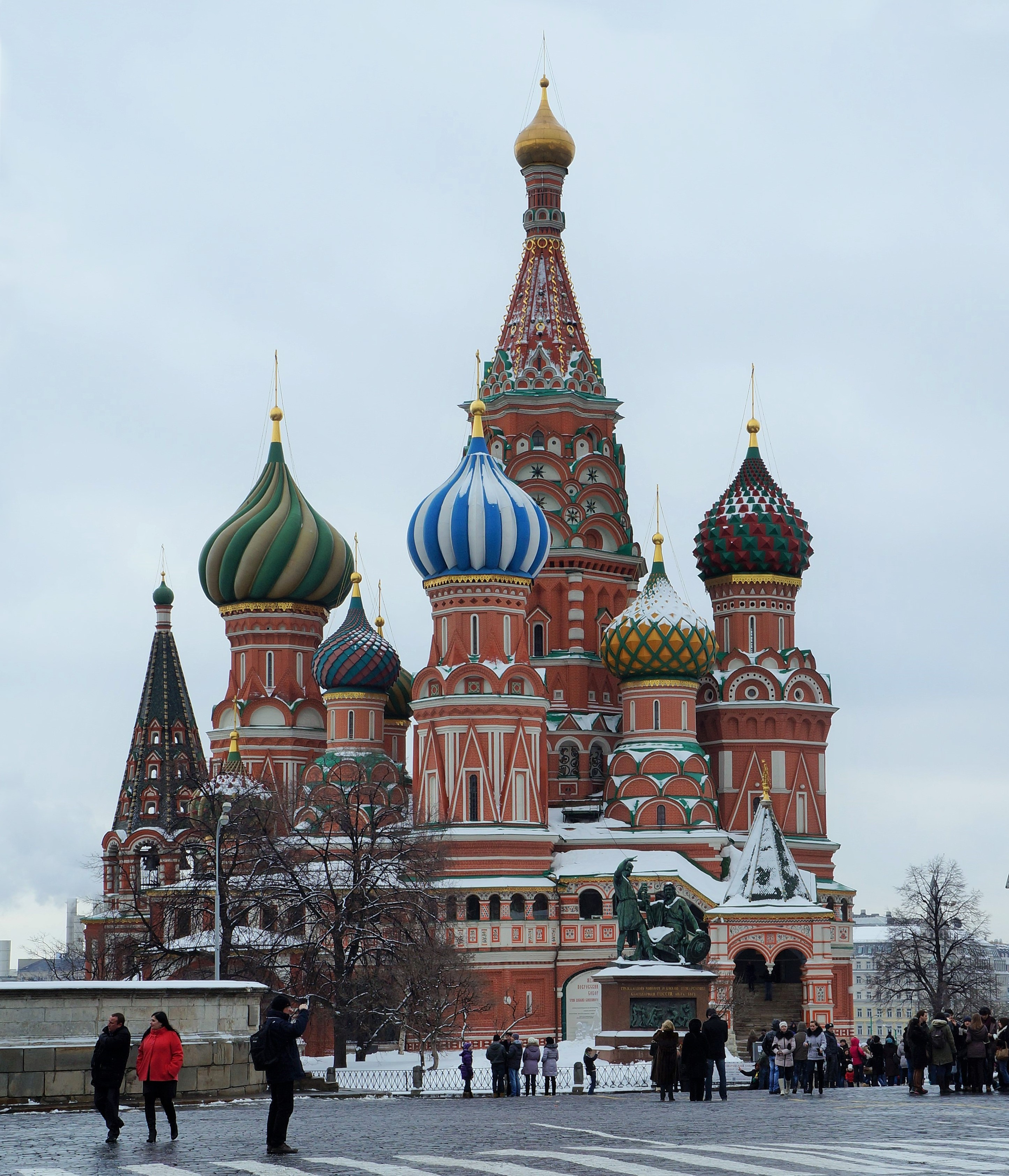
Nhà thờ Thánh Basil ở Moskva
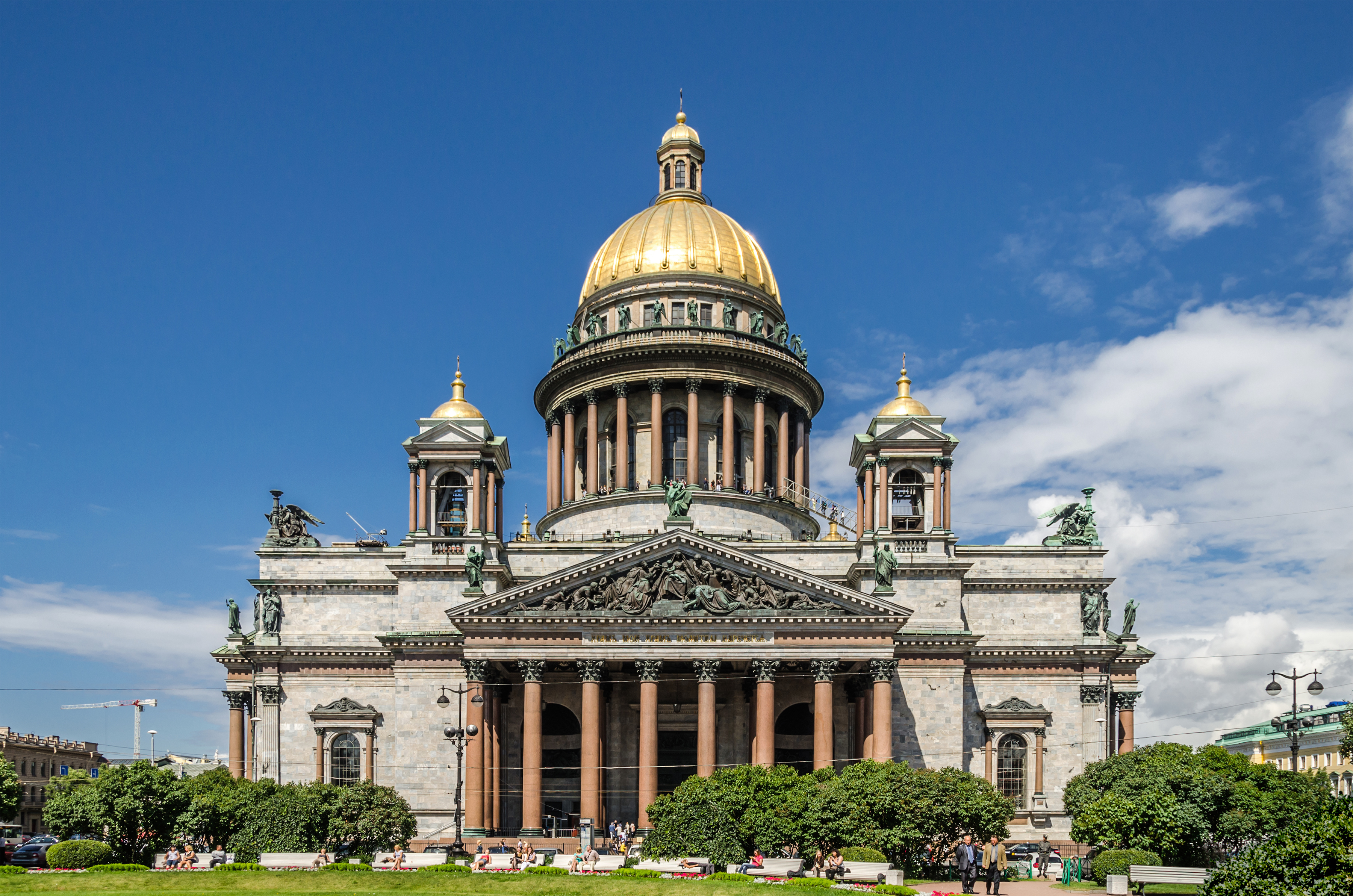
Nhà thờ Thánh Isaac ở Saint Petersburg
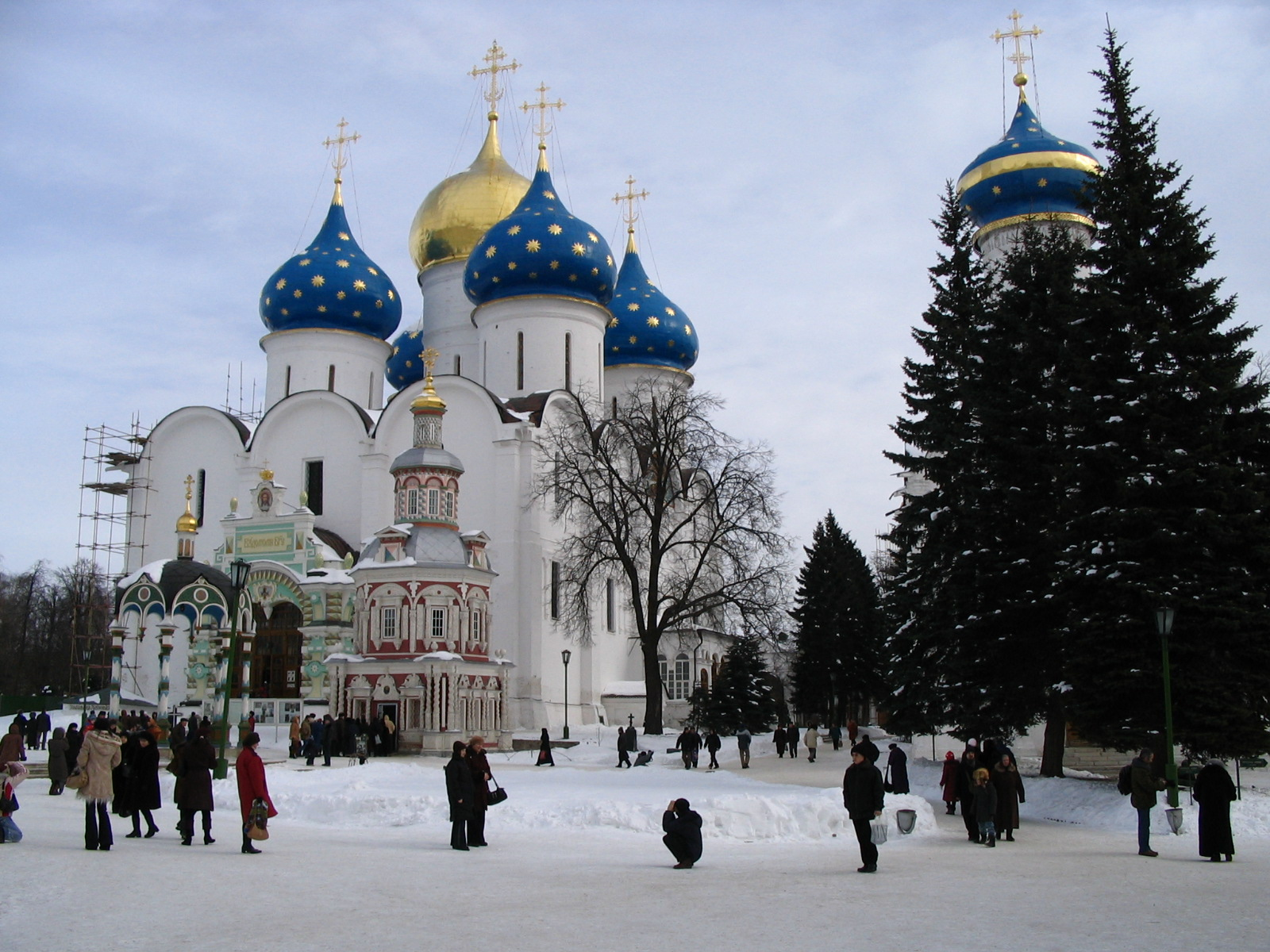
Nhà thờ Thăng thiên ở Trinity Lavra của Thánh Segius
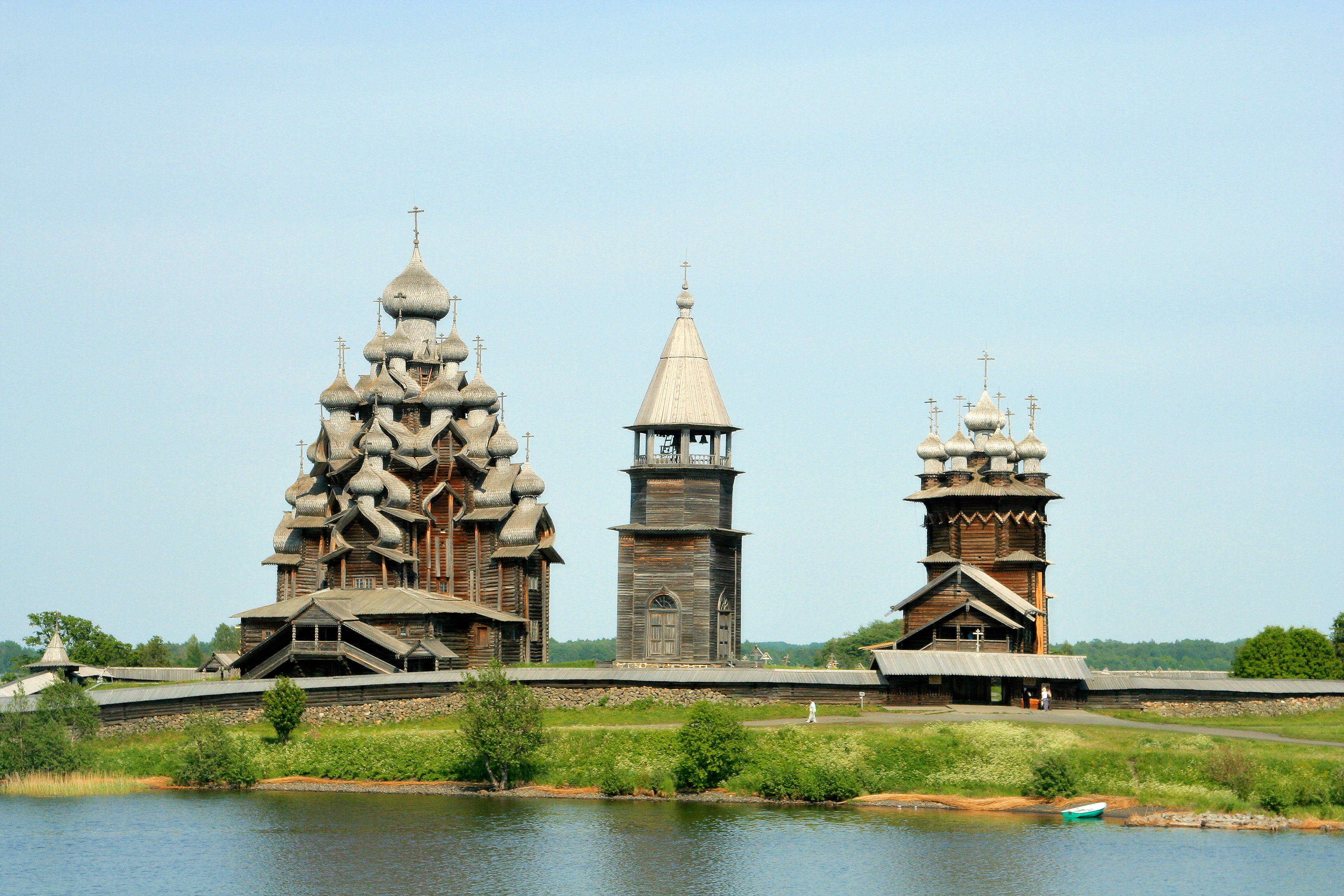
Nhà thờ Hiển dung 22 đỉnh tròn ở đảo Kizhi
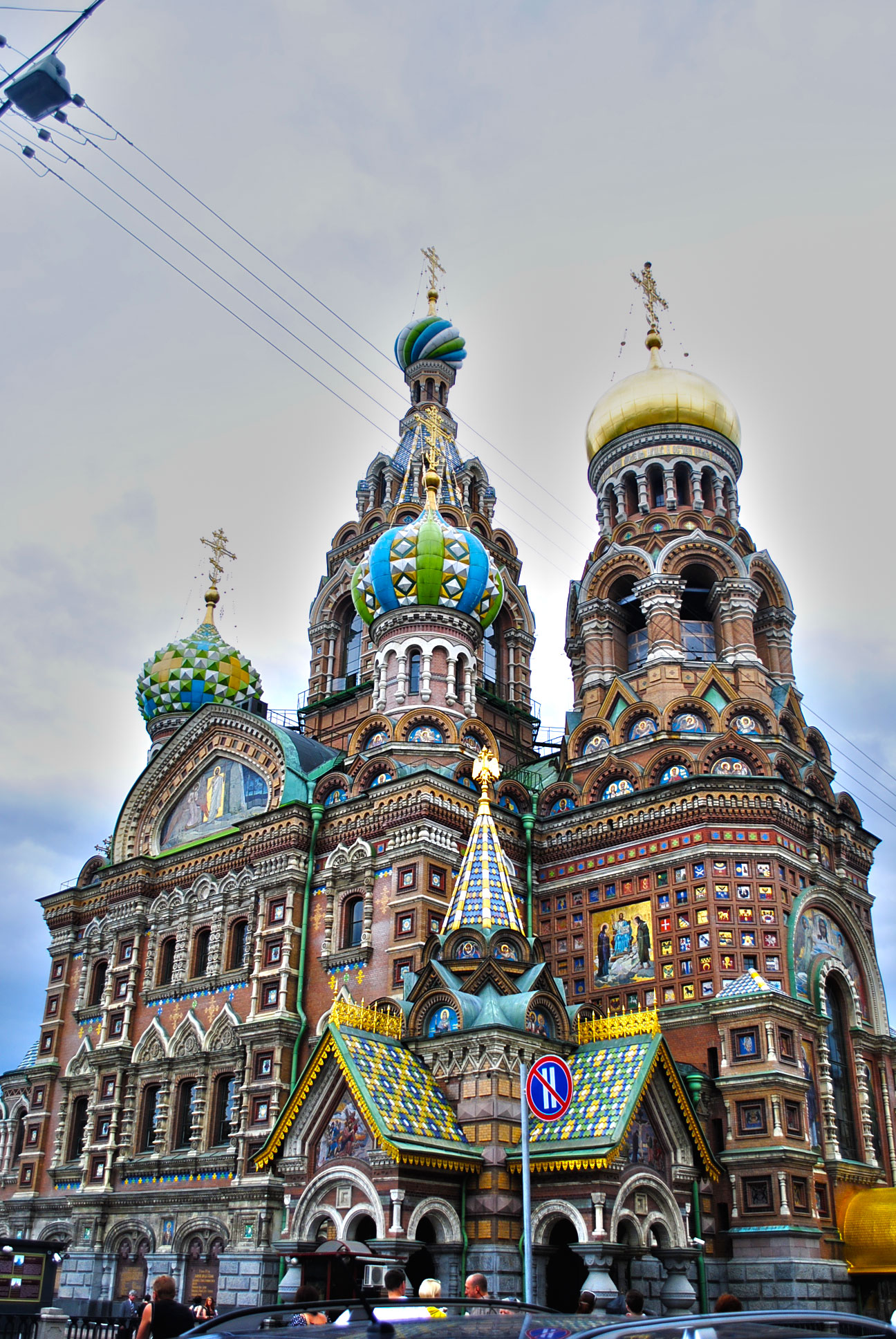
Nhà thờ Chúa cứu thế bên máu đổ ở Saint Petersburg
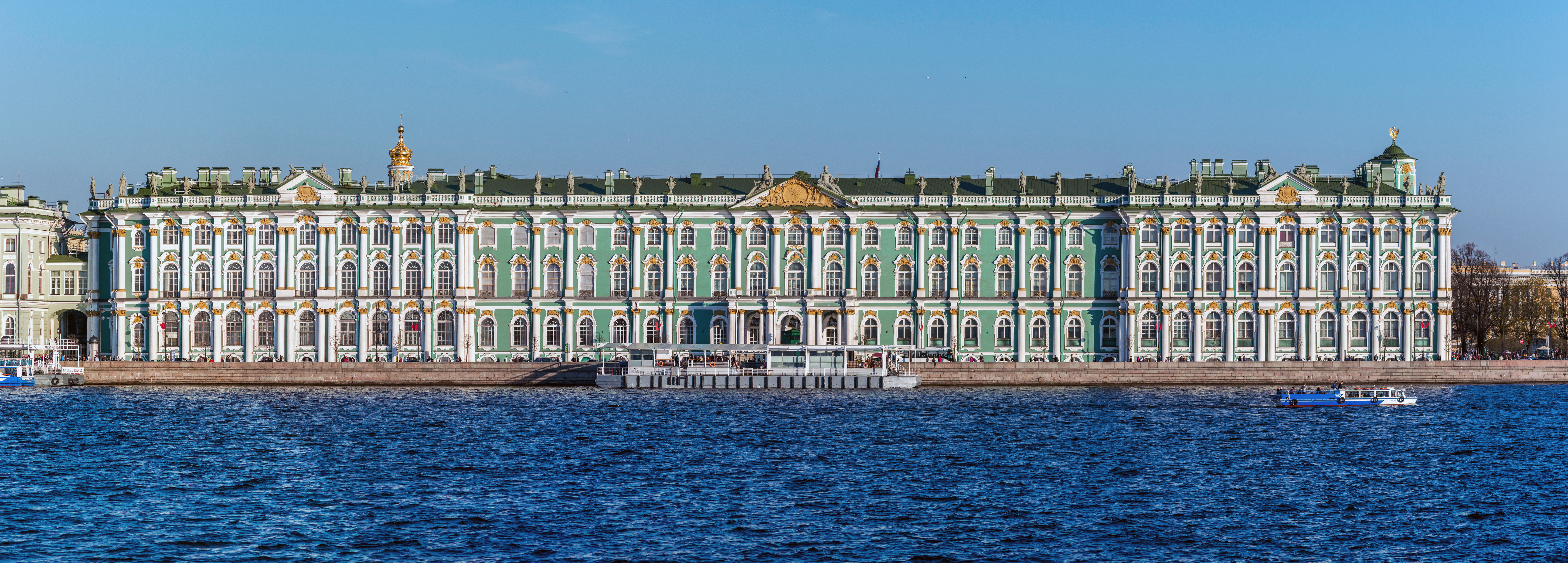
Cung điện Mùa đông ở Saint Petersburg
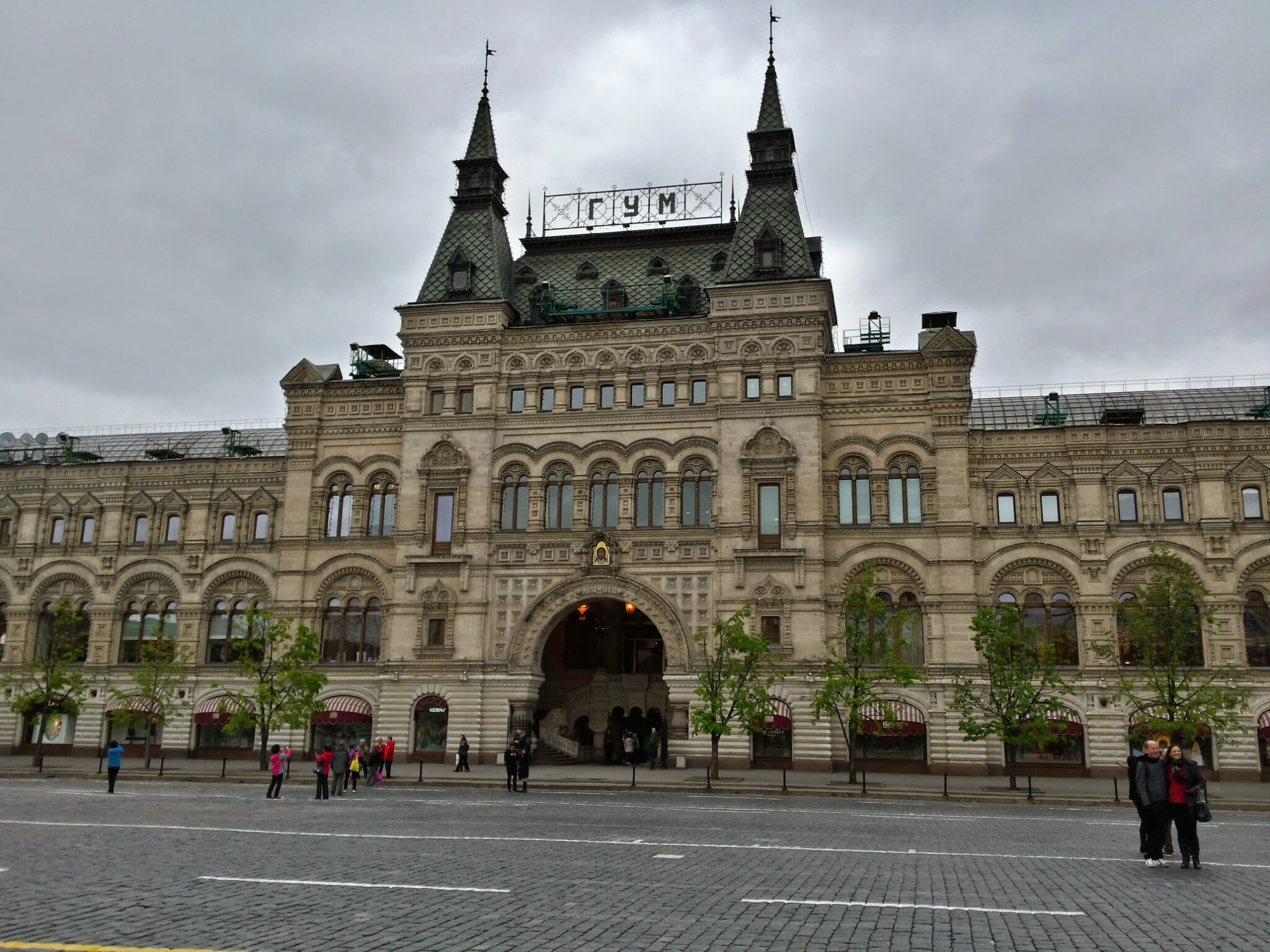
GUM ở Moskva
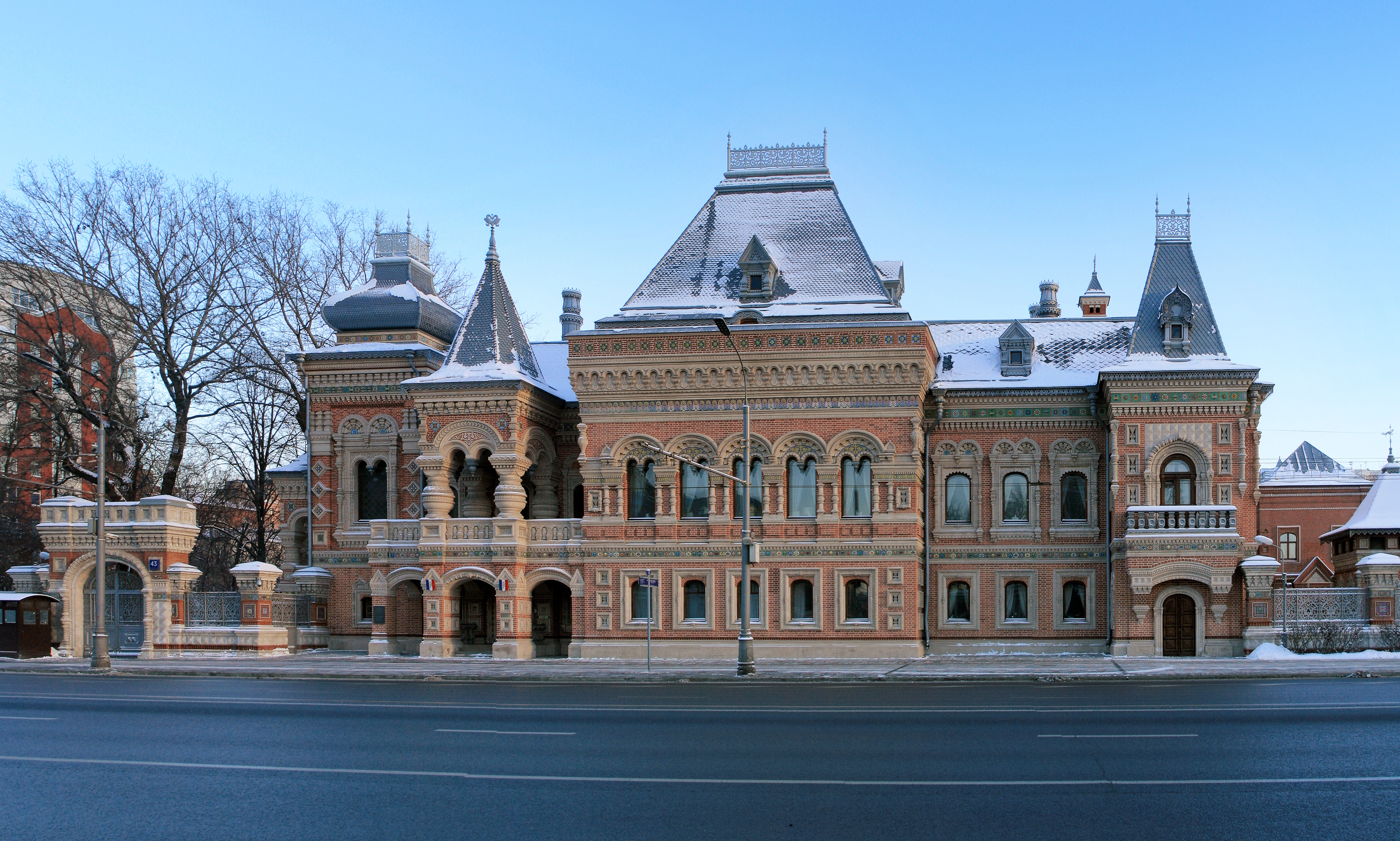
Ngôi nhà Igumnov ở Moskva
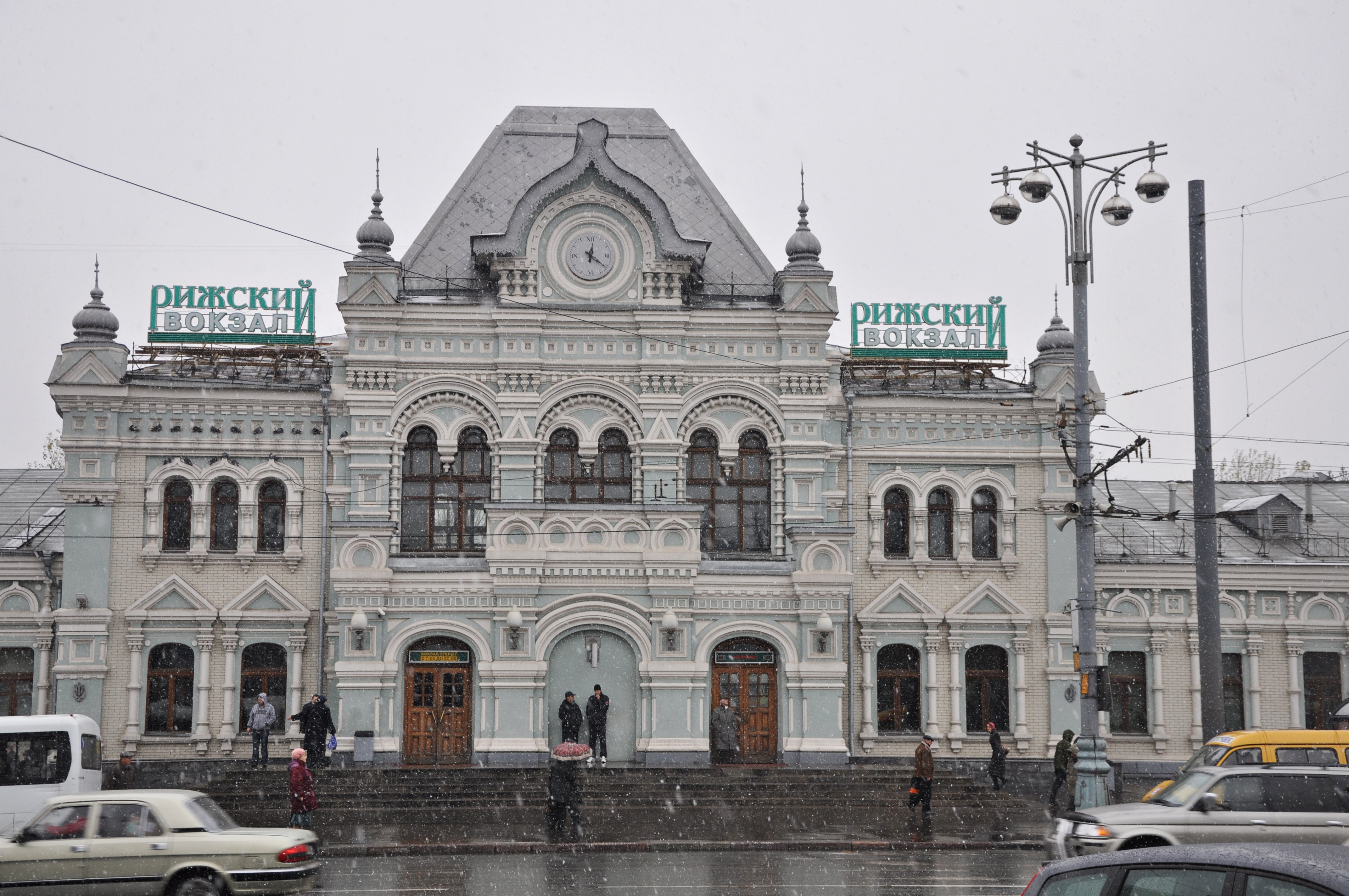
Ga Rizhsky ở Moskva
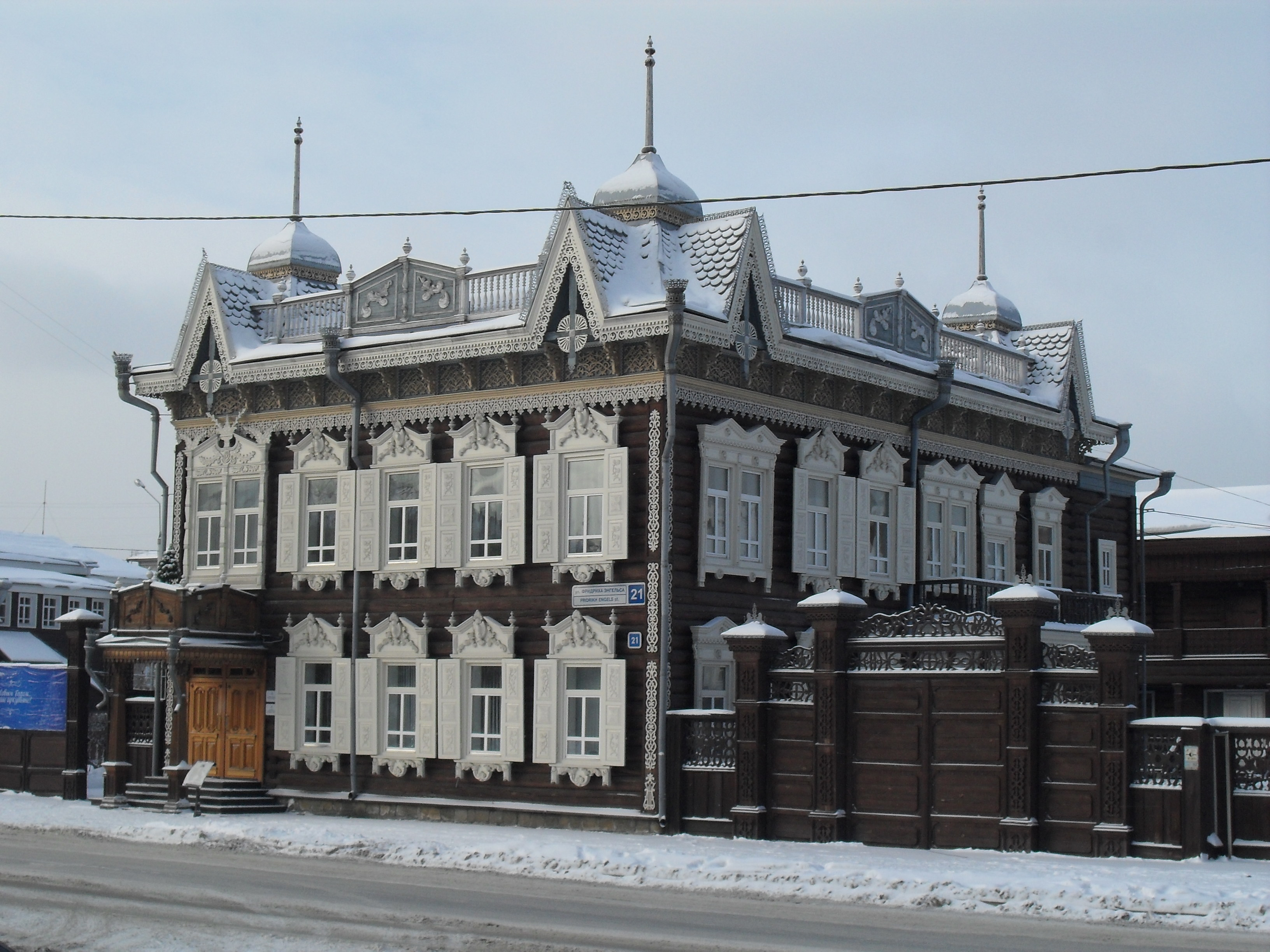
Một ngôi nhà ở Irkutsk
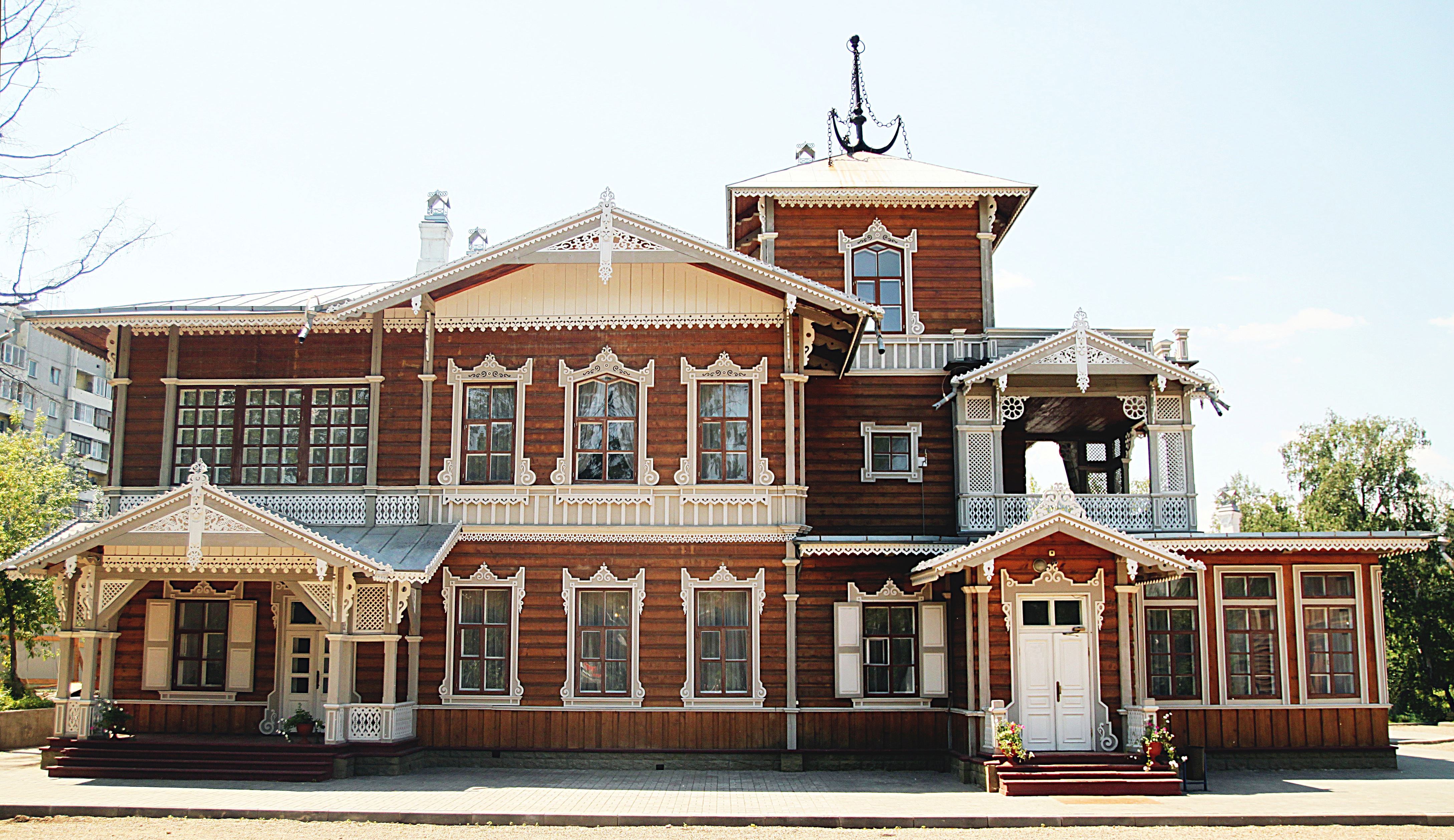
Nhà của Sukachev ở Irkutsk
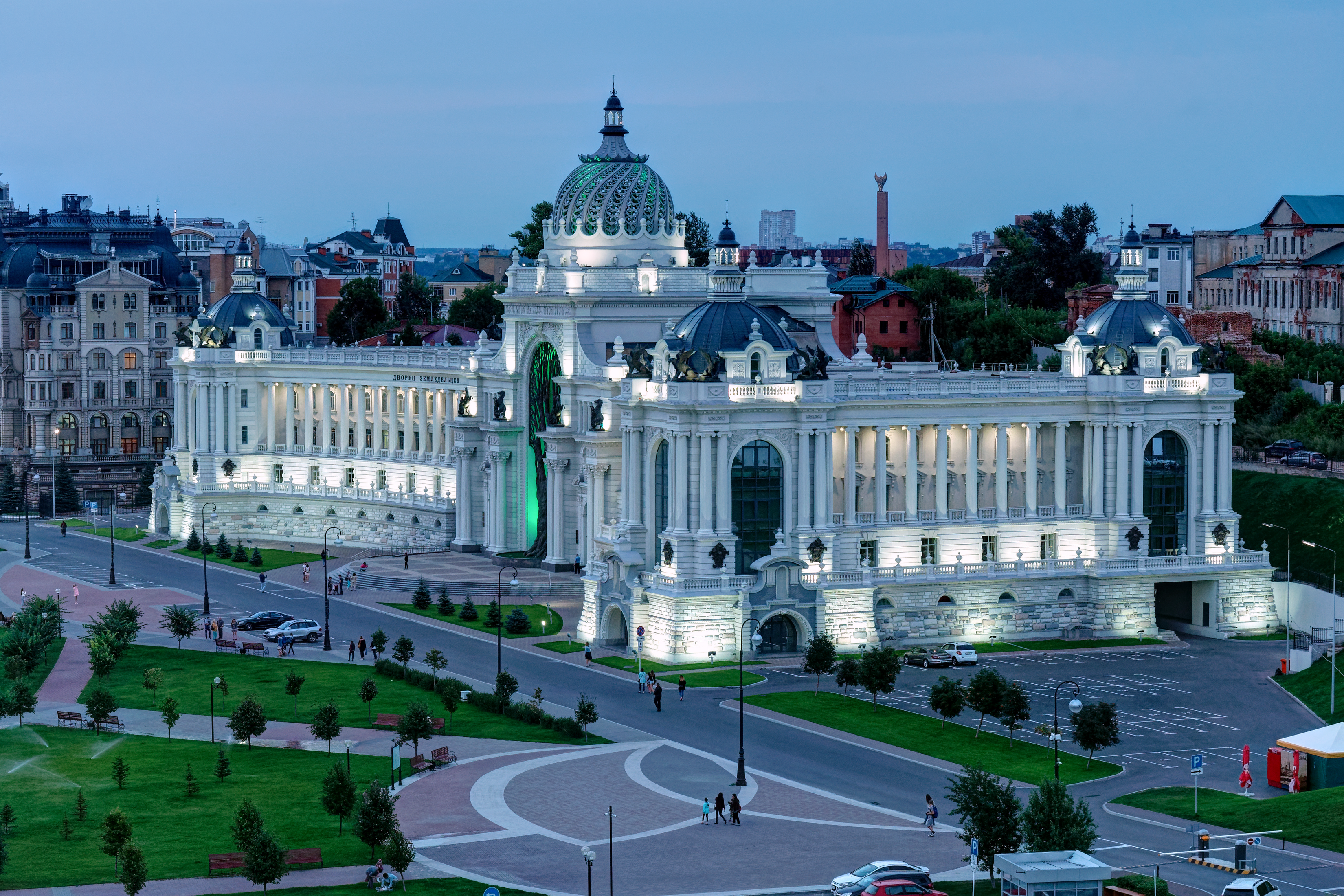
Cung Nông nghiệp ở Kazan

### Thủ công mỹ nghệ
Búp bê Matryoshka là loại búp bê lồng nhau của Nga. Một bộ búp bê Matryoshka bao gồm một hình nhân vật bằng gỗ có thể tách rời để lộ ra hình nhân vật ở giống hệt, nhưng nhỏ hơn, nằm ở bên trong. Tiếp tục tách nhân vật thứ hai này, sẽ lại thấy một nhân vật thứ ba khác bé hơn ở bên trong... Số lượng nhân vật nằm bên trong thường là sáu hoặc nhiều hơn. Hình dạng chủ yếu là dạng hình trụ, tròn ở phần đầu phía trên và thon dần về phía dưới đáy. Các búp bê thường không có mũi (ngoại trừ những búp bê được sơn màu). Nghệ thuật thực sự nằm ở việc sơn màu mỗi búp bê, một công việc cực kỳ công phu. Chủ đề thường là cô gái nông dân mặc trang phục truyền thống, nhưng cũng có thể là bất cứ thứ gì, ví dụ như truyện cổ tích hoặc lãnh tụ Liên Xô.
Một số đồ thủ công nổi tiếng khác của Nga bao gồm phong cách trang trí gỗ khokhloma, đồ chơi Dymkovo, đồ gốm trắng-xanh gzhel, tranh Zhostovo, đồ chơi Filimonov, trứng Phục Sinh pisanka, khăn choàng Pavlovo Posad, đồ lễ Rushnyk, và tiểu họa palekh.

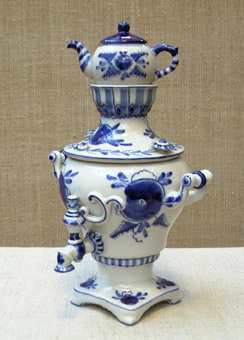
Ấm samovar theo phong cách trang trí Gzhel.
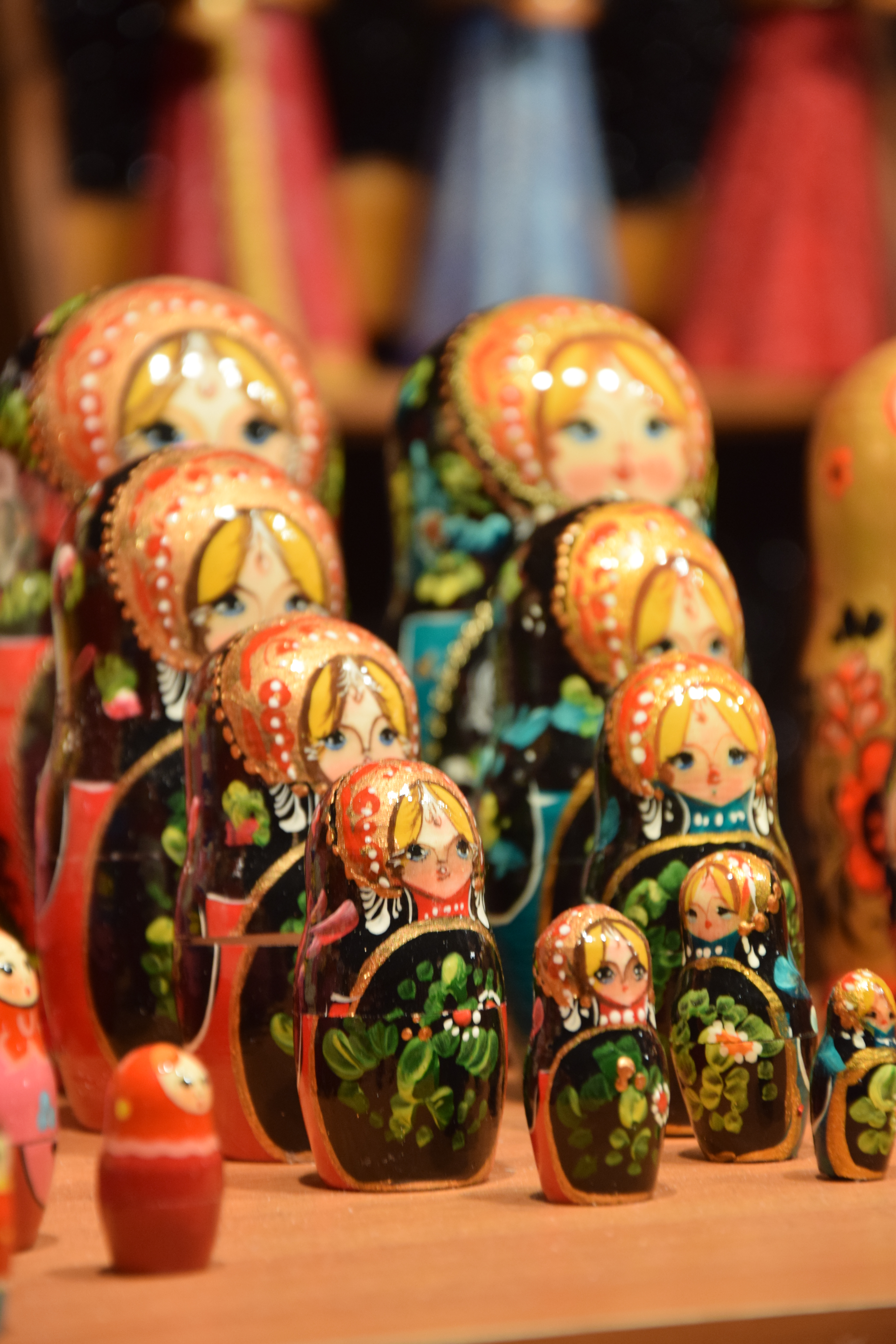
Búp bê Matryoshka trong một một khu chợ.
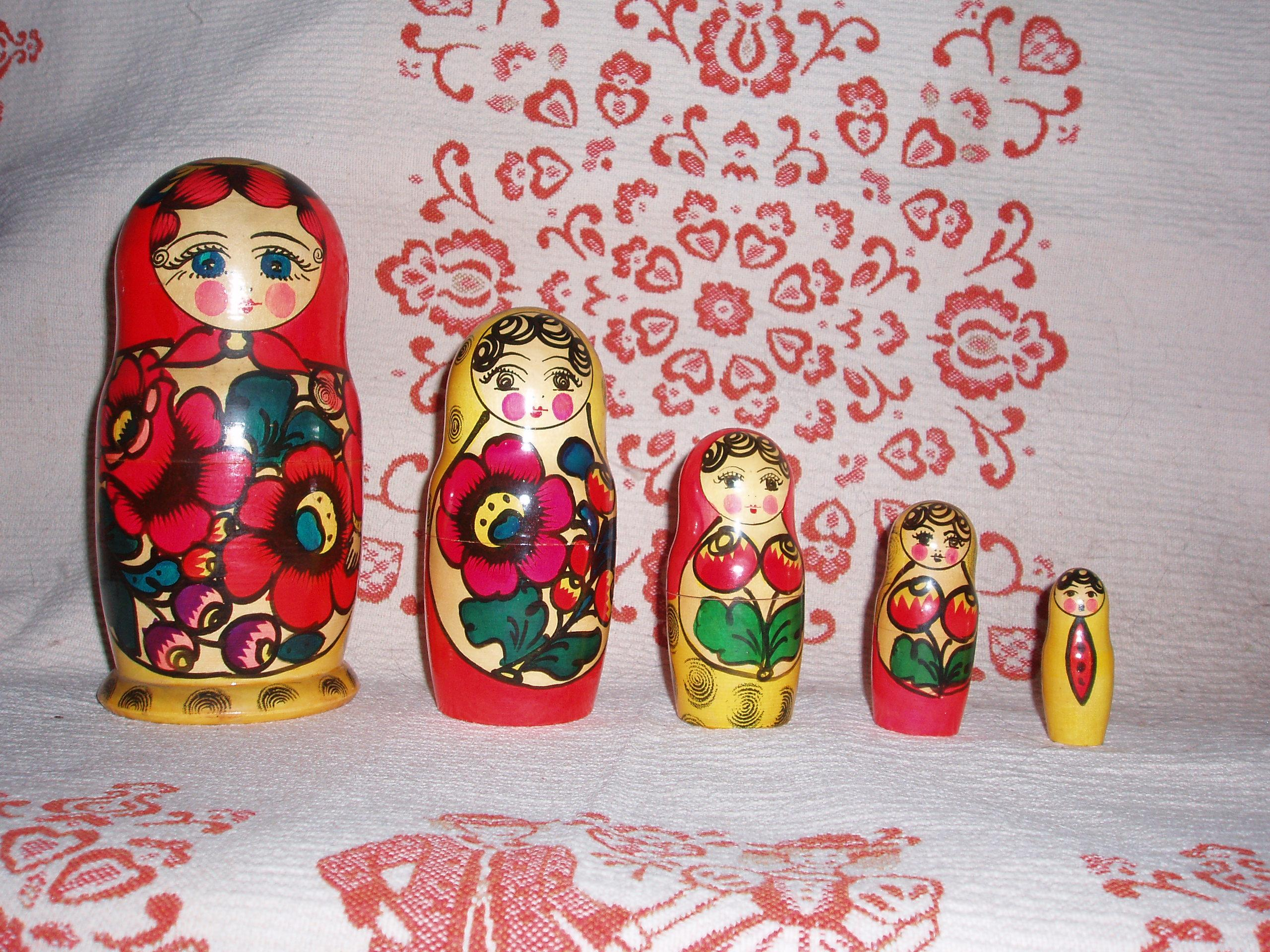
Búp bê Matryoshka
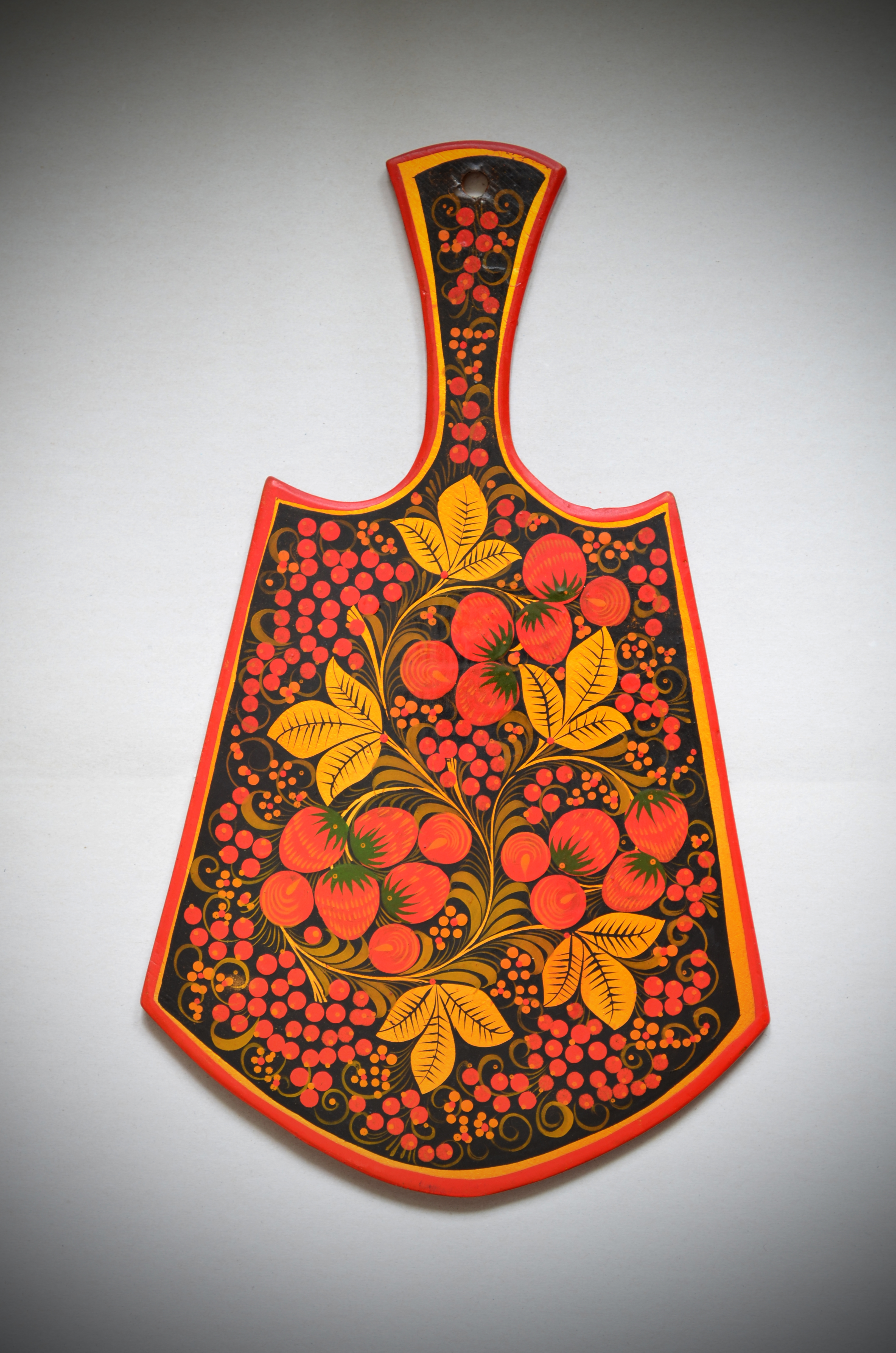
Một bức tranh Khokhloma vẽ trên chiếc thớt.
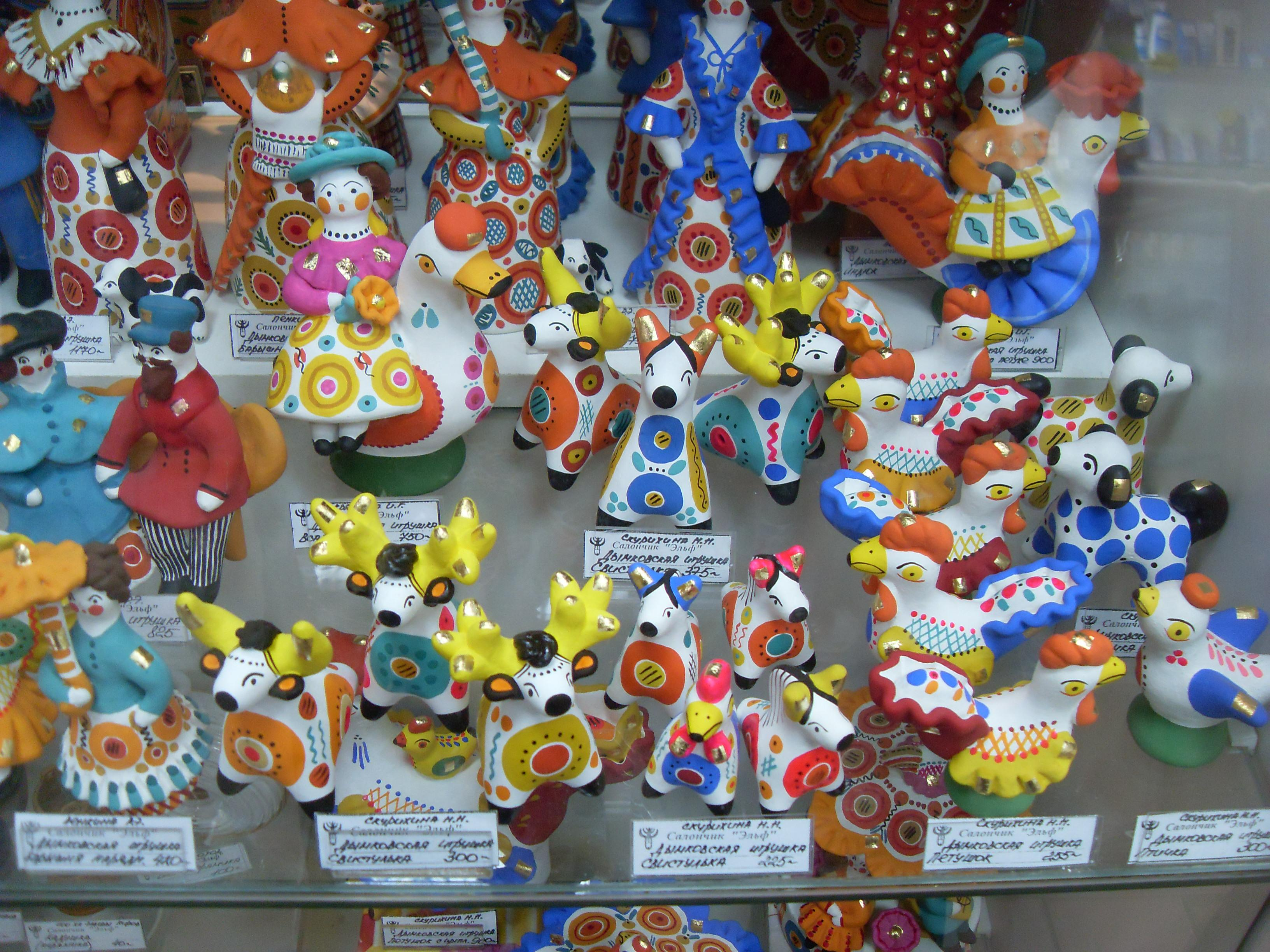
Đồ chơi Dymkovo trưng bày trong một cửa hàng.
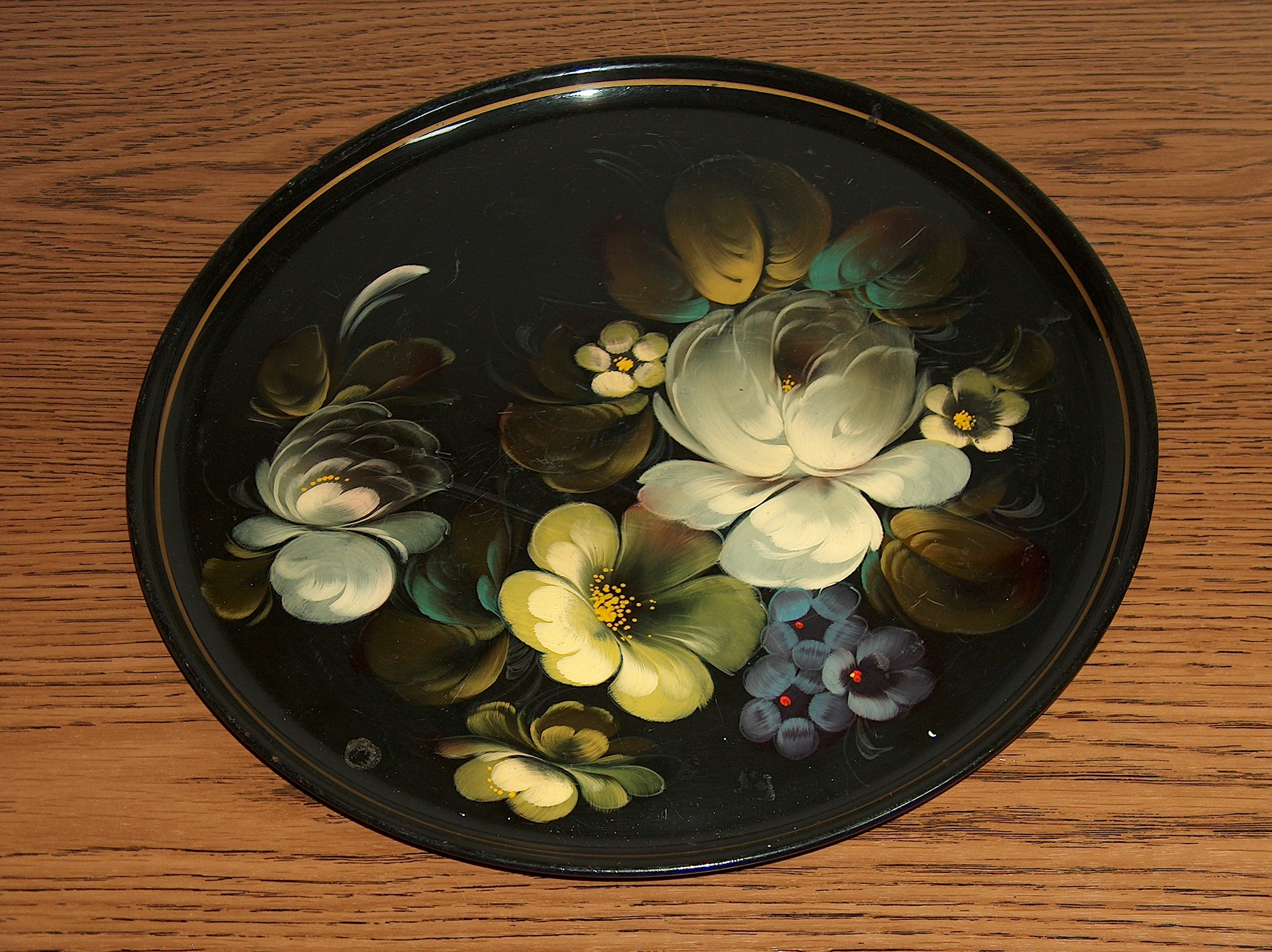
Tranh Zhostovo
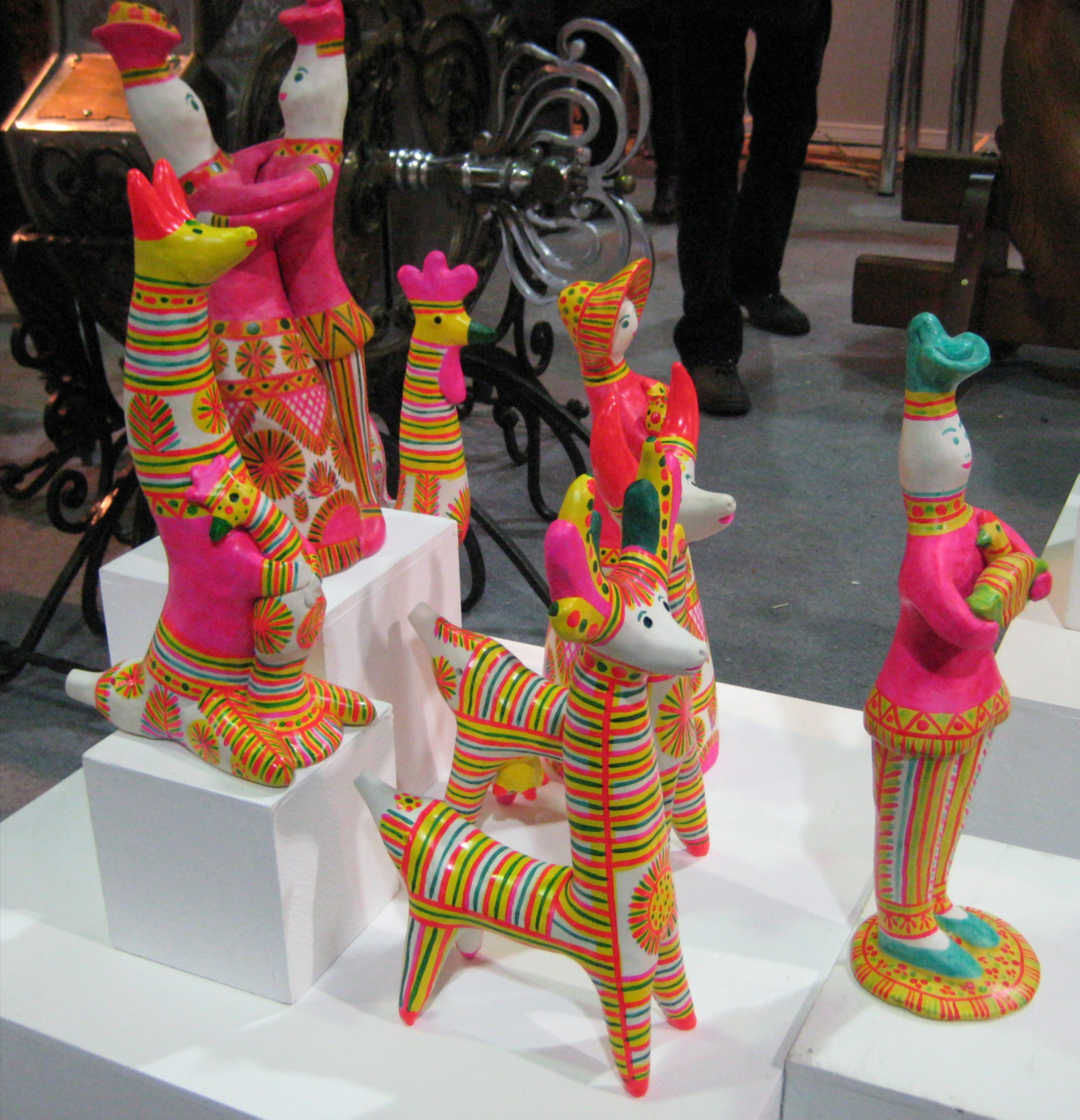
Đồ chơi Filimonovo
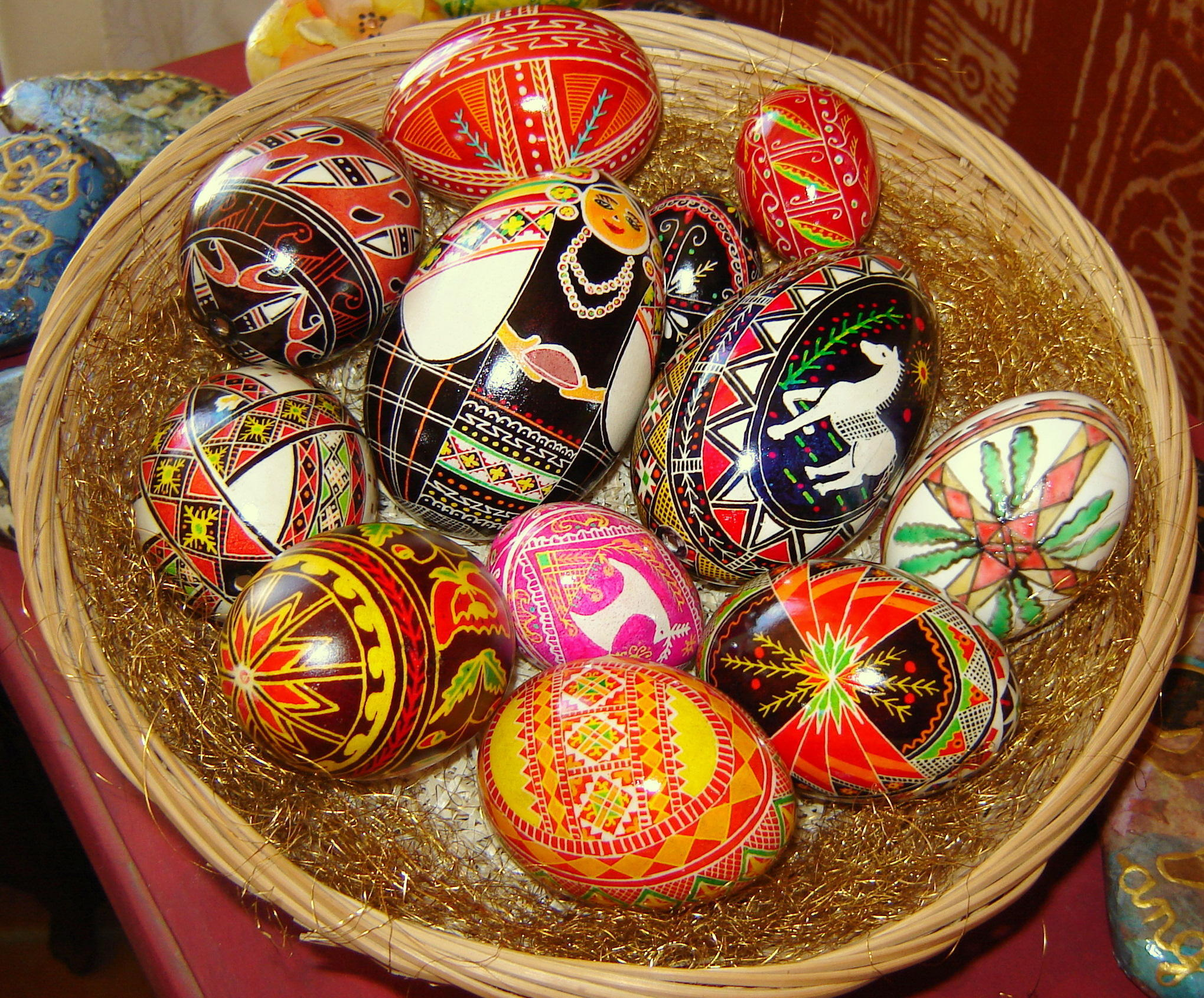
Pysankas
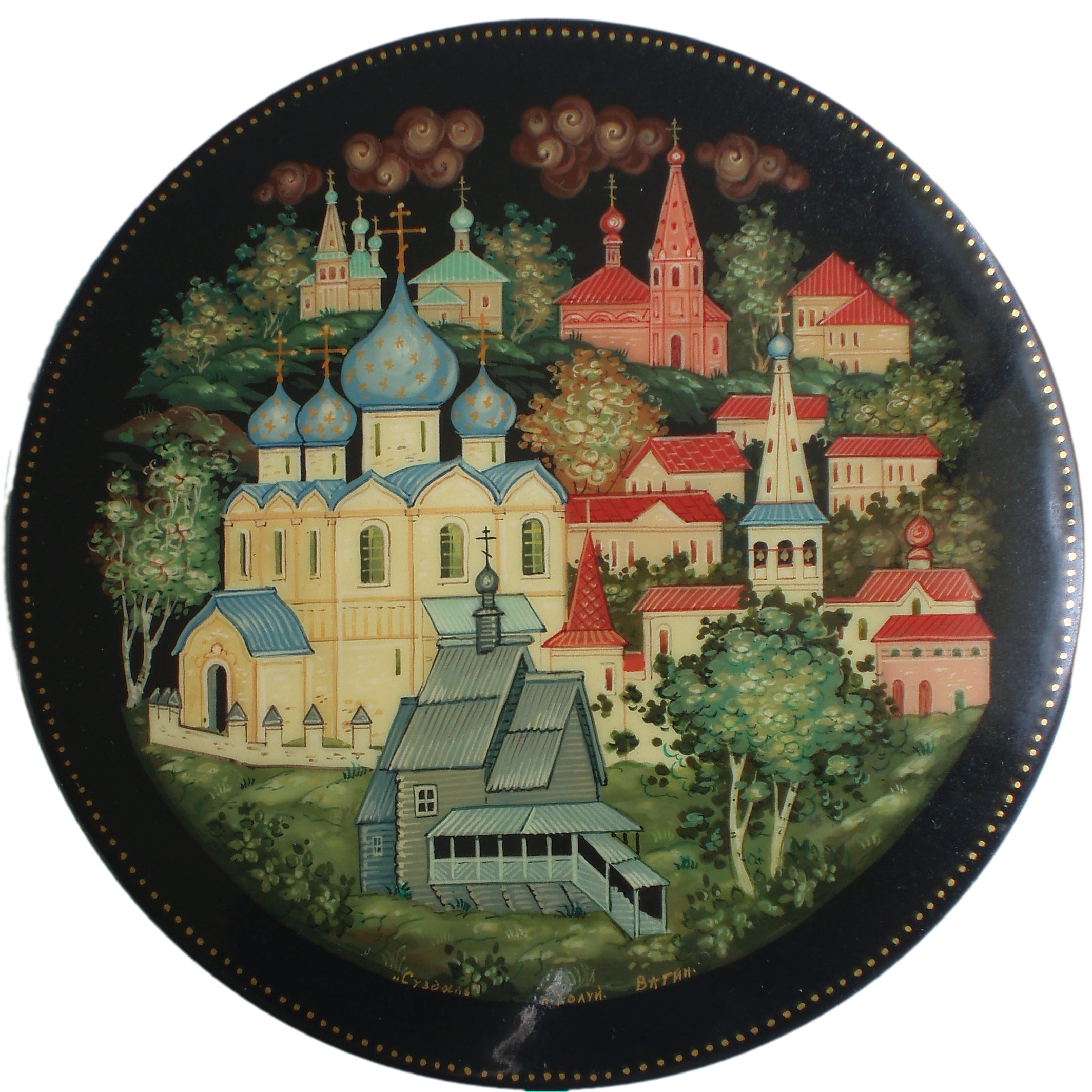
Một chiếc hộp sơn bóng loáng trang trí bằng một bức tiểu họa Kholuy vẽ thành phố Suzdal.
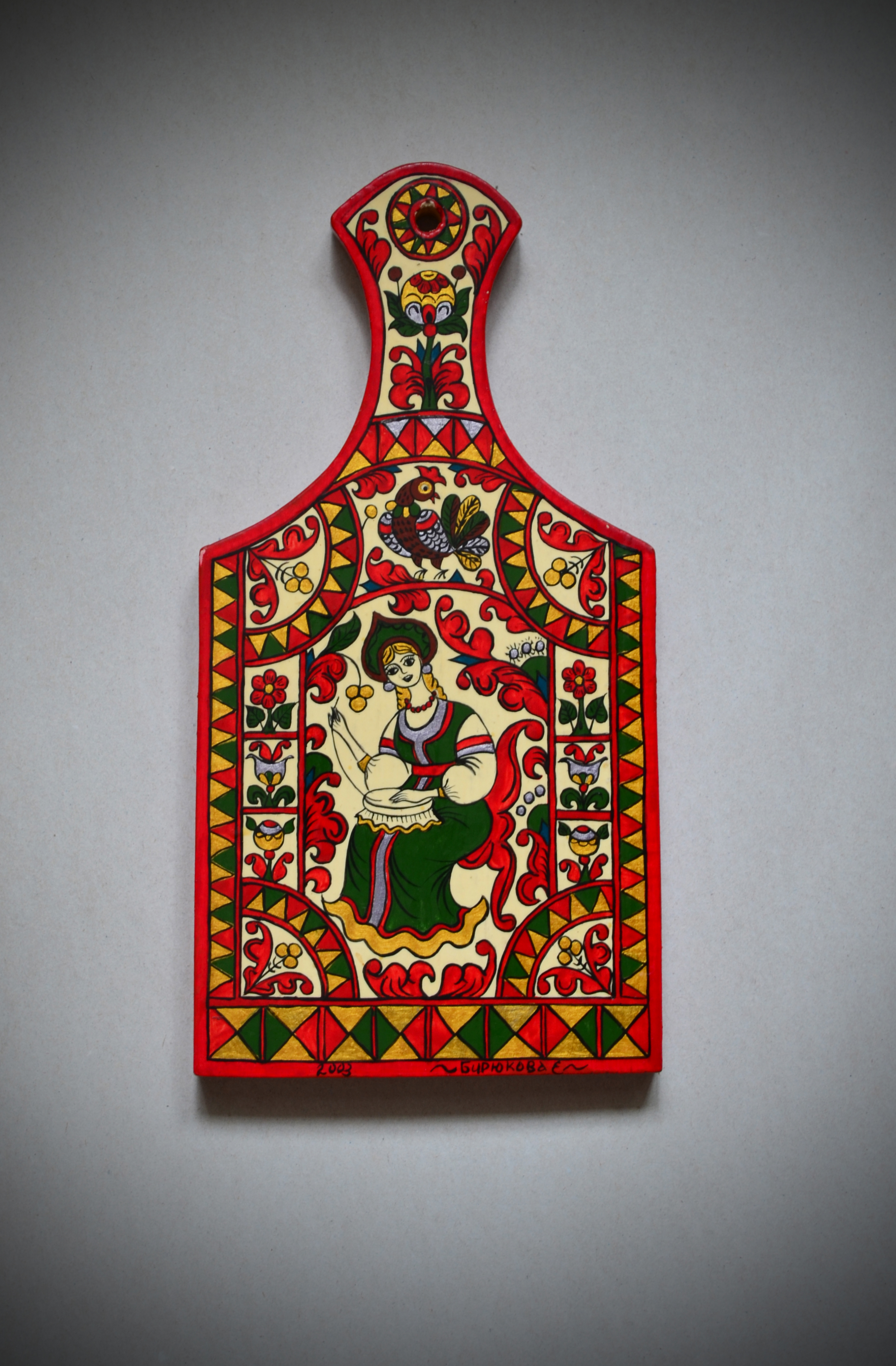
Tranh Permogorsk trên gỗ.

### Tranh tượng
Tranh tượng Nga thường là các bức vẽ trên gỗ với kích thước nhỏ, mặc dù ở một số nhà thờ và tu viện tranh tượng có thể lớn bằng cả mặt bàn. Nhiều gia đình theo tôn giáo ở Nga treo tranh tượng vào krasny ugol, có nghĩa là cái góc "đỏ" hoặc "đẹp". Những tranh tượng này gắn liền với lịch sử xa xưa và hệ biểu tượng tôn giáo đầy phức tạp. Trong nhà thờ Nga, gian giữa của giáo đường thường được tách khỏi ban thờ bằng một iconostasis (tiếng Nga ikonostás) - một bức tường thánh tượng. Tranh tượng ở Nga chứa đựng mong muốn giúp mọi người đạt được ước nguyện mà không cần trực tiếp chiêm bái nhân vật thể hiện qua tranh tượng. Bộ sưu tập nghệ thuật tranh tượng hoành tráng nhất lưu giữ ở nhà trưng bày Tretyakov.

### Lubok
Lubok (số nhiều Lubki, Chữ Kirin Nga: лубо́к, лубо́чная картинка) là một thể loại tranh in phổ biến ở Nga, với đặc điểm họa tiết đơn giản và nội dung lấy từ văn học, truyện tôn giáo và các truyện phổ thông. Bản in Lubok được dùng để trang trí nhà cửa và quán trọ. Các bản tranh đầu tiên xuất hiện từ cuối thế kỷ 17, đầu thế kỷ 18 là tranh khắc gỗ, sau đó đến kỹ thuật trạm trổ và khắc axit, và từ giữa thế kỷ 19 là tranh in thạch bản. Thỉnh thoảng loại tranh này xuất hiện theo chuỗi, từ đó có thể coi giống như tổ tiên của truyện tranh hiện đại. Các cuốn sách rẻ tiền và đơn giản, chứa hầu hết toàn tranh, được gọi là văn học lubok (chữ Kirin Nga: лубочная литература). Cả tranh và văn học [loại này] thường được gọi chung là lubki. Từ lubok trong tiếng Nga bắt nguồn từ lub - một loại bảng dùng để in tranh lên.

### Tranh theo trường phái cổ điển
Học viện Nghệ thuật Nga thành lập năm 1757 với mục tiêu đưa họa sĩ Nga lên tầm quốc tế. Các họa sĩ tranh chân dung tiêu biểu xuất thân từ Học viện này gồm có Argunov, Fyodor Rokotov, Dmitry Levitzky, và Vladimir Borovikovsky.
Đầu thế kỷ 19, khi trường phái tân cổ điển và trường phái lãng mạn nở rộ, các họa sĩ theo phái hàn lâm kinh viện tập trung sáng tác theo chủ đề thần thoại và Kinh thánh, như Karl Briullov và Alexander Ivanov.

### Tranh theo trường phái hiện thực

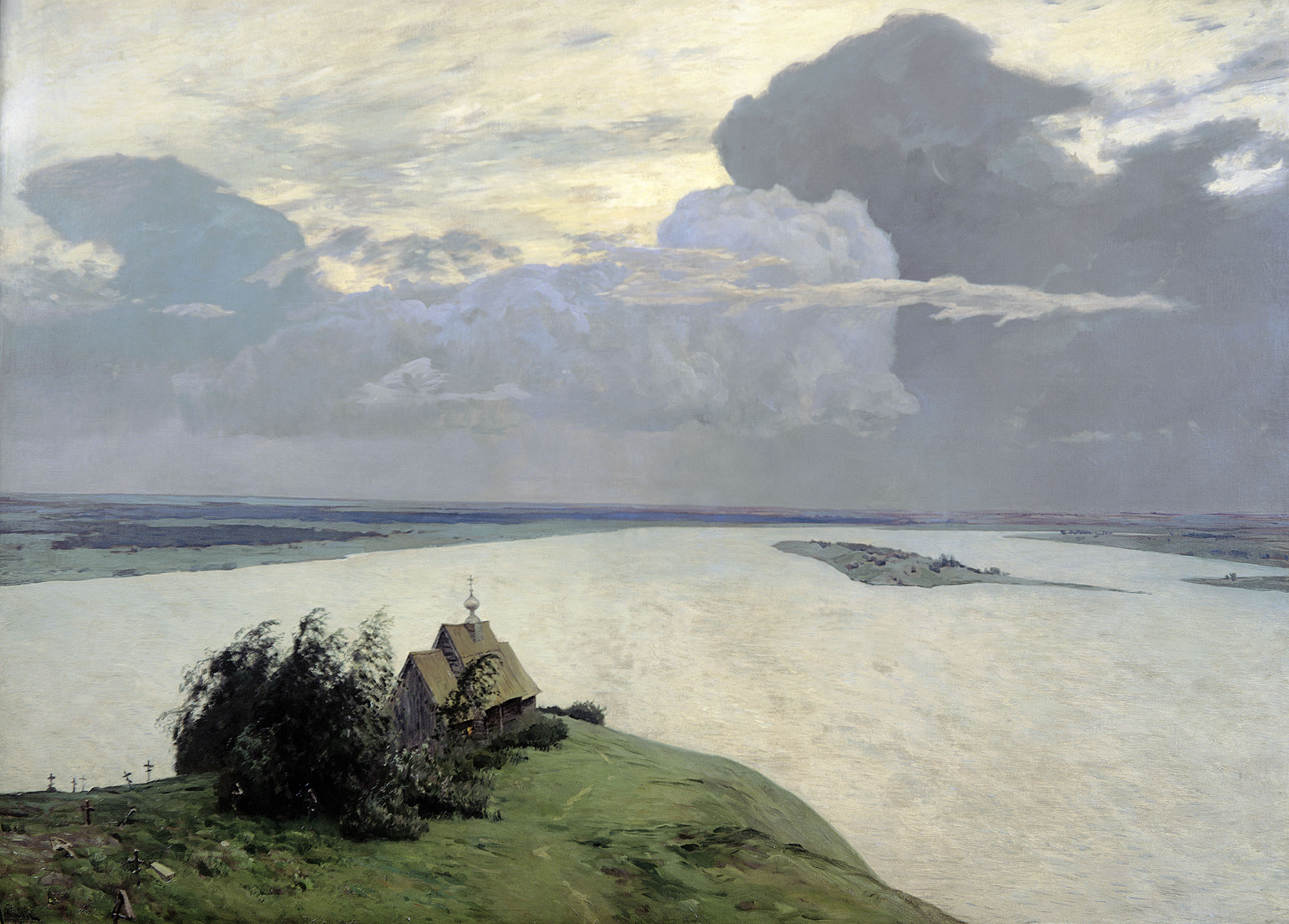
Bức tranh "Trong sự yên tĩnh vĩnh cửu" của họa sĩ Isaac Levitan, năm 1894.

Trường phái hiện thực bắt đầu chiếm ưu thế áp đảo trong thế kỷ 19. Những họa sĩ theo trường phái này tìm kiếm bản sắc Nga từ phong cảnh sông hồ, rừng rậm và rừng bạch dương, cũng như phong cảnh tràn đầy sinh lực và các bức tranh chân dung người cùng thời đầy mạnh mẽ. Các họa sĩ khác tập trung phê phán xã hội, chỉ ra điều kiện sống của người nghèo và biếm họa giới cầm quyền. Phái hiện thực phê phán phát triển mạnh dưới thời Alexander II, thể hiện qua việc các họa sĩ tái hiện vòng xoay thống khổ của con người. Số khác tập trung khai thác những giây phút quan trọng trong lịch sử nước Nga. Nhóm họa sĩ Peredvizhniki (Những người lang thang), tuyệt giao với Học viện Nghệ thuật, khởi xướng trường phái nghệ thuật thoát khỏi những giới hạn của hội họa hàn lâm. Các nhân vật hàng đầu của nhóm là Ivan Shishkin, Arkhip Kuindzhi, Ivan Kramskoi, Vasily Polenov, Isaac Levitan, Vasily Surikov, Viktor Vasnetsov và Ilya Repin.
Bước sang thế kỷ 20 và trở về sau, nhiều họa sĩ Nga phát triển phong cách độc đáo riêng, chẳng hiện thực mà cũng chẳng tiên phong phá cách. Boris Kustodiev, Kuzma Petrov-Vodkin, Mikhail Vrubel và Nicholas Roerich là những người như vậy. Nhiều tác phẩm của nhóm họa sĩ Peredvizhniki được các nhà sưu tầm nghệ thuật săn đón ráo riết trong những năm gần đây. Phiên đấu giá nghệ thuật Nga tại Tuần lễ Nghệ thuật Nga ở London ghi nhận nhu cầu tăng trưởng mạnh, nhiều tác phẩm được bán với mức giá kỷ lục.

### Những nhà tiên phong Nga
Những nhà tiên phong (avant-garde) Nga là một thuật ngữ bao trùm, sử dụng để xác định làn sóng nghệ thuật hiện đại có sức ảnh hưởng lớn, đã phát triển ở nước Nga khoảng từ năm 1890 đến năm 1930. Thuật ngữ này bao hàm nhiều trào lưu nghệ thuật riêng biệt, nhưng gắn bó chặt chẽ với nhau, xảy ra ở cùng một thời điểm, lần lượt là trường phái Tân nguyên sơ (neo-primitivism), trường phái Tuyệt đỉnh (suprematism), trường phái Kiến tạo (constructivism), và trường phái Vị lai (futurism). El Lissitzky, Kazimir Malevich, Wassily Kandinsky, Vladimir Tatlin, Alexander Rodchenko, Pavel Filonov và Marc Chagall là các họa sĩ tiêu biểu của thời kỳ này. Những nhà tiên phong Nga đạt tới đỉnh cao sáng tạo và danh tiếng vào giữa những năm Cách mạng Nga (năm 1917) và năm 1932 - thời điểm những ý tưởng cách mạng của các nhà tiên phong xung đột với đường hướng bảo thủ của hiện thực xã hội chủ nghĩa vừa mới nổi lên.
Trong thế kỷ 20, nhiều họa sĩ Nga tạo dựng sự nghiệp ở Tây Âu vì sau Cách mạng họ buộc phải di cư. Wassily Kandinsky, Marc Chagall, Naum Gabo cùng nhiều người khác truyền bá ý tưởng, tác phẩm và ảnh hưởng của nghệ thuật Nga ra toàn cầu.

### Mỹ thuật Xô viết
Thời Cách mạng Nga, một phong trào ra đời nhằm đưa nền mỹ thuật phục vụ cho nền chuyên chính vô sản. Phong trào này khởi phát chỉ vài ngày trước khi Cách mạng Tháng Mười diễn ra, có tên gọi là Proletkult, viết tắt của "Proletarskie kulturno-prosvetitelnye organizatsii" (Các tổ chức Khai sáng và Văn hóa Vô sản). Nhà lý luận tiêu biểu của phong trào này là Alexander Bogdanov. Ban đầu, Narkompros (Ủy ban giáo dục quốc dân, tương đương với Bộ Giáo dục), cũng phụ trách cả mảng mỹ thuật, ủng hộ phong trào Proletkult. Mặc dầu mang màu sắc chủ nghĩa Marx, nhưng nhiều nhà lãnh đạo đảng không ưa Proletkult, vì thế đến năm 1922, phong trào suy yếu đáng kể. Cuối cùng Stalin chấm dứt phong trào vào năm 1932. Giới hạn bất thành văn về những đề tài họa sĩ có thể vẽ được bãi bỏ vào cuối những năm 1980.
Tuy vậy, cuối thời Xô viết, nhiều họa sĩ mang đến sự đổi mới cho hiện thực xã hội chủ nghĩa, đó là Ernst Neizvestny, Ilya Kabakov, Mikhail Shemyakin, Igor Novikov, Erik Bulatov, và Vera Mukhina. Họ ứng dụng nhiều kỹ thuật khác nhau, từ trường phái Nguyên sơ (primitivism), trường phái Cực thực (hyperrealism), cho đến quái dị và trừu tượng. Những năm 1940, họa sĩ Xô viết sáng tác tác phẩm thể hiện lòng yêu nước mãnh liệt và tinh thần chống phát xít. Sau Chiến tranh Vệ quốc Vĩ đại, các nhà điêu khắc Xô viết hoàn thành hàng loạt tượng đài tưởng niệm nạn nhân chiến tranh, với sự trang nghiêm và thận trọng cao độ.

## Nghệ thuật trình diễn

### Âm nhạc dân gian Nga
Người Nga sở hữu truyền thống âm nhạc dân gian vô cùng đặc biệt. Gusli, balalaika, zhaleika, đại hồ cầm balalaika, đàn phong cầm bayan, đàn guitar Gypsy và garmoshka là những nhạc cụ tiêu biểu của dân tộc Nga. Âm nhạc dân gian ảnh hưởng lớn đến các nhà soạn nhạc cổ điển Nga, và ở thời hiện đại, âm nhạc dân gian là nguồn cảm hứng cho không ít ban nhạc truyền thống tên tuổi, tiêu biểu nhất là ban nhạc Golden Ring (Chiếc vòng vàng), Ural's Nation Choir (Hợp xướng quốc gia Ural) và Lyudmila Zykina. Bài hát dân gian Nga, cũng như các bài hát ái quốc thời Xô viết, góp mặt trong phần lớn tiết mục biểu diễn của ban nhạc nổi tiếng thế giới Red Army choir (Dàn hợp xướng Hồng Quân) cùng nhiều đoàn ca nhạc Nga quen thuộc khác.

### Khiêu vũ dân gian Nga

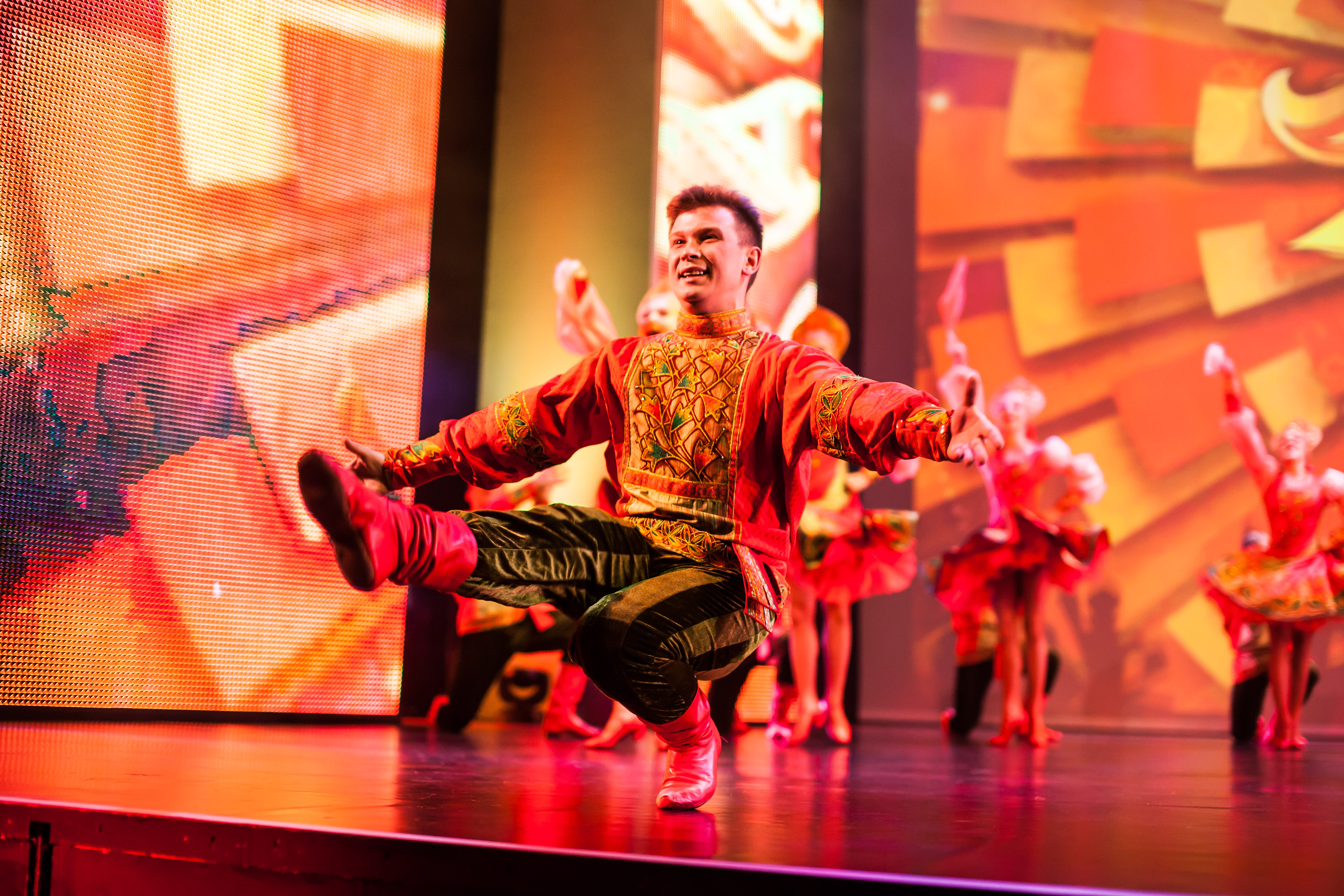
Điệu nhảy ngồi quen thuộc của người Nga.

Theo nhà nghiên cứu Bob Renfield, khiêu vũ dân gian Nga (Tiếng Nga: Русский Народный Танец) nhìn chung có thể chia ra làm hai loại: loại thứ nhất là Khorovod (Tiếng Nga: Хоровод), trò khiêu vũ mà người tham gia đứng thành vòng tròn, nắm tay nhau cùng hát, hoạt động chính thường diễn ra ở giữa vòng tròn; loại thứ hai là Plyaska (Tiếng Nga: Пляска hoặc Плясовый), ở đó nam nữ nhảy theo hình vòng tròn, tăng tính đa dạng và nhịp độ. Một số loại hình khiêu vũ dân gian Nga khác gồm có Pereplyas (Tiếng Nga: Перепляс) - cuộc thi nhảy dành cho nam giới; Khiêu vũ tập thể (Tiếng Nga: Массовый пляс) - nhảy không cần kết cặp, không giới hạn về độ tuổi và số người tham gia; Khiêu vũ nhóm (Tiếng Nga: Групповая пляска) - hình thức nhảy nhiều người theo hình vòng tròn đơn giản và ngẫu hứng; Quadrilles (Tiếng Nga: Кадриль) - gốc gác là một điệu nhảy của Pháp, đưa đến Nga vào thế kỷ 18.
Một số điệu nhảy dân tộc Nga gồm có khorovod (Tiếng Nga: Хоровод), barynya (Tiếng Nga: Барыня), kamarinskaya (Tiếng Nga: Камаринская), kazachok (Tiếng Nga: Казачок) and chechotka (Tiếng Nga: Чечётка) (người chơi gõ giày xuống sàn và sử dụng đàn phong cầm bayan). Troika (Tiếng Nga: Тройка) là một điệu nhảy giữa một nam và một nữ, được đặt tên theo một loại xe truyền thống ba ngựa kéo của người Nga. Nhảy gấu là một trò nhảy cùng con gấu (Tiếng Nga: Танец С Медведем), ra đời từ năm 907 khi Đại thân vương Nga Oleg cho 16 nam vũ công giả trang thành gấu biểu diễn cùng bốn con gấu ăn mặc như vũ công, để kỷ niệm trận thắng quân Hy Lạp ở Kiev. Khiêu vũ cùng vũ công giả gấu là một đề tài xuất hiện thường xuyên, như điều thường thấy ra ở Dàn hợp xướng dân gian Nga Omsk. Một trong những đặc trưng chính của điệu nhảy mạnh mẽ đậm chất Nga là nhảy ngồi (squat dance).

### Nhạc cổ điển Nga
Âm nhạc Nga thế kỷ 19 được định hình bởi căng thẳng giữa hai bên. Bên thứ nhất gồm nhà soạn nhạc cổ điển Mikhail Glinka và các thành viên khác của nhóm Những người hùng mạnh (The Mighty Handful), họ là những người trân trọng bản sắc Nga, và đã đưa yếu tố dân gian, tín ngưỡng vào sáng tác của họ. Bên thứ hai là Hội Âm nhạc Nga bảo thủ về âm nhạc, dưới sự lãnh đạo của hai nhà soạn nhạc Anton và Nikolay Rubinstein. Pyotr Ilyich Tchaikovsky là một trong những nhà soạn nhạc vĩ đại nhất thời kỳ Lãng mạn, âm nhạc của ông trở nên quen thuộc và nhận được yêu mến vì đặc trưng Nga rõ rệt cũng hòa âm phong phú và giai điệu xúc động. Truyền thống Lãng mạn của ông được Sergei Rachmaninoff, một trong những tác giả xuất sắc cuối cùng của phong cách Lãng mạn trong âm nhạc cổ điển châu Âu, đưa tới thế kỷ 20.
Các nhà soạn nhạc nổi tiếng thế giới trong thế kỷ 20 gồm có Alexander Scriabin, Igor Stravinsky, Sergei Rachmaninoff, Sergei Prokofiev, Dmitri Shostakovich và Georgy Sviridov. Trong phần lớn thời kỳ Xô viết, âm nhạc được xem xét kỹ lưỡng và dùng cách thể hiện dễ hiểu và thận trọng, nhằm phù hợp với chính sách hiện thực xã hội chủ nghĩa.
Trường nhạc Liên Xô và Nga đào tạo được nhiều thế hệ nghệ sĩ diễn đơn danh tiếng thế giới. Trong số những người thành công nhất có nghệ sĩ vĩ cầm David Oistrakh và Gidon Kremer; nghệ sĩ trung hồ cầm Mstislav Rostropovich; nghệ sĩ dương cầm Vladimir Horowitz, Sviatoslav Richter và Emil Gilels; ca sĩ Fyodor Shalyapin, Galina Vishnevskaya, Anna Netrebko và Dmitry Hvorostovsky.
| Glinka (1804–1857) | Mussorgsky (1839–1881) | Tchaikovsky (1840–1893) | Rimsky-Korsakov (1844–1908) | Rachmaninoff (1873–1943) | Stravinsky (1882–1971) | Shostakovich (1906–1975) |
| ------------------ | ---------------------- | ----------------------- | --------------------------- | ------------------------ | ---------------------- | ------------------------ |
|                    |                        |                         |                             |                          |                        |                          |

### Múa ba lê
Ban đầu mục đích của nghệ thuật múa ba lê (ballet) ở Nga là nhằm giúp triều đình tiêu khiển. Đoàn ba lê đầu tiên là Trường Ba lê Hoàng gia ra đời ở St. Petersburg những năm 1740. Ballet Russes là một đoàn ba lê do Sergey Diaghilev - nhân vật cực kỳ quan trọng với nghệ thuật múa ba lê Nga - thành lập năm 1909. Những chuyến lưu diễn của Diaghilev cùng đoàn múa ba lê của ông ảnh hưởng sâu sắc tới sự phát triển của nghệ thuật này trên toàn cầu. Trụ sở của đoàn múa ba lê Diaghilev đặt tại Paris, Pháp. George Balanchine, chịu ảnh hưởng của Diaghilev, đã thành lập Đoàn Ba lê TP New York vào năm 1948.
Trong những năm đầu thế kỷ 20, nhiều vũ công ba lê Nga, như Anna Pavlova và Vaslav Nijinsky, gặt hái thành công và danh tiếng. Nghệ thuật ba lê Xô viết tiếp tục bảo tồn truyền 

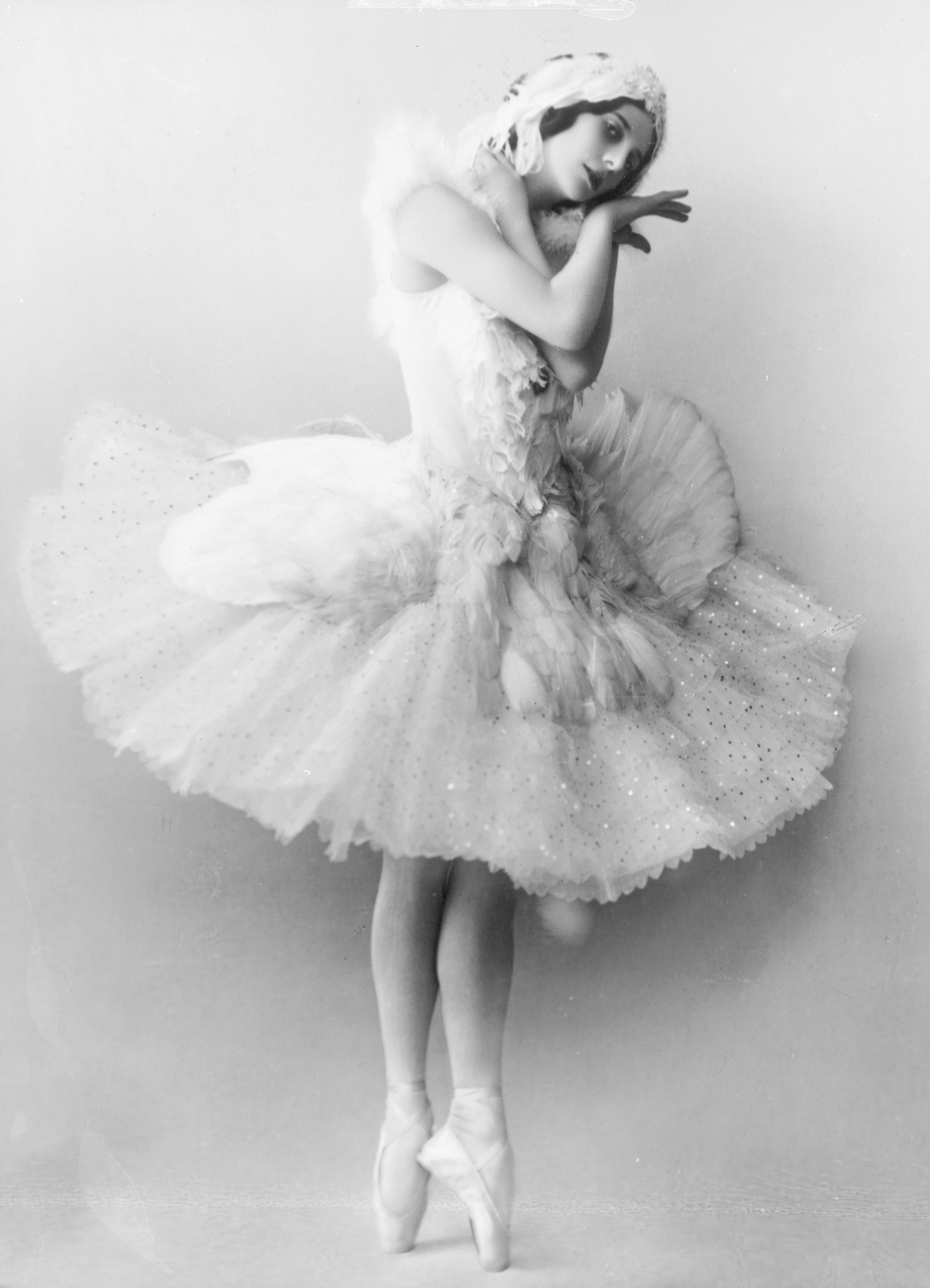
Nghệ sĩ múa ba lê Anna Pavlova biểu diễn trong vở Thiên Nga của Mikhail Fokine.

thống xuất sắc duy trì từ thế kỷ 19. Các trường ba lê của Liên Xô sản sinh ra hàng loạt ngôi sao nổi tiếng quốc tế, gồm có Maya Plisetskaya, Rudolf Nureyev, và Mikhail Baryshnikov. Múa ba lê tại nhà hát Bolshoi ở Moskva và Mariinsky ở Saint Petersburg tiếp tục vang danh khắp thế giới.

### Nhạc kịch Opera
Vở opera được coi là đầu tiên của nước Nga là Cuộc đời của Sa Hoàng, do nhà soạn nhạc Mikhail Glinka sáng tác năm 1836. Một số vở opera khác ra đời sau đó, ví dụ như Ruslan và Lyudmila năm 1842. Opera Nga ban đầu kết hợp âm nhạc dân gian Nga và nghệ thuật opera Italia. Sau Cách mạng Tháng Mười, nhiều tác giả opera rời khỏi nước Nga. Những vở opera Nga nổi tiếng nhất gồm có thể kể đến Boris Godunov, Eugene Onegin, Gà trống vàng, Vương công Igor, và Con đầm pích.

### Âm nhạc hiện đại
Kể từ cuối thời Xô viết, nước Nga trải qua làn sóng ảnh hưởng của văn hóa phương Tây, dẫn tới sự phát triển của nhiều hiện tượng chưa từng xuất hiện trong văn hóa Nga. Ví dụ tiêu biểu nhất có lẽ là nhạc rock Nga, có gốc rễ bắt nguồn từ thể loại rock & roll và heavy metal của phương Tây, kết hợp cùng những ca sĩ chuyên hát bài hát cổ thời Xô viết như Vladimir Vysotsky và Bulat Okudzhava. Saint Petersburg (trước đây là Leningrad), Yekaterinburg (trước đây là Sverdlovsk) và Omsk trở thành ba trung tâm phát triển của thể loại nhạc rock. Các nhóm nhạc rock Nga phổ biến có thể kể đến là Mashina Vremeni, Slot, DDT, Aquarium, Alisa, Kino, Nautilus Pompilius, Aria, Grazhdanskaya Oborona, Splean và Korol i Shut. Cũng vào thời điểm đó, nhạc pop Nga phát triển từ một thể loại dưới thời Xô viết gọi là estrada, trở thành một lĩnh vực chính thức. Một số ca sĩ đạt được tiếng tăm quốc tế, như t.A.T.u. khá nổi tiếng ở phương Tây, bộ đôi ca sĩ này được coi là những nghệ sĩ có tầm ảnh hưởng nhất đến từ nước Nga. Hay một cái tên khác là Vitas, nổi tiếng ở Trung Quốc. Một thể loại nhạc khác là Hardbass, cũng đã trở thành hiện tượng phổ biến trong thời đại internet.

### Điện ảnh

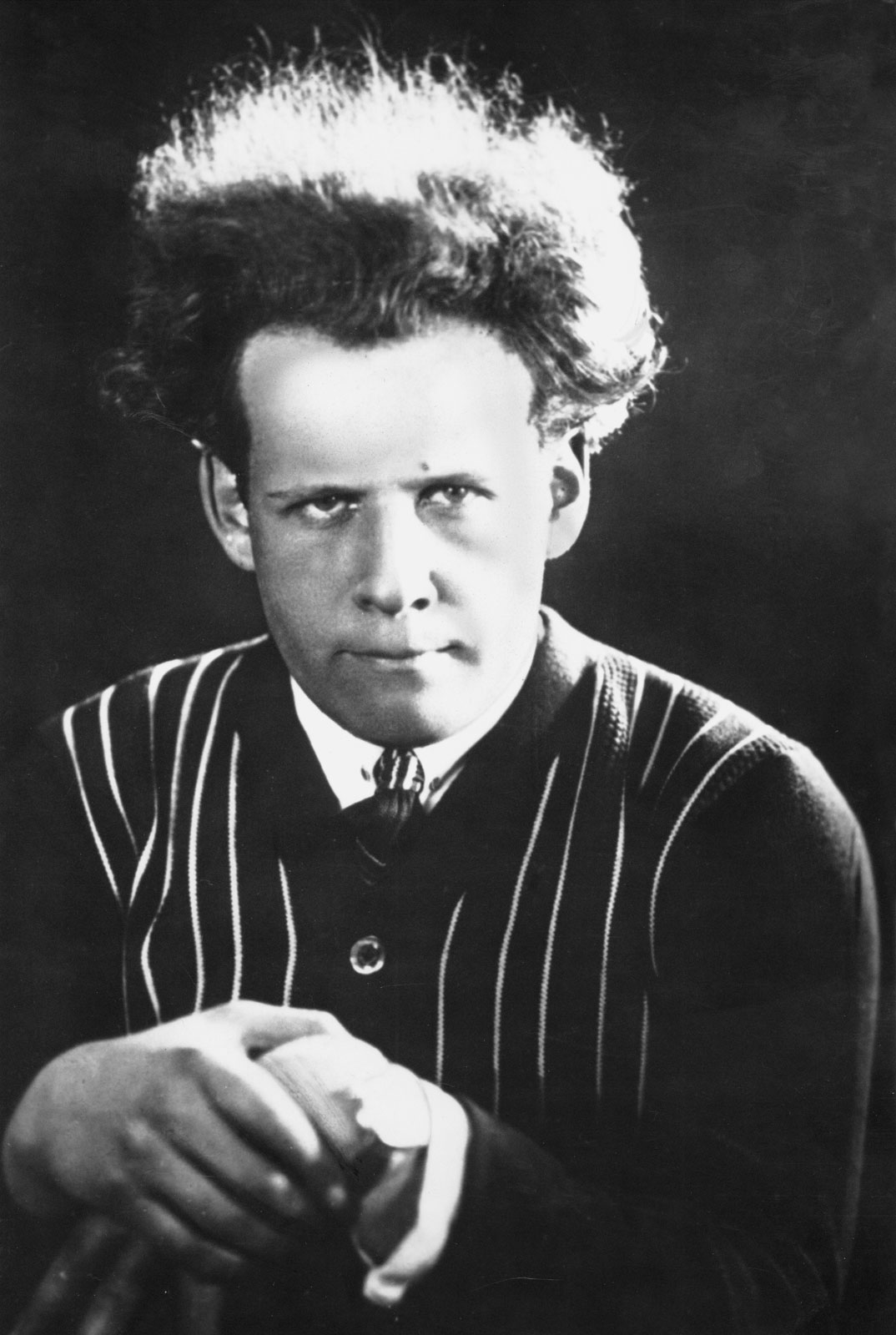
Đạo diễn nổi tiếng của Liên Xô Sergei Eisenstein

Ngành điện ảnh Nga nổi lên từ sau Cách mạng năm 1917. Điện ảnh Nga và sau này là Xô viết là cái "lò phát minh" trong thời kỳ ngay sau cách mạng năm 1917, cho ra đời những phim nổi tiếng thế giới như Chiến hạm Potemkin. Các nhà làm phim Xô viết, nổi tiếng nhất là Sergei Eisenstein và Andrei Tarkovsky, trở thành đạo diễn có tầm ảnh hưởng và tư duy đổi mới tầm cỡ thế giới.
Eisenstein là học trò của nhà làm phim và nhà lý luận Lev Kuleshov, người phát triển lý thuyết dựng phim mang tích nền tảng tại trường phim đầu tiên trên thế giới mang tên Viện Dựng phim toàn liên bang (All-Union Institute of Cinematography). Dziga Vertov có tầm ảnh hưởng rất lớn tới sự phát triển của điện ảnh hiện thực chủ nghĩa và phương pháp dựng phim tài liệu. Thuyết kino-glaz ("Con mắt phim") của Vertov cho rằng máy quay phim, giống như mắt người, là thứ tốt nhất dùng để khám phá cuộc sống thực. Năm 1932, Stalin đưa hiện thực xã hội chủ nghĩa trở thành chính sách quốc gia. Chính sách này phần nào kìm kẹp khả năng sáng tạo, cho dù nhiều phim Xô viết theo phong cách này vẫn rất thành công về mặt nghệ thuật, ví dụ như Chapaev, Khi đàn sếu bay qua, và Bài ca người lính.
Thập niên 1960 và 1970 chứng kiến nhiều phong cách nghệ thuật hơn trong ngành điện ảnh Liên Xô. Phim hài của Eldar Ryazanov và Leonid Gaidai ra đời trong thời kỳ này cực kỳ phổ biến, nhiều câu cửa miệng xuất hiện trong những phim này vẫn còn dùng ngày nay. Giai đoạn 1961-1967, Sergey Bondarchuk đạo diễn một bộ phim giành giải Oscar, chuyển thể từ thiên anh hùng ca Chiến tranh và Hòa bình của Tolstoy - đây là bộ phim tốn nhiều kinh phí nhất thời Xô viết. Năm 1969, phim Mặt trời trắng trên sa mạc của Vladimir Motyr được công chiếu, trở thành bộ phim rất nổi tiếng của thể loại "ostern" (Miền Tây đỏ, dựa theo thể loại phim về miền Tây của Hoa Kỳ). Các phi hành gia (của Liên Xô và Nga) có truyền thống xem bộ phim này trước khi bắt đầu chuyến đi vào vũ trụ.
Cuối thập niên 1980 và 1990 là thời kỳ ngành điện ảnh và hoạt hình Nga gặp khủng hoảng. Mặc dù các nhà làm phim Nga được tự do thể hiện, nhưng bao vì cấp nhà nước giảm mạnh khiến cho rất ít phim được sản xuất. Những năm đầu thế kỷ 21, trên cơ sở nền kinh phát tế triển nhanh chóng, sự quan tâm của khán giả tăng lên, kéo theo sự phồn thịnh của ngành công nghiệp điện ảnh, nhờ đó mức độ sản xuất phim đã vượt nước Anh và nước Đức. Doanh thu phòng vé năm 2007 là 565 triệu đô la, tăng 37% so với năm ngoái (để so sánh, năm 1996 doanh thu đứng ở mức 6 triệu đô la). Điện ảnh Nga tiếp tục nhận được sự công nhận của quốc tế. Phim Con thuyền Nga (Russian Ark) trở thành phim dài đầu tiên được làm theo kiểu quay phim liên tục không ngắt cảnh (one-shot).

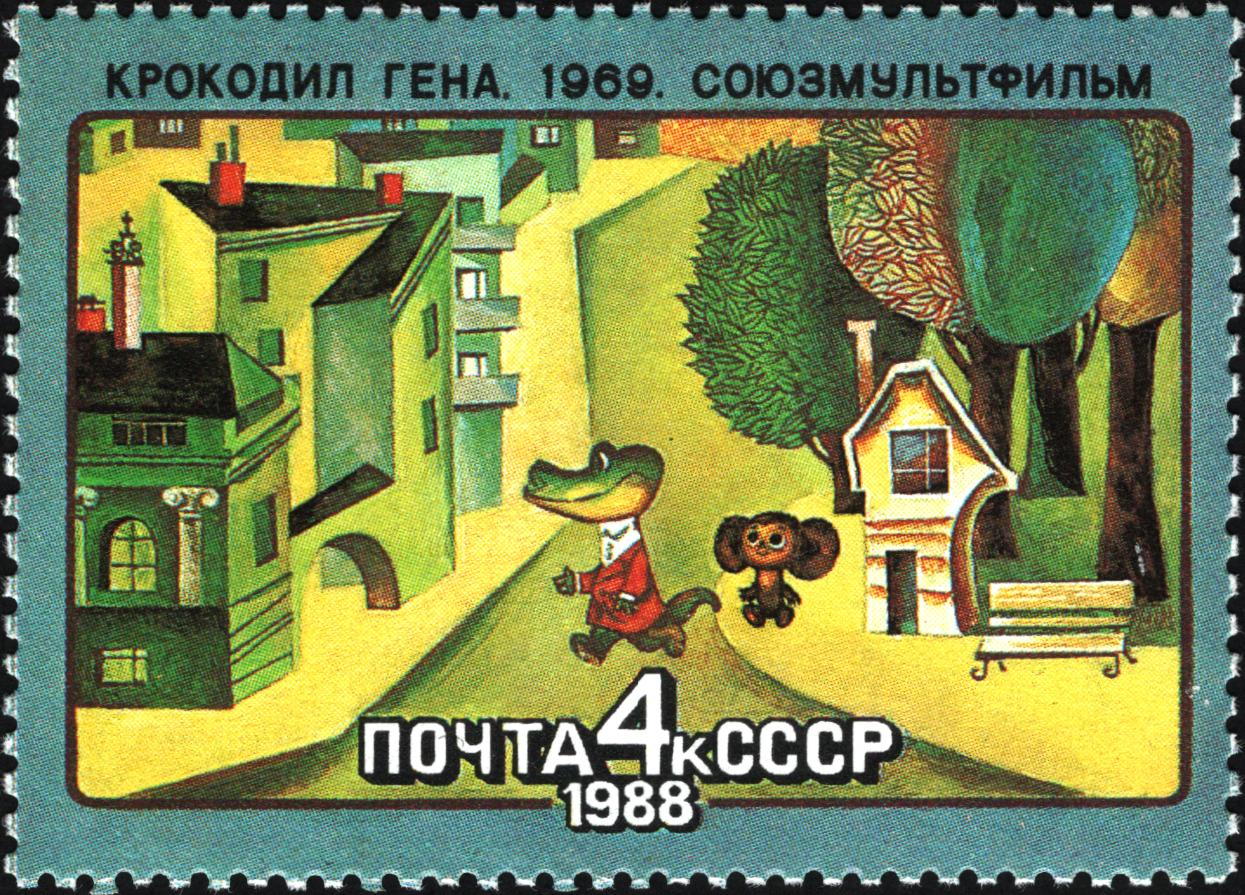
Cheburashka và cá sấu Gena - những nhân vật hoạt hình huyền thoại thời Liên Xô, được thể hiện trên tem kỷ niệm.

### Phim hoạt hình
Nga có truyền thống lâu đời và phong phú về thể loại hoạt hình, vốn ra đời từ cuối thời kỳ Đế quốc Nga. Phần lớn hoạt hình thể điện ảnh và thể truyền hình Nga là sản phẩm từ thời Xô viết, khi đó xưởng phim Soyuzmultfilm là nhà sản xuất phim hoạt hình lớn nhất. Các nhà làm phim hoạt hình Xô viết phát triển rất nhiều kỹ thuật làm phim tiên phong và phong cách đầy tính thẩm mỹ, với những tên tuổi đạo diễn xuất sắc như Ivan Ivanov-Vano, Fyodor Khitruk và Aleksandr Tatarskiy. Hoạt hình Xô viết cũng là nơi ra đời của nhiều câu cửa miệng quen thuộc. Những anh hùng trên phim hoạt hình Nga như gấu Winnie-the-Pooh phong cách Nga Nga, Cheburashhka nhỏ nhắn dễ thương, Thỏ và Sói trong phim Hãy đợi đấy (Nu, Pogodi!) đã trở thành những biểu tượng ở Nga và nhiều quốc gia lân cận. Truyền thống hoạt hình Xô viết tiếp tục phát triển trong thập kỷ qua nhờ công của những đạo diễn như Aleksandr Petrov và những xưởng phim như Melnitsa cùng Ivan Maximov.

## Lối sống

### Trang phục truyền thống
Không phải chỉ dân tộc thiểu số ở Nga, mà là tổng thể cả nền văn hóa Nga xuất hiện ở các vùng khác nhau của đất nước, từ Tây Bắc Nga, Trung Nga, Nam Nga, Xibiri, vùng Volga, đến vùng Ural, Viễn Đông Nga và Bắc Caucasus. Mỗi vùng có các truyền thống địa phương và các đặc tính riêng, đã được phát triển qua thời gian dài thông qua tương tác văn hóa-dân tộc mạnh mẽ trong các nhóm dân tộc và cộng đồng, như Xlavơ, Tác-ta, và Finno-Ugric.

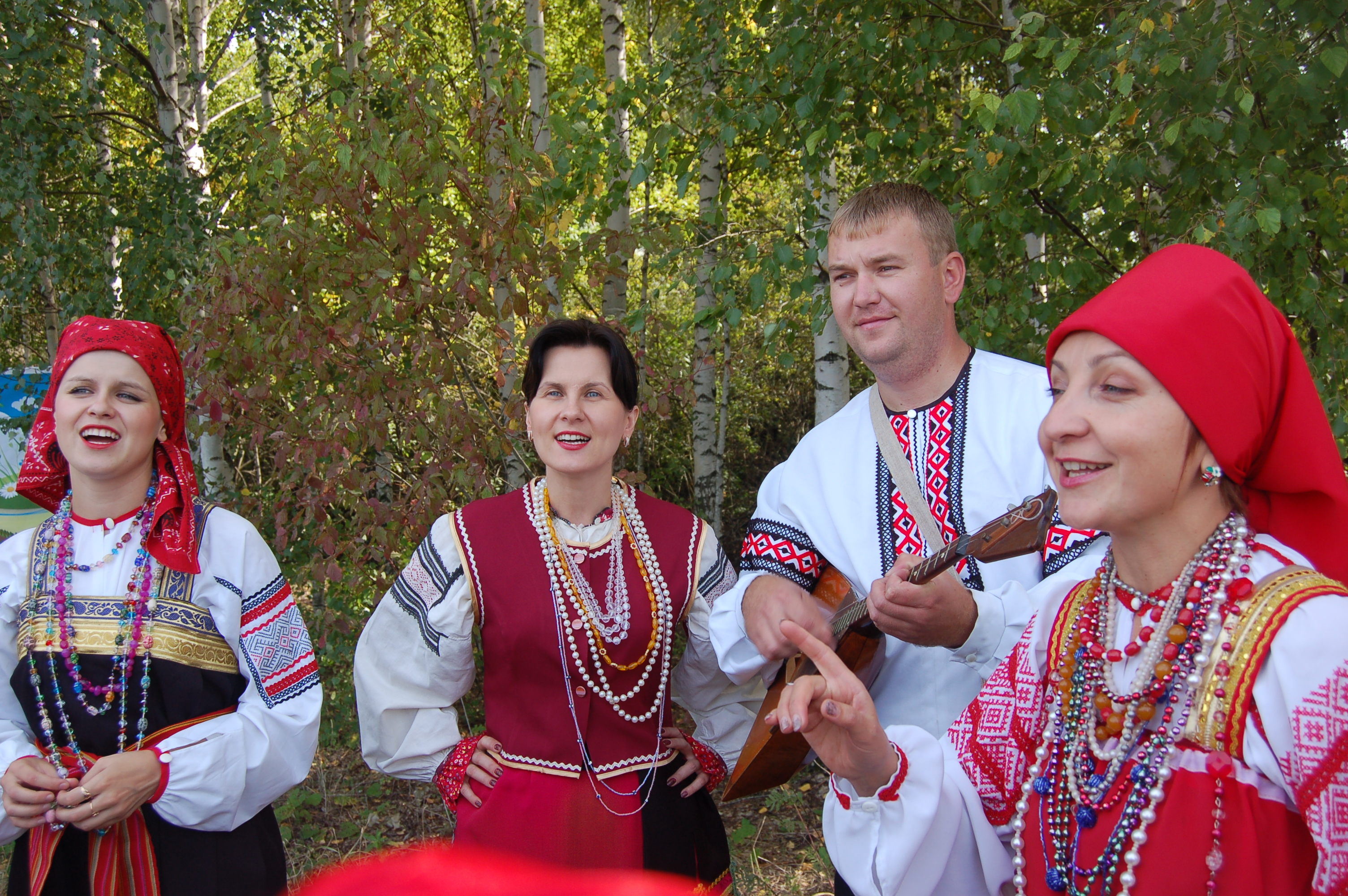
Người Nga trong trang phục truyền thống

Trang phục truyền thống của người Nga gồm có kaftan, một loại áo từ thời Nga cổ, khá giống với áo choàng của đế chế Ottoman, của vùng Scandinavia và Ba Tư. Kosovorotka, từ lâu trở thành loại áo cánh đàn ông thường mặc trong các ngày lễ truyền thống. Ushanka là một loại mũ dành dành cho nam giới. Thiết kế của loại mũ này chịu ảnh hưởng từ loại mũ có vành che tai, được gọi là treukh, phổ biến ở vùng trung tâm và phía Bắc nước Nga hồi thế kỷ 17. Váy Sarafan, có liên hệ với vùng Trung Đông, thường được dùng ở vùng trung tâm và phía Bắc nước Nga cổ. Ở phía Nam nước Nga, burka và papaha có mối liên hệ với người Cossack, và sâu xa hơn lại có liên hệ về mặt văn hóa với người dân ở vùng Bắc Caucaus.
Kokoshnik thường được phụ nữ đội ở các khu vực miền Bắc nước Nga trong khoảng thế kỷ 16 đến thế kỷ 19. Lapti và một số loại giày tương tự chủ yếu phổ biến với những người nghèo khổ sống ở nước Nga cổ và ở các vùng phía Bắc, nơi người Xlavơ, người Baltic và người Finno-Ugric cùng chung sống. Valenki là loại giày truyền thống của người Nga từ thế kỷ 18, thiết kế của loại giày này có nguồn gốc từ dân du mục châu Á sống ở Đại thảo nguyên. Trang phục truyền thống Nga và các thành phần đi kèm vẫn được quý trọng ở nước Nga ngày nay, đặc biệt trong những cộng đồng dân cư Xlavơ đa thần, trong các lễ hội dân gian, cộng đồng người Cossack, trong trang phục hiện đại và đoàn ca múa Nga.

### Ẩm thực

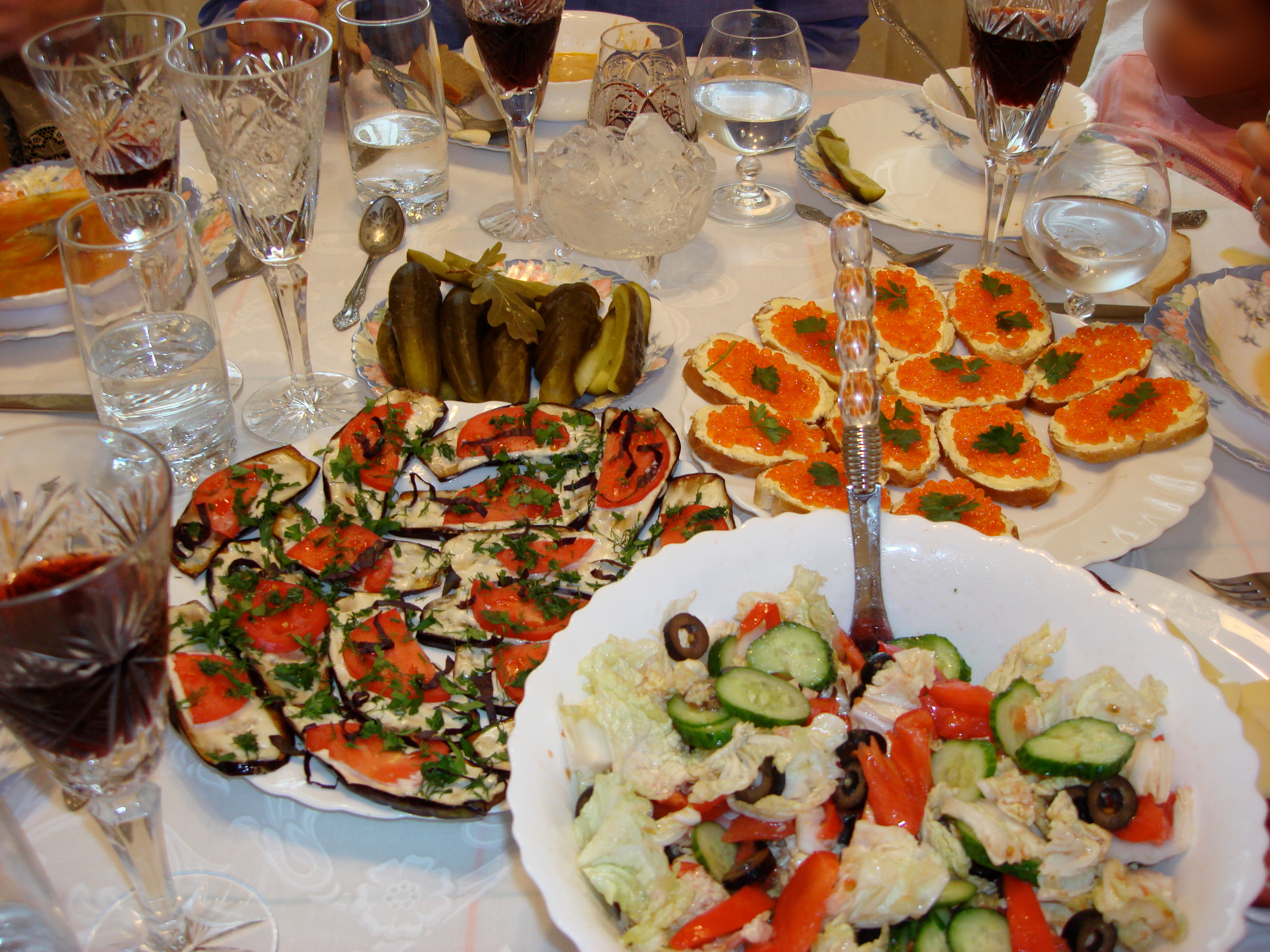
Zakuski đóng vai trò quan trọng trong văn hóa ẩm thực Nga.

Ẩm thực nga thường sử dụng cá, gà, nấm, quả mọng và mật ong. Lúa mạch đen, lúa mì, lúa mạch và hạt kê cung cấp thành phần làm bánh mì, bánh kếp, ngũ cốc, đồ uống kvass, bia và rượu vodka. Bánh mỳ đen phổ biến ở Nga hơn bất kỳ nơi nào trên thế giới. Súp, đồ hầm và bánh nhồi nhân rất đặc trưng cho văn hóa ẩm thực Nga. Loại súp phổ biến nhất gồm có shchi, borsch, ukha, solyanka và okroshka. Smetana (một loại kem chua nặng vị) thường được thêm vào súp và xa lát. Các loại bánh nhồi nhân phổ biến nhất là pirozhki, pelmeni, varenyky và Turkic manti. Một trong những đồ ăn quen thuộc nhất blini, khá giống với syrniki, đây là các loại bánh xèo bản địa Nga. Ngoài ra, món Cutlet (giống như Gà Kiev) và shashlyk là những món ăn chế biến từ thịt rất phổ biến, món shashlyk có nguồn gốc từ người Tatar và từ vùng Caucasus. Món xa lát quen thuộc gồm có Xa lát Nga, nước xốt dầu giấm (vinaigrette) và món Cá trích mặc áo lông (Dressed Herring). Một trong những đặc điểm chính của văn hóa ẩm thực Nga là Zakuski, thuật ngữ định hình nghệ thuật bày biện bàn ăn của người Nga.

### Ngày lễ
Nước Nga có 8 ngày nghỉ lễ toàn quốc. Tết Dương lịch là ngày đầu tiên của năm và cũng là ngày nghỉ lễ quan trọng nhất. Truyền thống đón năm mới ở Nga giống như Giáng sinh phương Tây, có Cây năm mới, quà và Ded Moroz (Ông già tuyết) đóng vai trò hệt như Santa Claus (ông già Noel). Rozhdestvo (Giáng sinh Chính thống giáo) rơi vào ngày 7 tháng 1, bởi vì Chính thống giáo Nga vẫn theo Julian kiểu cũ và vì thế tất cả ngày lễ Chính thống giáo đều chậm hơn Công giáo 13 ngày. Hai ngày lễ Thiên chúa giáo quan trọng khác là Paskha (lễ Phục Sinh) và Troitsa (lễ Chúa Ba Ngôi), nhưng không cần coi hai ngày này là ngày nghỉ lễ toàn quốc vì luôn diễn ra vào ngày Chủ nhật. 

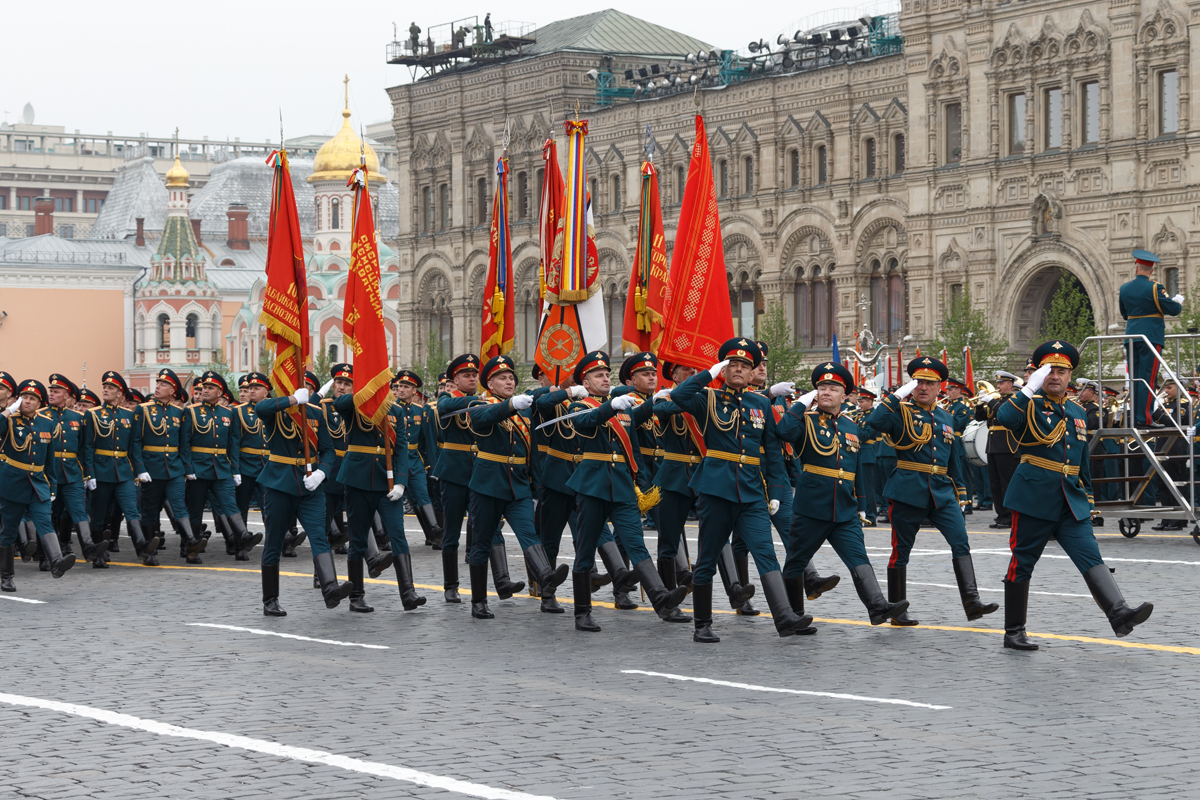
Duyệt binh kỷ niệm Ngày Chiến thắng 9/5 tại Moskva năm 2019

Các ngày nghỉ lễ toàn quốc khác gồm có Ngày bảo vệ tổ quốc (23 tháng 2) - ngày tôn vinh đàn ông Nga, đặc biệt là những người phục vụ trong quân ngũ; Ngày Quốc tế phụ nữ (8 tháng 3) - kết hợp các truyền thống của Ngày của mẹ và Ngày lễ tình nhân; Ngày quốc tế lao động (1 tháng 5), hiện giờ được đổi tên thành Ngày lao động và mùa xuân; Ngày Chiến thắng (9 tháng 5); Ngày nước Nga (12 tháng 6) và Ngày đoàn kết toàn dân (4 tháng 11), tưởng nhớ cuộc nổi dậy toàn dân đánh đuổi quân xâm lược Ba Lan-Lít va ra khỏi Mát-xcơ-va năm 1612. Ngày đoàn kết toàn dân (4 tháng 11) cũng dùng để thay thế cho ngày lễ dưới thời Liên Xô tôn vinh Cách mạng Tháng Mười năm 1917 (cũng vì lý do dùng lịch cũ, nên Cách mạng Tháng Mười thực tế diễn ra vào tháng 11 theo lịch mới). Pháo hoa và hòa nhạc ngoài trời là những hoạt động phổ biến diễn ra vào tất cả các ngày nghỉ lễ toàn quốc ở Nga.
Ngày Chiến thắng là ngày lễ quan trọng thứ hai ở Nga. Ngày này kỷ niệm chiến thắng quân Đức Phát xít trong chiến tranh thế giới II và được tổ chức trên khắp nước Nga. Một cuộc duyệt binh hoành tráng, dưới sự chủ trì của Tổng thống Liên bang Nga, được tổ chức thường niên trên Quảng trường Đỏ, thủ đô Mát-xcơ-va. Nhiều cuộc duyệt binh tương tự diễn ra tại tất cả các thành phố lớn của Nga và tại các thành phố đã được trao tặng danh hiệu Thành phố Anh hùng hoặc Thành phố Vinh quang của quân đội.
Một số ngày lễ lớn khác, nhưng không ở quy mô quốc gia, gồm có Tết theo lịch cũ (Ngày tết diễn ra vào ngày 1 tháng 1, theo lịch Julian), Ngày Tatiana (ngày của học sinh sinh viên Nga, ngày 25 tháng 1), Maslenitsa (một ngày lễ đa thần giáo cổ, diễn ra một tuần trước tuần chay), ngày Vũ trụ (ngày Yury Gagarin trở thành người đầu tiên bay vào vũ trụ, ngày 12 tháng 4), ngày Ivan Kupala (một ngày lễ đa thần Xlavơ cổ khác diễn ra vào ngày 7 tháng 7), và ngày Peter và Fevronia (diễn ra vào ngày 8 tháng 7, đây là ngày lễ tương tự Ngày Valentine, nhưng nhấn mạnh đến tình yêu gia đình và lòng chung thủy). Vào những ngày tháng 6, người Nga tổ chức các lễ kỷ niệm lớn đánh dấu kết thúc năm học. Vào dịp này, học sinh - sinh viên tốt nghiệp có truyền thống bơi trong đài phun nước của thành phố. Tại St Petersburg, người dân địa phương tổ chức lễ hội Cánh buồm Đỏ thắm, tràn ngập âm thanh và ánh sáng để chúc mừng học sinh, sinh viên tốt nghiệp.

### Tôn giáo

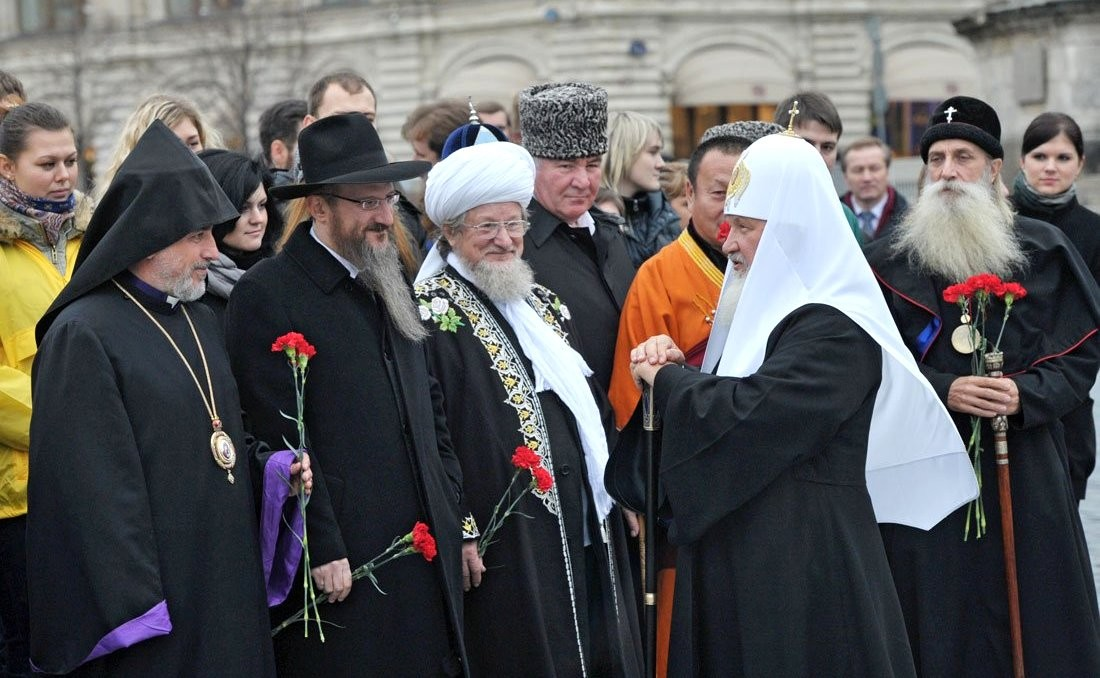
Các lãnh tụ tôn giáo Nga trong Ngày đoàn kết toàn dân, năm 2012

Thiên Chúa giáo, Hồi giáo, Phật giáo và Do Thái giáo là những tôn giáo truyền thống ở nước Nga, là một phần của "di sản lịch sử" Nga đã được luật pháp công nhận năm 1997. Ước tính số lượng tín đồ khác nhau theo từng nguồn, một số báo cáo cho biết số lượng người không tôn giáo ở Nga chiếm từ 16 đến 48% dân số. Chính thống giáo Nga là tôn giáo phổ biến nhất ở Nga. 95% số giáo khu Chính thống giáo đã đăng ký thuộc về Giáo hội Chính thống Nga, ngoài ra còn khá nhiều giáo hội Chính thống giáo nhỏ hơn. Tuy nhiên, đại đa số tín đồ Chính thống giáo Nga không đi nhà thờ thường xuyên. Dù vậy, nhà thờ luôn được cả người theo đạo lẫn người không theo đạo kính trọng, coi đó như một biểu tượng của di sản và văn hóa Nga. Các giáo phái Thiên chúa giáo nhỏ hơn gồm có Công giáo La Mã, giáo hội tông truyền Gregorian và nhiều nhóm Đạo Tin lành khác.
Tổ tiên của nhiều người Nga hiện nay theo đạo Chính thống giáo trong thế kỷ 10. Báo cáo Tôn giáo Quốc tế năm 2007 do Bộ ngoại giao Hoa Kỳ công bố cho thấy gần 100 triệu người tự coi mình là tín đồ Chính thống giáo Nga. Theo một cuộc khảo sát của Trung tâm Nghiên cứu Quan điểm đại chúng Nga, 63% người trả lời coi mình là tín đồ Chính thống giáo Nga, 6% coi mình là tín đồ Hồi giáo và chưa đầy 1% coi mình theo Phật giáo, Công giáo, Tin lành và Do Thái giáo. Ngoài ra, 12% người được hỏi cho biết họ tin vào Chúa nhưng không theo tôn giáo nào cả, và 16% nói họ là người không tôn giáo.

### Văn hóa Cossack ở nước Nga
Văn hóa thảo nguyên của dân Cossack Nga bắt nguồn từ những người dân du mục trên thảo nguyên, sống hòa lẫn vào với các nhóm người Đông Xlavơ thành nhiều cộng đồng dân cư lớn. Những cộng đồng người Cossack đầu tiên xuất hiện vào thế kỷ 14, trong đó có người Cossack sông Đông. Nhiều cộng đồng Cossack khác đóng vai trò quan trọng trong lịch sử và văn hóa Nga, như người Cossack Ural, Cossack Terek, Cossack Kuban, Cossack Orenburg, Cossack Volga, Cossack Astrakhan, Cossack Siberia, Cossack Transbaikal, Cossack Amur và Cossack Ussuri. Người Cossack bảo vệ biên giới và mở rộng lãnh thổ nước Nga. Những vùng đông cộng đồng người Cossack sinh sống thường rất tự do dưới thời Sa Hoàng Nga. Văn hóa Cossack trở thành một phần quan trọng của văn hóa Nga, với nhiều bài hát Nga, các điệu nhảy và tổng thể văn hóa Nga nói chung được cộng đồng người Cossack định hình.

### Văn hóa rừng ở Nga

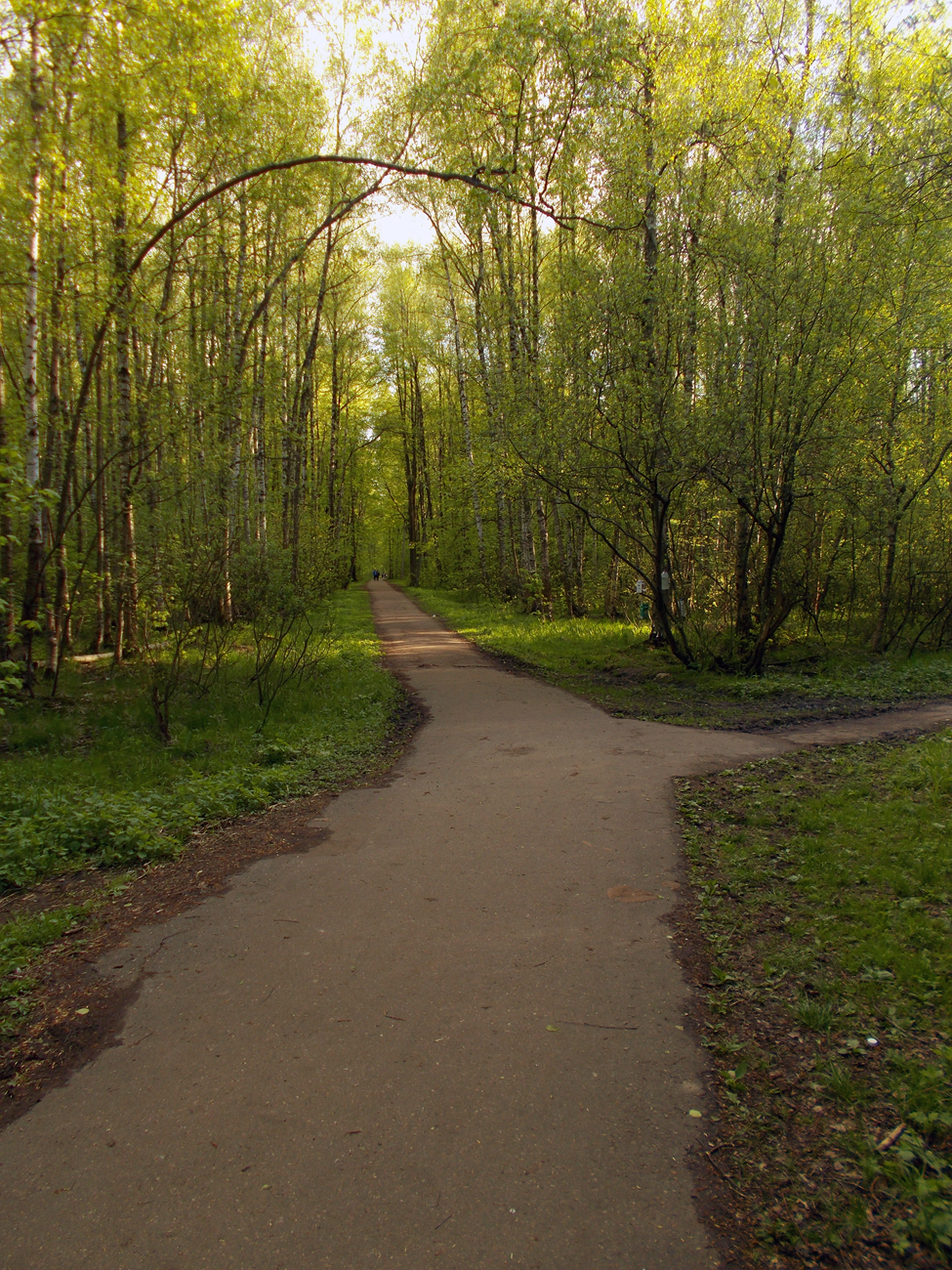
Rừng cây ở Elektrostal, Nga.

Rừng đóng vai trò cực kỳ quan trọng ở Nga trong suốt hơn 1000 năm lịch sử-văn hóa. Rừng ảnh hưởng lớn tới tính cách dân tộc Nga và sự sáng tạo văn hóa của họ. Nhiều huyền thoại của văn hóa Nga gắn chặt với rừng. Nhiều người Xlavơ thời xưa và các bộ tộc khác xây nhà bằng gỗ, chính vì thế rừng ảnh hưởng mạnh đến phong cách kiến trúc Nga. Tranh thủ công Hohloma ra đời ở vùng Volga được làm từ gỗ và khắc họa vô số loài thực vật rừng như chùm quả vót châu Âu (Tiếng Nga: Калина, Kalina), hoa và lá cây. Nhiều truyện cổ tích Nga lấy bối cảnh rừng cây, các nhân vật hư cấu như Baba Yaga gắn bó sâu đậm với văn hóa rừng Nga. Rừng cũng là một chủ đề quan trọng của nhiều bài hát dân ca Nga.

### Văn hóa đi bộ Nga
Thói quen đi dạo hay đi bộ (Tiếng Nga: гулять, gulyat') rất quen thuộc trong xã hội Nga. Tương phản với các quốc gia châu Âu, giới trẻ Nga cũng rất thích đi dạo. Người trẻ thường sắp xếp buổi đi dạo. Ngoài động từ còn có từ progulka (Tiếng Nga: прогулка), mô tả thời gian dùng để đi bộ. Đi bộ quan trọng trọng văn hóa nga tới mức từ đi bộ (gulyat) cũng đồng nghĩa với động từ "tổ chức tiệc".

### Hái nấm và quả mọng
Các hoạt động diễn ra trong rừng như hái nấm và quả mọng rất quen thuộc ở nước Nga. Nấm (Tiếng Nga: грибы, griby) giữ một phần quan trọng trong văn hóa dân gian Nga ít nhất từ thế kỷ 10 và cũng góp mặt thường xuyên trong bữa ăn Nga. Ở Nga tồn tại hơn 200 loại nấm ăn được. Nấm luôn được coi là có phép thuật và đóng vai trò nổi bật trong truyện cổ tích Nga. Khả năng phát hiện và chế biến nấm ăn thường được truyền từ thế hệ này sang thế hệ khác. Truyền thống hái nấm đặc biệt phổ biến ở các quốc gia vùng Baltic và Xlavơ. Quả mọng (Tiếng Nga: Ягода, Yagoda) cũng nắm vai trò quan trọng trong văn hóa dân gian Nga và thường xuất hiện trên trang phục truyền thống, bài hát dân gian và trang trí thủ công Nga. Trong suốt nhiều thế kỷ, người châu Âu thậm chí còn gọi quả nam việt quất (cranberry) là "quả mọng Nga" (Russian berry). Hái nấm và quả mọng trong rừng là một cách an định tâm trí ở Nga.

## Biểu tượng quốc gia

Quốc huy nước Nga với hình ảnh đại bàng hai đầu và Thánh George trên tấm khiên.

### Biểu tượng chính thức
Quốc huy của nước Nga là đại bàng hai đầu Byzantine, kết hợp với hình ảnh Thánh George thành Moskva trên phù hiệu áo giáp. Những biểu tượng này có nguồn gốc từ Đại công quốc Moskva. Quốc kỳ Nga xuất hiện ở cuối thời Sa quốc Nga, và trở nên quen thuộc vào thời Đế quốc Nga. Quốc ca hiện tại của Nga dùng phần nhạc của quốc ca Liên Xô nhưng thay lời mới (nhiều người Nga lớn tuổi không thuộc lời mới và chỉ hát lời cũ). Khẩu hiệu của đế quốc nga là Chúa bên ta cùng khẩu hiệu của Liên Xô là Vô sản các nước đoàn kết lại hiện nay không còn dùng nữa nhưng chưa công nhận khẩu hiệu chính thức mới nào. Biểu tượng Búa liềm và quốc huy Xô viết vẫn thường nhìn thấy ở các thành phố Nga, trên các phần trang trí kiến trúc cũ. Ngôi sao đỏ của Liên Xô cũng dễ bắt gặp, thường trên trang thiết bị quân đội, đài tưởng niệm chiến tranh hoặc trên Quảng trường Đỏ. Cờ đỏ Liên Xô vẫn được tôn trọng, đặc biệt là Lá cờ chiến thắng năm 1945.

### Biểu tượng không chính thức
Búp bê Matryoshka là một biểu tượng dễ nhận của nước Nga, trong khi các đỉnh tháp điện Kremlin Moskva và nhà thờ Thánh Basil ở Moskva là những biểu tượng kiến trúc quan trọng nhất. Cheburashka là linh vật của đội tuyển Olympic quốc gia Nga. Mary, Thánh Nicholas, Thánh Andrew, Thánh George, Thánh Alexander Nevsky, Thánh Sergius của Radonezh, Thánh Seraphim của Sarov là những vị thánh bảo trợ nước Nga. Hoa cúc La Mã (Chamomile) là loại hoa thường gợi người Nga nhớ về Đất Mẹ, còn cây bạch dương là loại cây biểu tượng quốc gia. Gấu Nga là loài vật thường đi liền với nước Nga, cho dù hình ảnh này có nguồn gốc từ Tây Âu và bản thân người Nga không coi đó là biểu tượng gì đặc biệt. "Родина мать" - Mẹ Tổ quốc (Đất Mẹ) là sự nhân cách hóa nước Nga bản địa, cũng thường được gọi là Nước Mẹ Nga ở phương Tây.

## Du lịch
Du lịch Nga phát triển mạnh mẽ kể từ cuối thời Xô viết, đầu tiên là du lịch nổi địa, rồi sau đó đến du lịch quốc tế. Di sản văn hóa phong phú, thiên nhiên vô cùng đa dạng đưa nước Nga trở thành một trong những điểm đến du lịch phổ biến nhất thế giới. Nước Nga có 29 Di sản Văn hóa Thế giới được UNESCO công nhận, cùng nhiều di sản khác đang được UNESCO xem xét. Lộ trình du lịch chính ở Nga gồm có chuyến đi quanh Vòng tròn vàng của các thành phố cổ, du ngoạn trên các sông lớn như Volga, hành trình dài trên đường sắt xuyên Siberia. Đa dạng vùng miền và văn hóa dân tộc Nga mang đến nhiều loại đồ ăn và đồ lưu niệm khác nhau, cùng nhiều loại hình văn hóa truyền thống như tắm hơi Nga, lễ hội Sabantuy của người Tatar, hay nghi thức saman giáo miền Siberia.

### Du lịch văn hóa

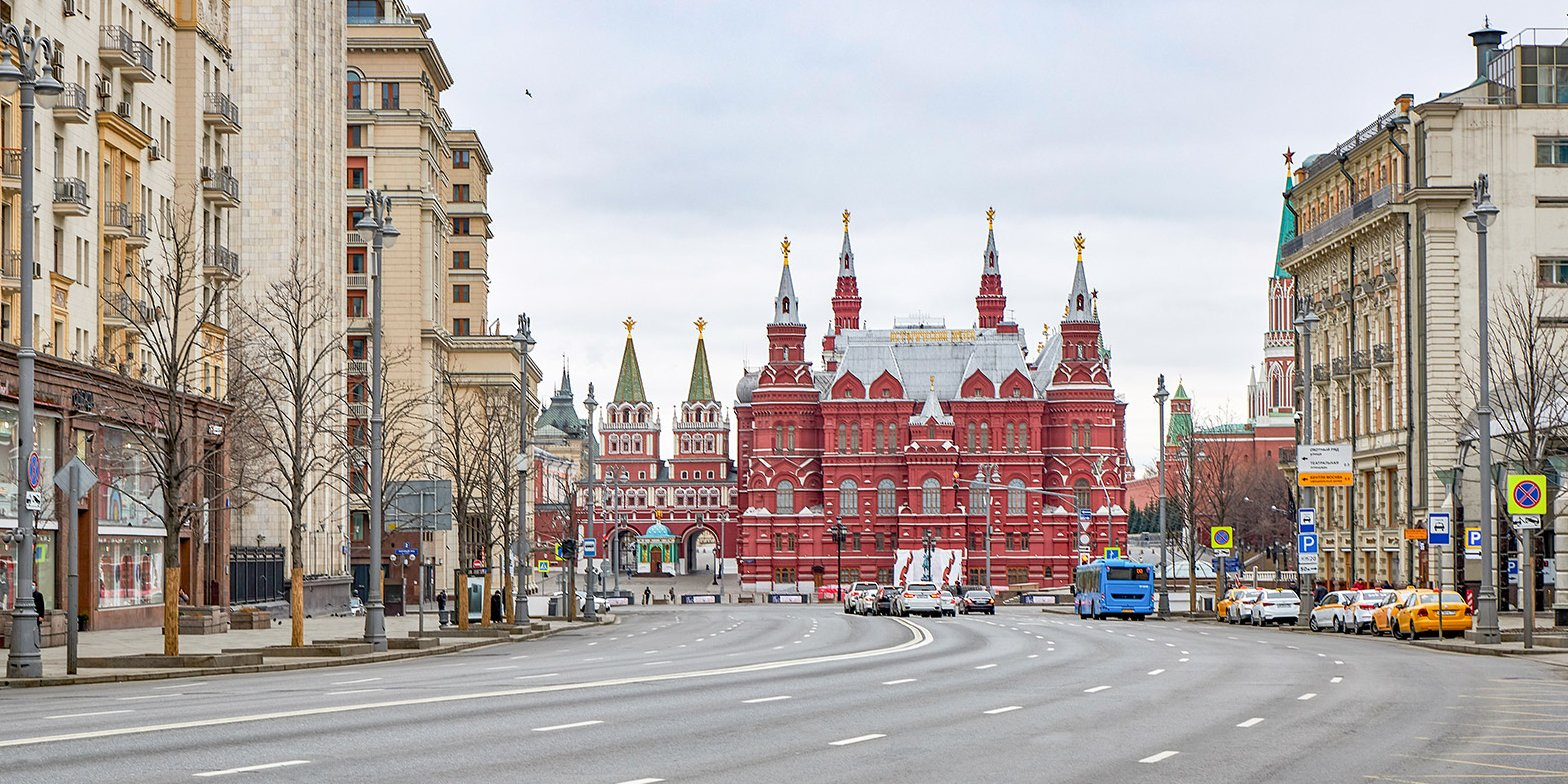
Phố Tverskaya ở Moskva

Những điểm đến du lịch phổ biến nhất ở Nga là thành phố Moskva và Saint Petersburg - thủ đô và cố đô của đất nước, và cũng là hai trung tâm văn hóa lớn được công nhận là Đô thị thế giới. Moskva và Saint Petersburg sở hữu nhiều bảo tàng danh tiếng thế giới như Tretyakov Gallery và Hermitage, nhiều nhà hát tên tuổi như Bolshoi và Mariinsky, nhiều nhà thờ lộng lẫy như Nhà thờ Thánh Basil, Nhà thờ Chúa Cứu thế, Nhà thờ Thánh Isaac và Nhà thờ Chúa Cứu thế trên máu đổ. Không những thế, hai thành phố này còn có không ít tòa thành ấn tượng như Kremlin của Moskva, Pháo đài Peter và Paul cùng nhiều quảng trường đẹp như Quảng trường Đỏ và Quảng trường Cung điện, và những đường phố hoành tráng như Tverskaya và Nevsky Prospect. Nhiều cũng điện xa hoa và công viên cực kỳ xinh đẹp từng dùng cho hoàng gia cư ngụ ở ngoại ô Moskva (Kolomenskoye, Tsaritsyno) và Saint Petersburg (Peterhof, Strelna, Oranienbaum, Gatchina, Pavlovsk Palace, Tsarskoye Selo). Moskva còn có vô cùng nhiều công trình ấn tượng thời Xô viết cùng với những tòa nhà chọc trời hiện đại, trong khi đó Saint Petersburg, được mệnh danh là Thành Venice ở phương Bắc, mang trong mình vẻ đẹp kiến trúc cổ điển, nhiều dòng sông, kênh đào và cây cầu trang nhã.
Kazan, thủ phủ của Tatarstan, hiện lên với vẻ đẹp hòa quyện giữa Thiên Chúa giáo Nga và văn hóa Hồi giáo Tatar. Thành phố này đã đăng ký danh hiệu Thủ đô thứ ba của Nga, dù rất nhiều thành phố lớn ở Nga cạnh tranh giành danh hiệu này như Novosibirsk, Yekaterinburg và Nizhny Novgorod - tất cả đều là những trung tâm văn hóa quan trọng với bề dày lịch sử và kiến trúc lộng lẫy. Veliky Novgorod, Pskov và các thành phố thuộc Vòng tròn vàng (Vladimir, Yaroslavl, Kostroma và một số thành phố khác), bảo tồn rất tốt kiến trúc và tinh thần nước Nga thời cổ và thời trung đại, cũng nằm trong số những điểm đến du lịch chính. Nhiều pháo đài cổ (điển hình là các tòa thành Kremlin), tu viện và nhà thờ mọc phân bố trên khắp nước Nga, tạo nên quang cảnh văn hóa độc đáo ở cả các thành phố lớn lẫn vùng miền xa xôi.

### Khu nghỉ dưỡng và du lịch tự nhiên
Bờ biển cận nhiệt đới ấm áp của Biển Đen là nơi mọc lên rất nhiều khu nghỉ dưỡng biển, chẳng hạn như Sochi, nổi tiếng với những bãi biển và tự nhiên đẹp tuyệt vời. Đồng thời, Sochi còn sở hữu hàng loạt khu trượt tuyết như Krasnaya Polyana. Đây là thành phố chủ nhà của Thế vận hội Olympic Mùa đông và Paralympic Mùa đông năm 2014. Các ngọn mùi vùng Bắc Caucacus cũng có không ít khu trượt tuyết phổ biến, khu Dombay ở Karachay–Cherkessia là một ví dụ.
Địa điểm du lịch tự nhiên danh tiếng nhất nước Nga chắc chắn là hồ Baikal, mệnh danh là Mắt xanh vùng Siberia. Hồ nước độc nhất vô nhị này, không chỉ cổ nhất mà còn sâu nhất thế giới, có làn nước xanh như pha lê và nằm trọn trong rừng taiga.
Một số điểm du lịch tự nhiên quen thuộc khác là Kamchatka, nổi tiếng với núi lửa và suối nước nóng; Karelia với nhiều hồ và đá granit; Altai với những ngọn tuyết trắng và Tyva với các thảo nguyên.

## Khoa học và phát kiến
Đầu thế kỷ 18, công cuộc cải cách của Pyotr Đại đế (người thành lập Viện Hàn lâm Khoa học Nga và Đại học Quốc gia Saint Petersburg) và các tác phẩm của những nhà kiệt xuất như Mikhail Lomonosov (người sáng lập Đại học Quốc gia Moskva) tạo nên động lực mạnh mẽ cho sự phát triển của khoa học, kỹ thuật và đổi mới ở Nga. Trong thế kỷ 19 và 20, nước Nga sản sinh ra rất nhiều nhà khoa học và các phát minh vĩ đại.
Nikolai Lobachevksy, Copernicus của hình học, có công phát triển bộ môn hình học phi Euclid. Dmitry Mendeleev phát minh ra bảng tuần hoàn các nguyên tố hóa học - nền tảng chính của hóa học hiện đại. Nikolay Benardos giới thiệu phương pháp hàn hồ quang, mà sau đó được Nikolay Slavyanov, Konstantin Khrenov và nhiều kỹ sư Nga khác phát triển. Gleb Kotelnikov phát minh ra ba lô dù, trong khi Evgeniy Chertovsky chế tạo ra bộ đồ bảo hộ dành cho phi công. Pavel Yablochkov và Alexander Lodygin là những nhà tiên phong trong ngành kỹ thuật điện và phát minh ra bóng đèn điện sơ khai.
Alexander Popov đứng trong số những người phát minh ra ra-đi-ô, trong khi đó Nikolai Basov và Alexander Prokhorov đồng phát minh ra laser và maser. Igor Tamm, Andrei Sakharov cùng Lev Artsimovich phát triển ý tưởng về tokamak nhằm kiểm soát phản ứng hạt nhân và chế tạo ra được mẫu thử đầu tiên, tiền thân của công trình ITER sau này. Nhiều nhà khoa học và nhà phát minh nổi tiếng người Nga là người sống lưu vong, ví dụ như Igor Sikorsky hay Vladimir Zworykin. Nhiều nhà khoa học nước ngoài cũng làm việc tại Nga trong thời gian dài, như Leonard Euler and Alfred Nobel.
Những thành công vĩ đại nhất của nước Nga liên quan đến lĩnh vực công nghệ vũ trụ và khám phá không gian. Konstantin Tsiolkovsky là cha đẻ của ngành lý thuyết vũ trụ học. Công trình của ông truyền cảm hứng cho những kỹ sư tên lửa hàng đầu Liên Xô như Sergei Korolev, Valentin Glushko cùng nhiều người khác, nhờ đó đóng góp cho sự thành công của chương trình vũ trụ Xô viết ở giai đoạn đầu Cuộc đua chinh phục vũ trụ và sau này.
Năm 1957, vệ tinh nhân tạo đầu tiên của Trái Đất, Sputnik 1, được phóng lên không gian. Vào ngày 12 tháng 4 năm 1961, Yuri Gagarin thực hiện chuyến bay đầu tiên của loài người vào vũ trụ. Nhiều kỷ lục trong lĩnh vực khám phá vũ trụ của Liên Xô và Nga liên tục ra đời, gồm có người đầu tiên đi bộ trong vũ trụ - Alexei Leonov, xe tự hành thám hiểm vũ trụ đầu tiên - Lunokhod 1 và trạm vũ trụ đầu tiên Salyut-1. Ngày nay, Nga là quốc gia phóng nhiều vệ tinh nhất và là nhà cung cấp dịch vụ vận chuyển cho du lịch vũ trụ duy nhất.
Những công nghệ mà nước Nga từng dẫn đầu trong lịch sử gồm có công nghệ hạt nhân, chế tạo máy bay và công nghiệp vũ khí. Igor Kurchatov là người điều hành dự án xây dựng nhà máy hạt nhân đầu tiên và lò phản ứng hạt nhân đầu tiên cho tàu ngầm và tàu nổi. NS Lenin là tàu nổi cũng như tàu dân sự đầu tiên trên thế giới chạy bằng năng lượng hạt nhân. NS Arktika trở thành tàu nổi đầu tiên đến được Bắc Cực.
Rất nhiều kỹ sư hàng không xuất chúng của Xô viết, chịu ảnh hưởng từ các tác phẩm lý thuýet của Nikolai Zhukovsky, đã giám sát sự ra đời của hàng chục mẫu máy bay quân sự cũng như dân sự, và thành lập hàng loạt KB (cục xây dựng) mà hiện nay tạo thành bộ phận chính của Tập đoàn Máy bay Thống nhất Nga. Những dòng máy bay nổi tiếng của Nga có thể kể đến máy bay chở khách siêu thanh Tupolev Tu-144 của Alexei Tupolev, gia đình máy bay chiến đấu MiG của Artem Mikoyan và Mikhail Gurevich, và dòng máy bay SU của Pavel Sukhoi và những người làm việc dưới quyền. MiG-15 là máy bay phản lực sản xuất nhiều nhất trong lịch sử, trong khi MiG-21 là máy bay siêu thanh được chế tạo nhiều nhất. Trong thế chiến II, Bereznyak-Isayev BI-1 được giới thiệu là loại máy bay tiêm kích đầu tiên dùng động cơ phản lực, còn máy bay ném bom and Ilyushin IL-2 trở thành máy bay quân sự có số lượng nhiều nhất trong lịch sử. Polikarpov Po-2 Kukuruznik là máy bay hai tầng cánh được sản xuất nhiều nhất trong khi đó Mi-8 là trực thăng được chế tạo nhiều nhất.
Nhiều loại xe tăng chủ lực nổi tiếng ra đời ở Nga, đầu tiên là T-34, mẫu thiết kế xe tăng tốt nhất thế chiến II. Một số mẫu xe tăng đời sau của dòng T- là loại xe tăng được sản xuất nhiều nhất trong lịch sử T-54/55, xe tăng dùng hoàn toàn tuabin khí đầu tiên T-80 và xe tăng hiện đại nhất của Nga hiện nay T-90. Súng AK-47 và AK-74 của Mikhail Kalashnikov trở thành mẫu súng trường tấn công phổ biến nhất thế giới, đến mức số đơn vị súng AK được sản xuất nhiều hơn tất cả súng trường tấn công khác cộng lại. Với những vũ khí này cùng nhiều loại vũ khí khác, nước Nga từ lâu nằm trong danh sách nhà cung cấp quân khí lớn nhất thế giới. 
| Lomonosov (1711–1765) | Lobachevsky (1792–1856) | Mendeleev (1837–1906) | Mechnikov (1845–1916) | I. Pavlov (1849–1936) | Korolyov (1907–1966)        | Sakharov (1921–1989) |
| --------------------- | ----------------------- | --------------------- | --------------------- | --------------------- | --------------------------- | -------------------- |
|                       |                         |                       |                       |                       | Tập tin:Sergey Korolyov.jpg |                      |